# Compagnie des transports strasbourgeois
Vous lisez un « bon article » labellisé en 2012.
Pour les articles homonymes, voir CTS.
La Compagnie des transports strasbourgeois (CTS) est une société publique locale, fondée en 1877 à Strasbourg. Elle a pour objectif l'exploitation du réseau de transports en commun de voyageurs sur le territoire de l'Eurométropole de Strasbourg.
La Compagnie des transports strasbourgeois exploite actuellement les six lignes du tramway de Strasbourg, le réseau de bus (dont deux lignes de BHNS) ainsi que les huit parkings relais associés, pour le compte de l'Eurométropole. Elle participe également au système de location de vélo de l'Eurométropole via sa filiale Strasbourg Mobilités, Eurométropole de Strasbourg.
En 2017, son réseau a assuré 119,7 millions de voyages, dont 70,3 millions pour le tramway.

## Historique

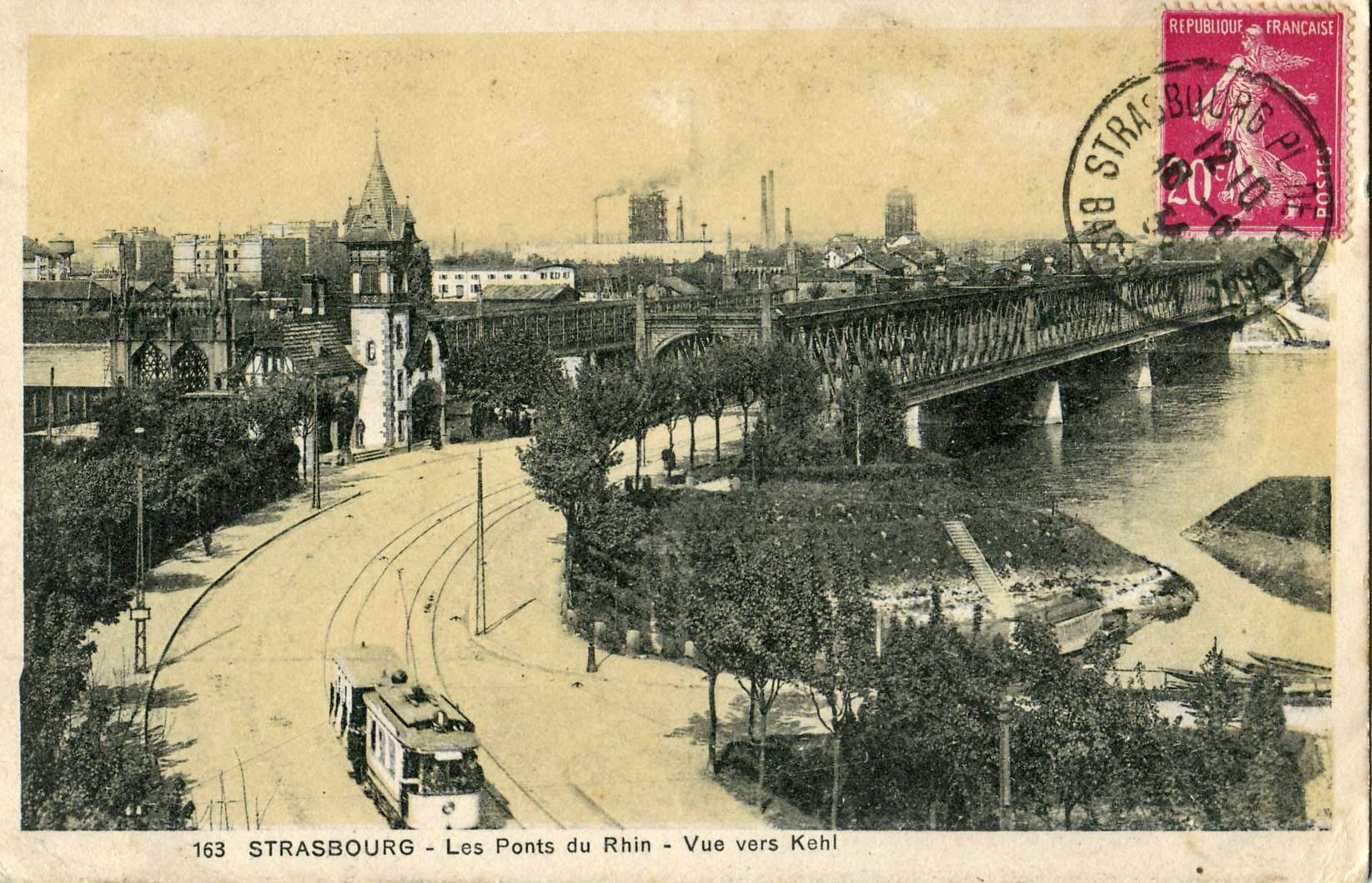
Tramway CTS de la ligne 1 traversant le Rhin au début des années 1920.

### Naissance de l'entreprise
Le 5 avril 1877, on assiste à la création de la Strassburger Pferde-Eisenbahn Gesellschaft (pour Compagnie strasbourgeoise des chemins de fer à chevaux), renommée en 1888 Strassburger Strassenbahn-Gesellschaft (pour Compagnie des tramways strasbourgeois). En 1919, après le retour de l'Alsace-Lorraine à la France, elle devient la Compagnie des tramways strasbourgeois (CTS).
Le 22 juillet 1878 verra la mise en service de la première ligne de tramway hippomobile. La compagnie continue à étendre son réseau avec l'appui financier de banques tels que la Straehling-Valentin, développant aussi une activité de chemin de fer d'intérêt local.
Ce n'est qu'en 1894 que débute l'électrification du réseau de tramway à la suite d'un partenariat entre la ville et la Allgemeine Elektricitäts-Gesellschaft (AEG). Les premières lignes sont électrifiées dès l'année suivante à l'occasion de l'Exposition Industrielle qui se déroule cette année-là.
En 1900, le réseau compte près de quinze lignes pour cinquante kilomètres de voies. La ville de Strasbourg devient en 1912, l’actionnaire majoritaire de la compagnie avec 51 % des parts : c’est le début du régime d’économie mixte. La ville concède alors un contrat exclusif d'exploitation du réseau et la construction des futures lignes ; la ville y trouve ainsi un moyen de pouvoir intervenir directement sur le développement de l'agglomération.

### L'entreprise mise à mal par la première guerre

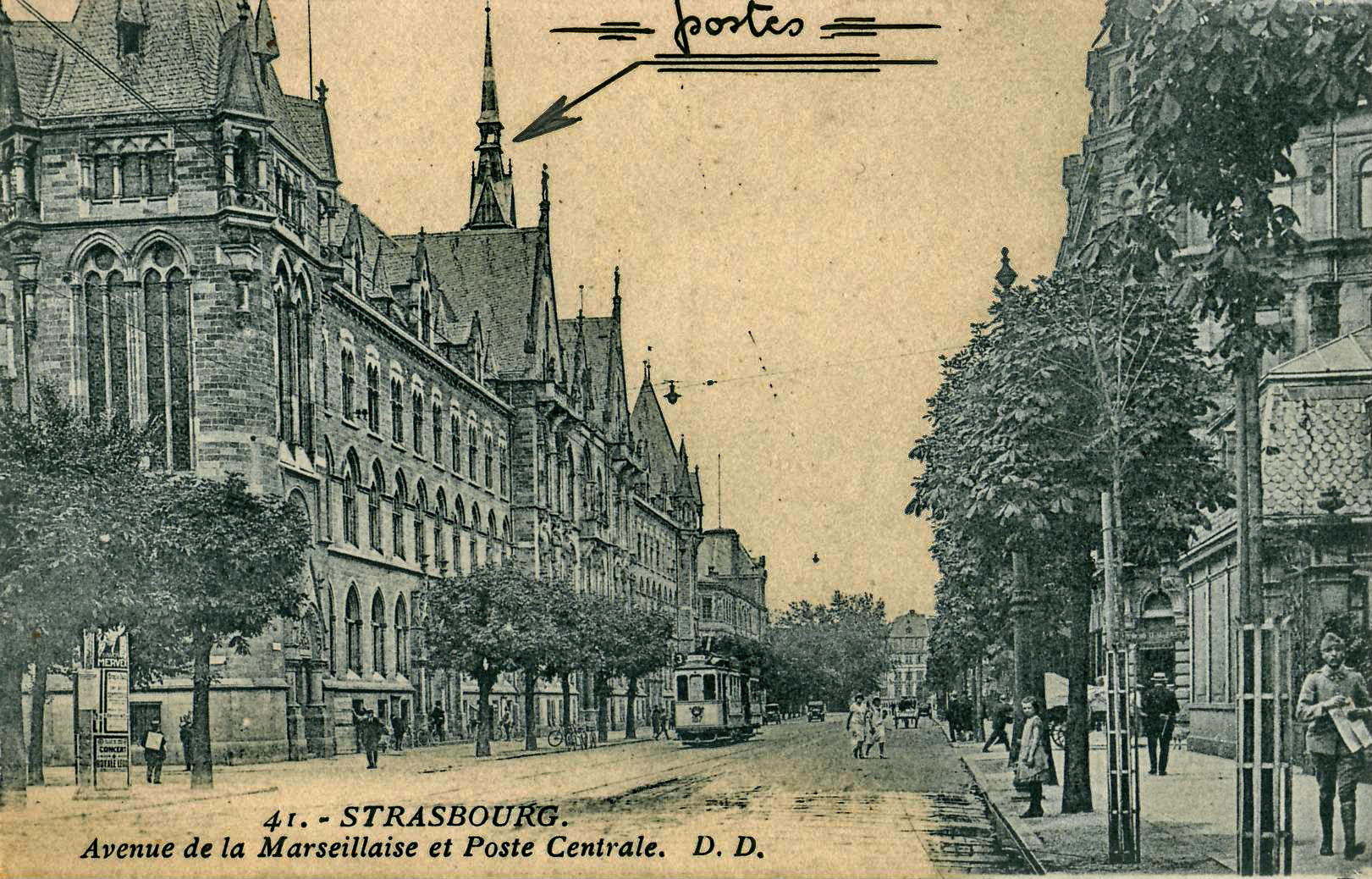
Tramway CTS de la ligne 3 sur l'avenue de la Marseillaise, dans les années 1920.

La déclaration de guerre en 1914 mobilise la plupart des effectifs de la compagnie (plus de 500 hommes sur l'effectif total de 540 agents). L'entreprise a recours à plus de 260 femmes pour continuer à faire rouler le réseau.
À la fin de la guerre, le réseau est fortement endommagé et scindé en deux par la scission : les lignes outre-Rhin sont ainsi cédées à la République de Bade en 1922. C'est à cette époque que le département prend une participation financière dans la société, qui fait face à des difficultés financières.
Les premiers autobus apparaissent en 1928, mais le tramway transporte encore plus de 50 millions de passagers pour l'année 1930. Malgré tout, le trafic décline. La CTS se tourne vers l'activité touristique dès 1932 avec la création de la société ASTRA, dotée d'autocars de grand tourisme.

### La Seconde Guerre mondiale

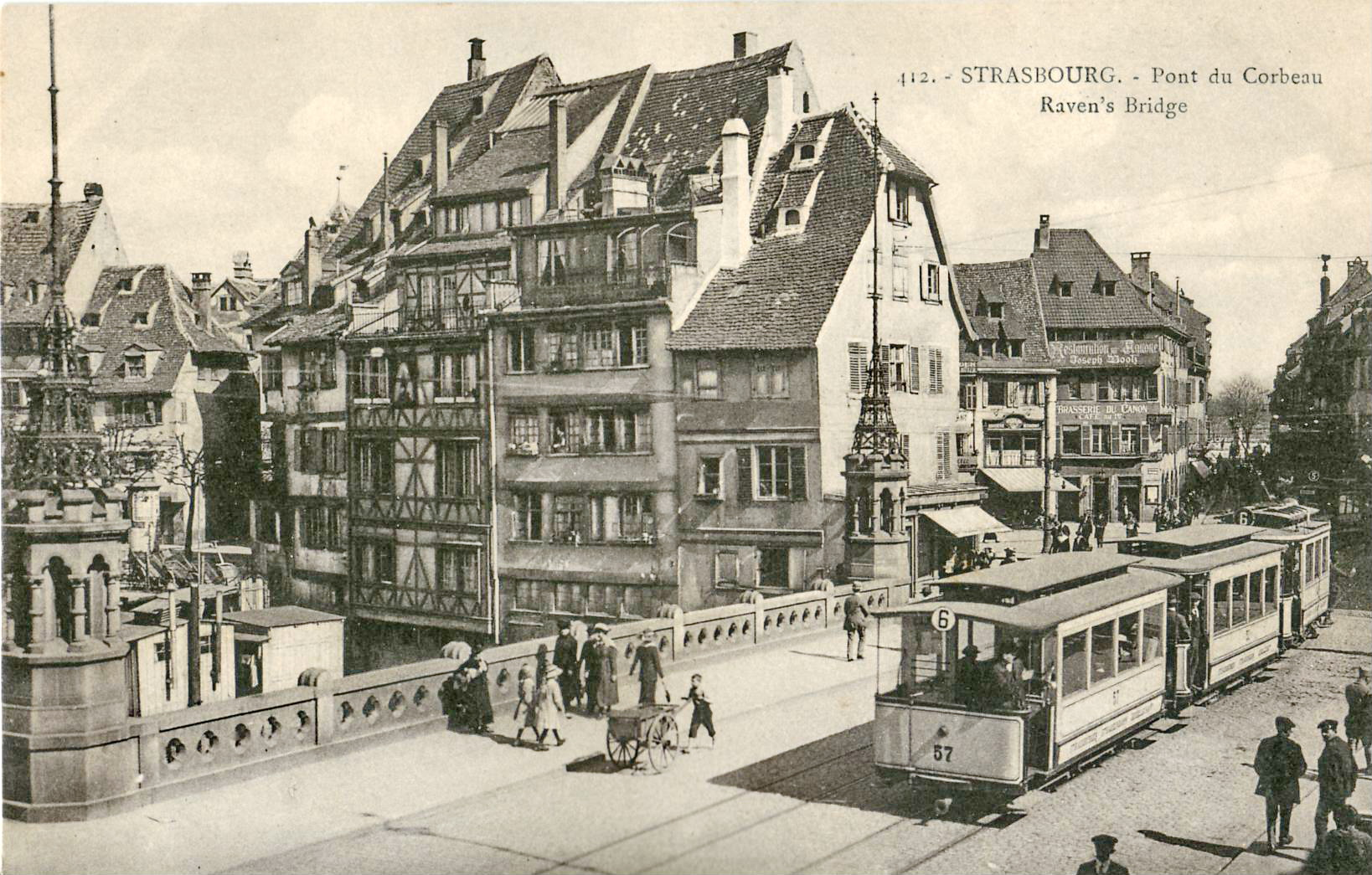
Ancienne ligne 6 du tramway sur le Pont du Corbeau.

Pour faire face à la pénurie de carburant, le trolleybus fait son apparition en 1939 sur la ligne Roethig - Ostwald. Le réseau de tramways servira à évacuer Strasbourg, puis sera arrêté, seul le réseau suburbain continuant à circuler pour assurer l'approvisionnement de l'armée française. Mais les autorités allemandes remettent le réseau en service dès qu'elles prennent le contrôle de la ville en juin 1940. Durant la guerre, le réseau tram est un des seuls moyens de transport et enregistre des pics de fréquentation, avec près de 73 millions de déplacements en 1943. Lorsque Strasbourg redevient française, la CTS doit faire face à une crise, des pertes humaines et matérielles conséquentes.

### L'après-guerre
Après la guerre, les autorités réfléchissent à la reconstruction du réseau et remplacent deux lignes de tram par des trolleybus en 1947/50, avant de se tourner définitivement vers l'autobus. Celui-ci est plus facilement réquisitionné en cas de conflit, et les comptes de la CTS empêchent d'acheter de nouvelles motrices pour le réseau.
Dès 1953, la compagnie commence à remplacer des lignes de tramways urbains par des lignes de bus. Le 30 avril 1960, la dernière ligne de tramway (4/14 Hœnheim - Neuhof Forêt) est fermée et le lendemain un cortège d'adieu rassemblant 100 000 spectateurs est organisé. Le trafic de marchandises par tramway a été stoppé dès avril 1957, sauf pour le transport des ordures ménagères qui continue jusqu'en 1960.
En 1954, la CTS cède la ligne de Rosheim à Saint-Nabor (via Ottrott) aux carrières de Saint-Nabor, ce qui engendre l'arrêt du trafic voyageur de cette ligne. Des trains touristiques ont toutefois continué à circuler sur cette ligne jusqu'en 1988 avec des locomotives à vapeur. Une locomotive 030T Borsig T3 ainsi qu'un fourgon postal, tous les deux classés Monuments historiques, étaient d'ailleurs conservés par la CTS dans son dépôt de la Kibitzenau jusqu'en 2017.

### Le renouveau du réseau

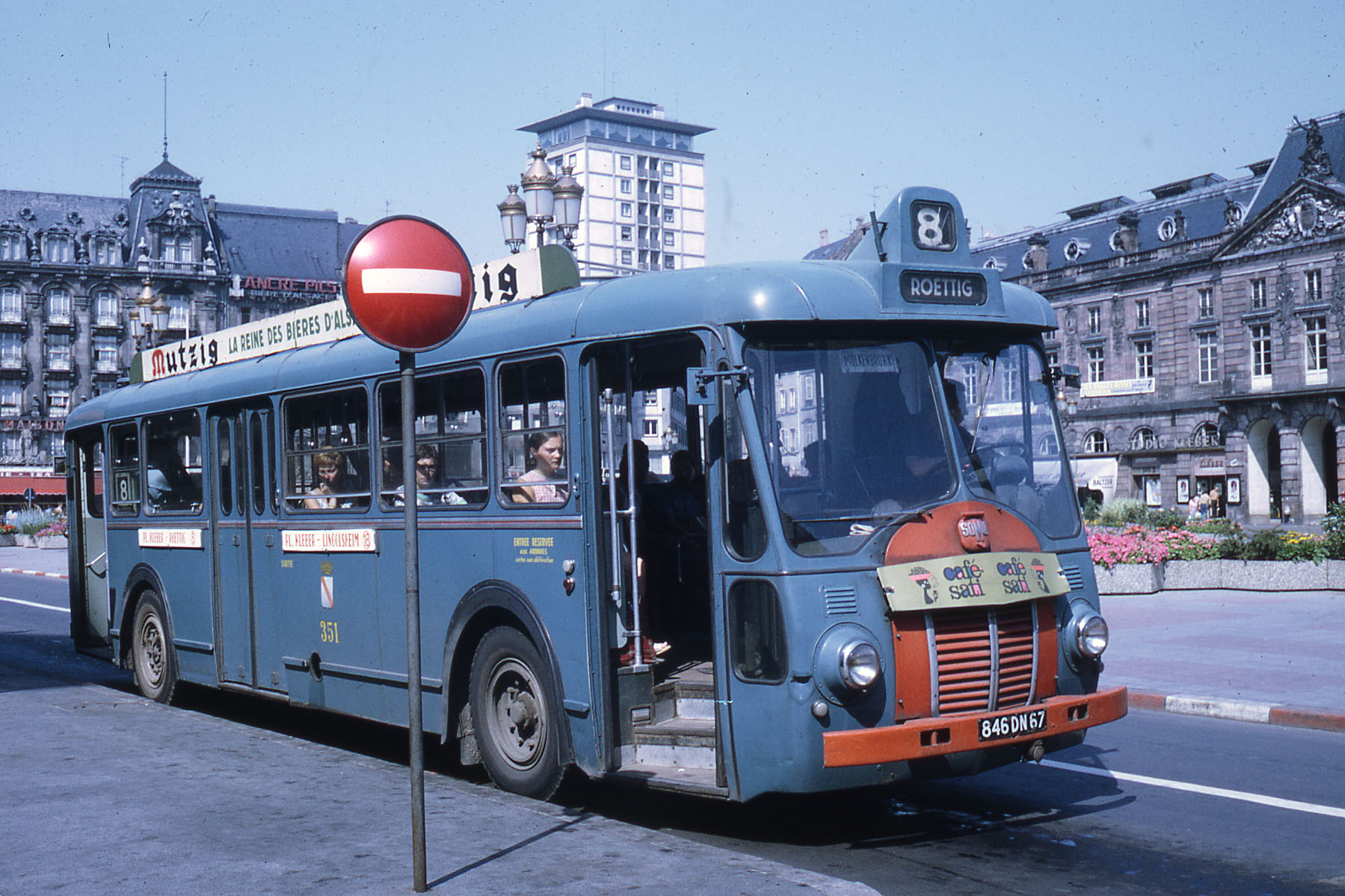
Autobus Somua type OP5/2 de la CTS sur la place Kléber en 1969.

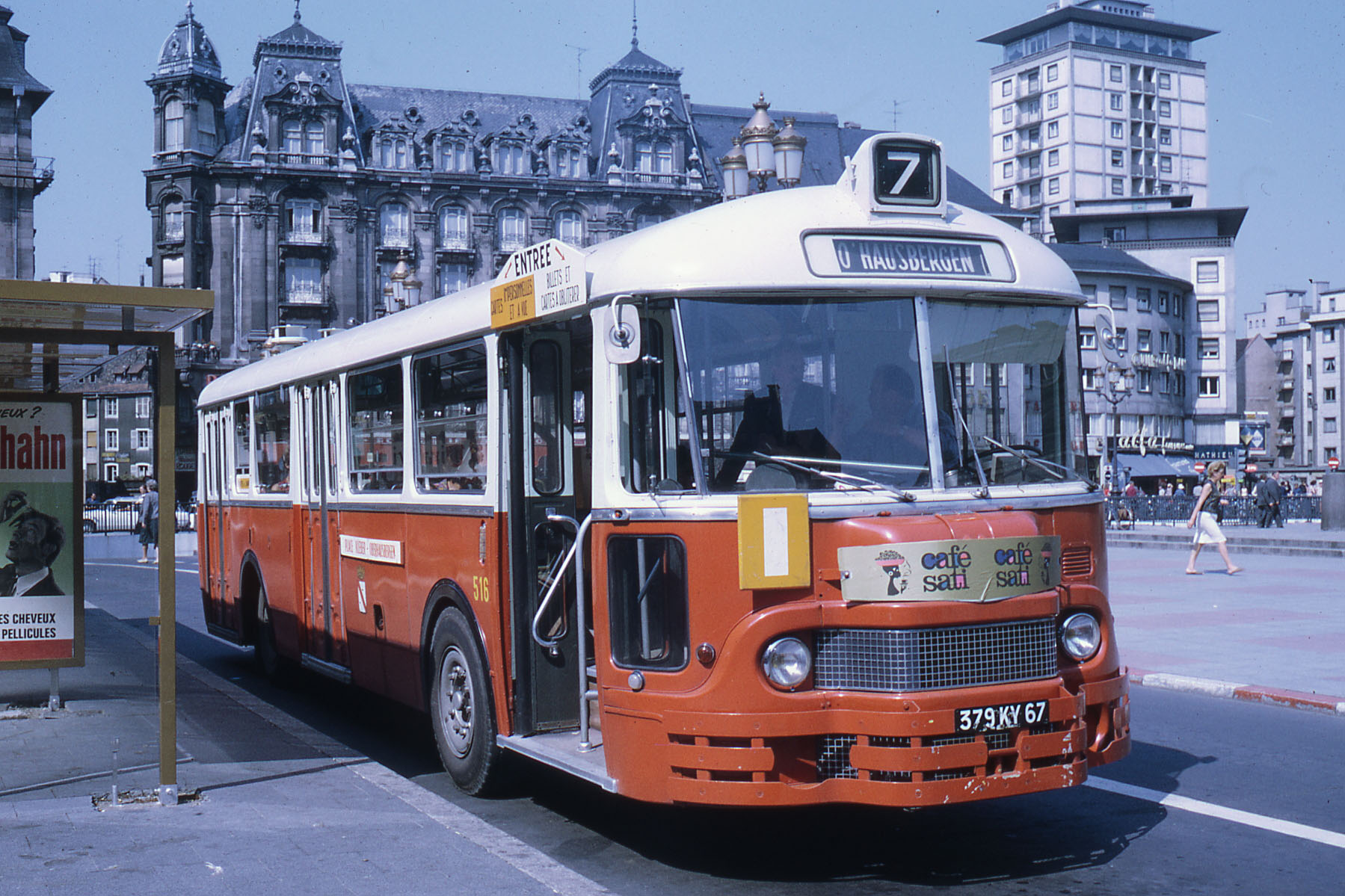
Autobus Chausson-Saviem APHA de la CTS sur la place Kléber en 1969.

Au printemps 1962, les derniers trolleys sont supprimés après avoir circulé sur les trois lignes 28 (Rœthig - Ostwald), 5/15 (place Broglie - Conseil des XV) ou encore la 10 (ligne de ceinture). La disparition du tramway engendre une baisse de la fréquentation de 20 % dans les années 1960. Le réseau connaît une révolution en 1967 avec la suppression du receveur. Les conducteurs cumulent alors la fonction de conducteur et celle de receveur. La reconquête des usagers se poursuit avec la création de couloirs réservés aux bus sur 4 km et l’introduction de bus articulés.
À partir de mars 1970, la CTS exploite un petit train touristique qui permet de découvrir la Petite France, les ponts couverts et les quais de l'Ill au départ de la place du Château.
En 1976, le tarif unique débarque à Strasbourg, les lignes urbaines sont alors étendues à l’ensemble de la communauté urbaine de Strasbourg.
La CTS se recentre sur son activité de transport public, et revend sa société de tourisme ASTRA ainsi que ses véhicules dédiés aux transports de marchandises. Elle est l’une des premières entreprises françaises à introduire un système d'aide à l'exploitation permettant des échanges d'informations entre les véhicules et le poste de commande centralisée.

### Le retour du tramway

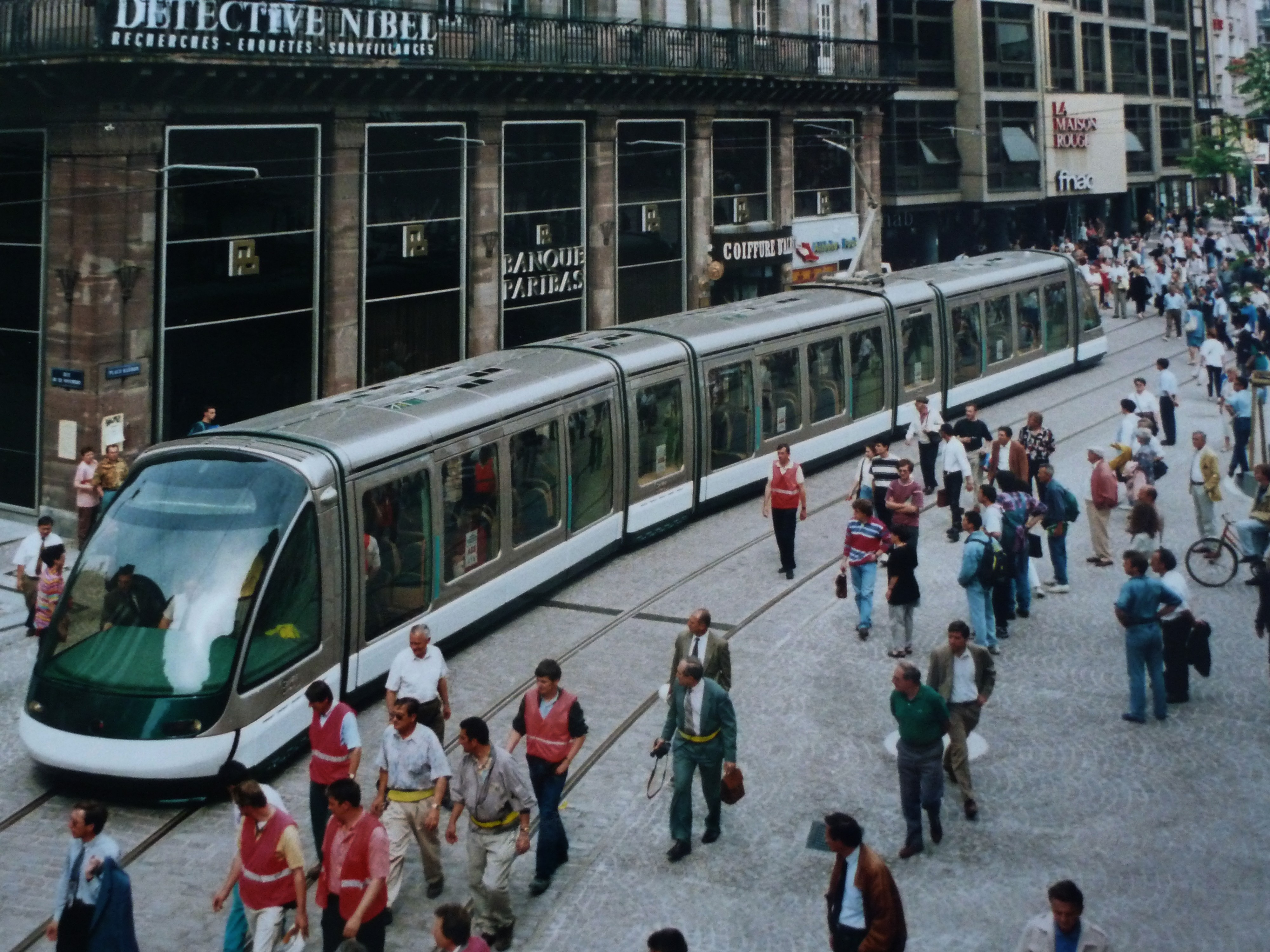
Lors des essais du nouveau tramway, place Kléber, 1994.

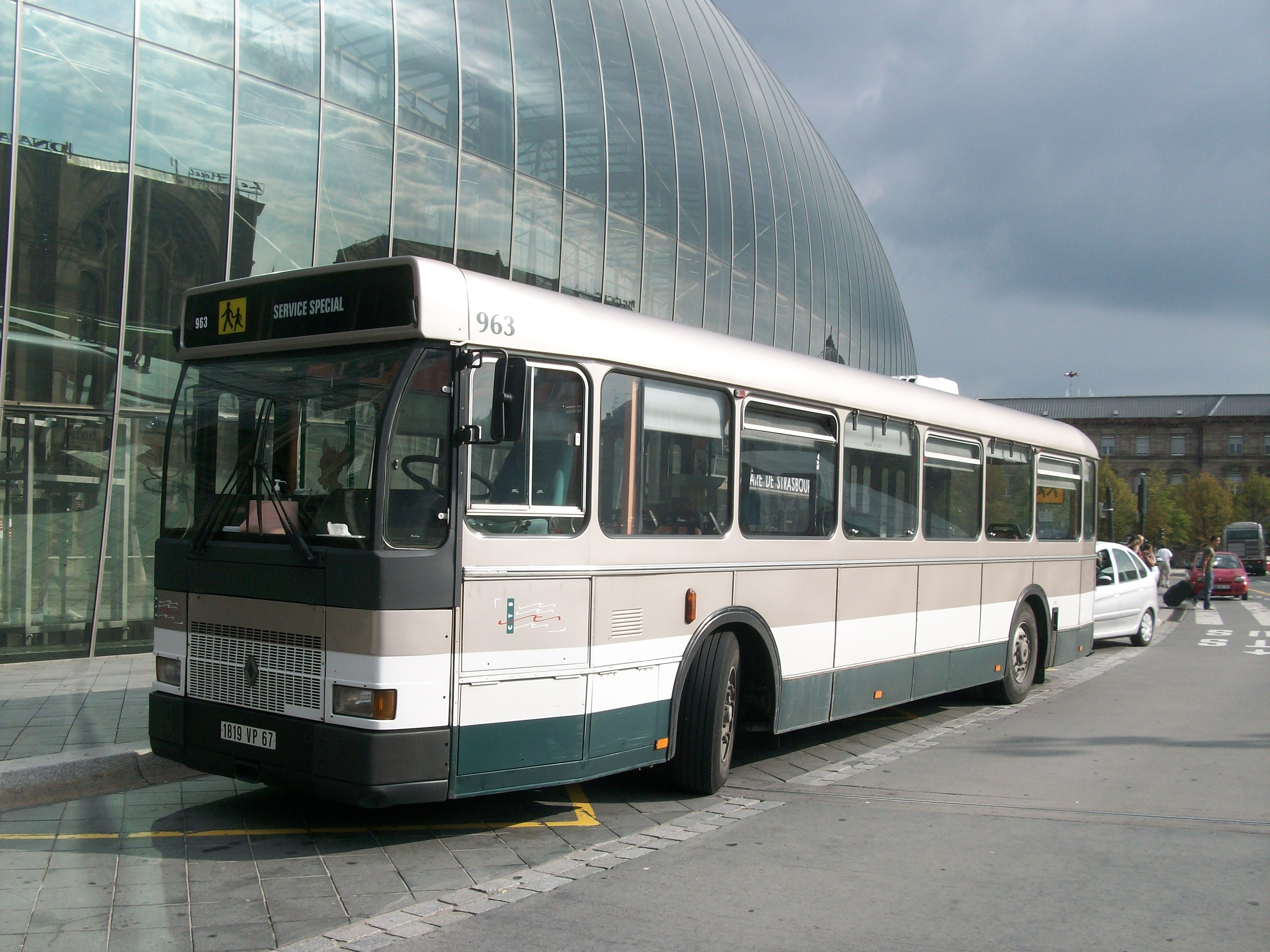
Le Renault SC 10 R était l'autobus standard du réseau CTS à la fin des années 1980 et dans les années 1990.

À la fin des années 1980, la municipalité se lance dans le projet d'un nouveau type de transports en commun. Un système de métro est tout d'abord privilégié, avec la mise en avant du VAL, mais après les élections municipales de 1989, la nouvelle municipalité décide de se tourner vers le tramway. C'est la CTS qui est chargée de la maîtrise d’ouvrage pour le chantier qui débute dès janvier 1991. La ligne A est mise en service le 26 novembre 1994. D'une longueur initiale de 9,8 kilomètres, elle effectue la liaison entre Hautepierre Maillon et Illkirch Baggersee.
Parallèlement à la mise en service du nouveau tramway, le petit train touristique est rebaptisé Minitram et adopte un design inspiré de l'Eurotram.
La CTS tente d'associer une multitude de service avec le tramway. Dès 1997, une navette  effectue la liaison entre l'aéroport et la station du tramway Baggersee, des Véloparcs sont installés à certaines stations, etc. Dès 1998, la ligne A est prolongée depuis Baggersee jusqu'à Illkirch-Lixenbuhl, et un embryon de la ligne D est créé à cette occasion, doublant en partie la ligne A en effectuant le trajet : Rotonde et Étoile Polygone.
Les lignes B et C voient le jour en septembre 2000. La B entre Elsau et Hœnheim Gare et la C entre Elsau et le quartier de l'Esplanade.
Une nouvelle forme de billettique est mise en place en septembre 2004 : la carte Badgeo remplaçant les cartes papiers standards sur le réseau urbain. Elle est étendue au réseau interurbain en 2006.

### Maillage du réseau et nouvelles énergies

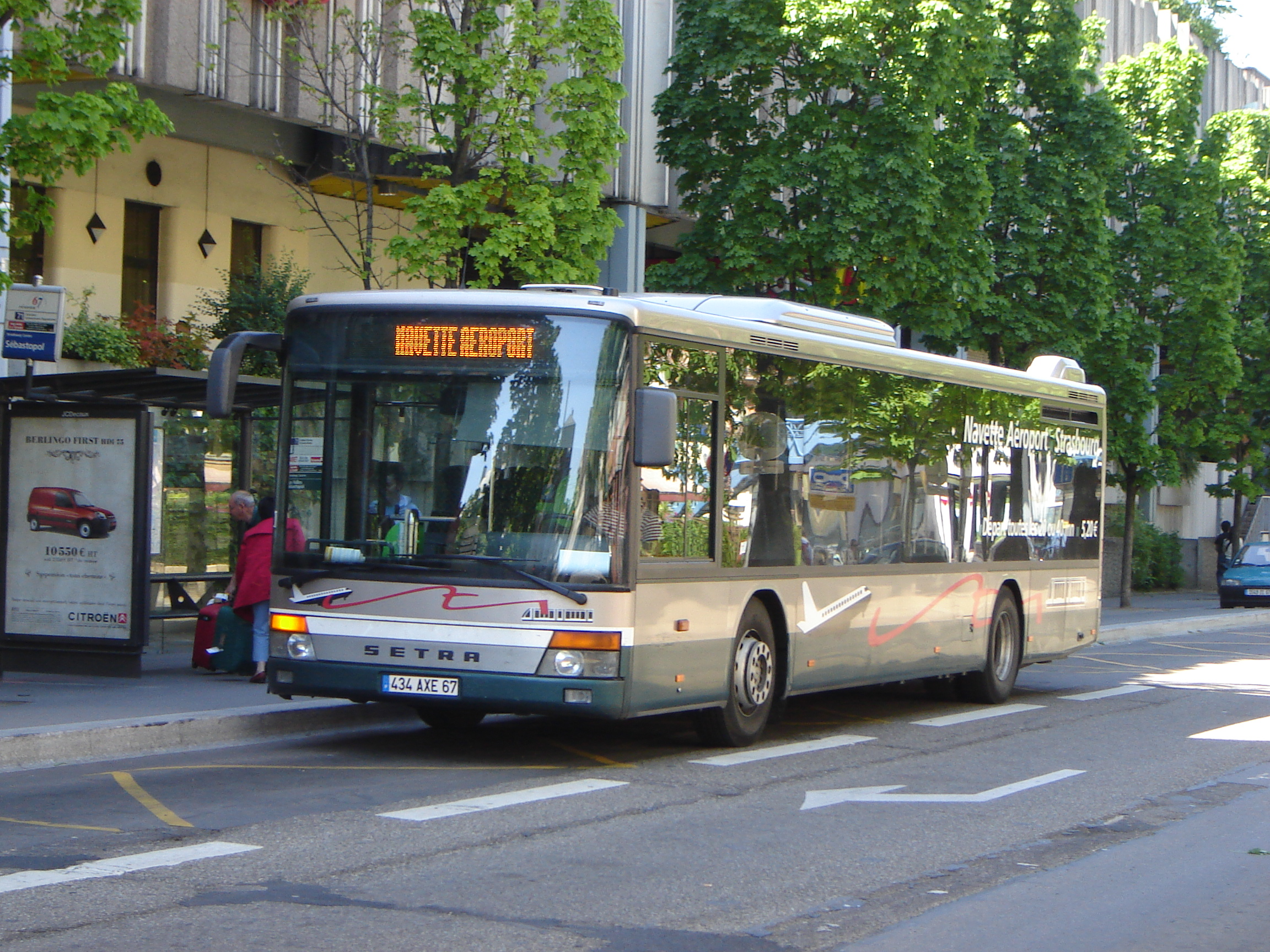
La navette aéroport, rue de Sébastopol, arrêtée depuis décembre 2008.

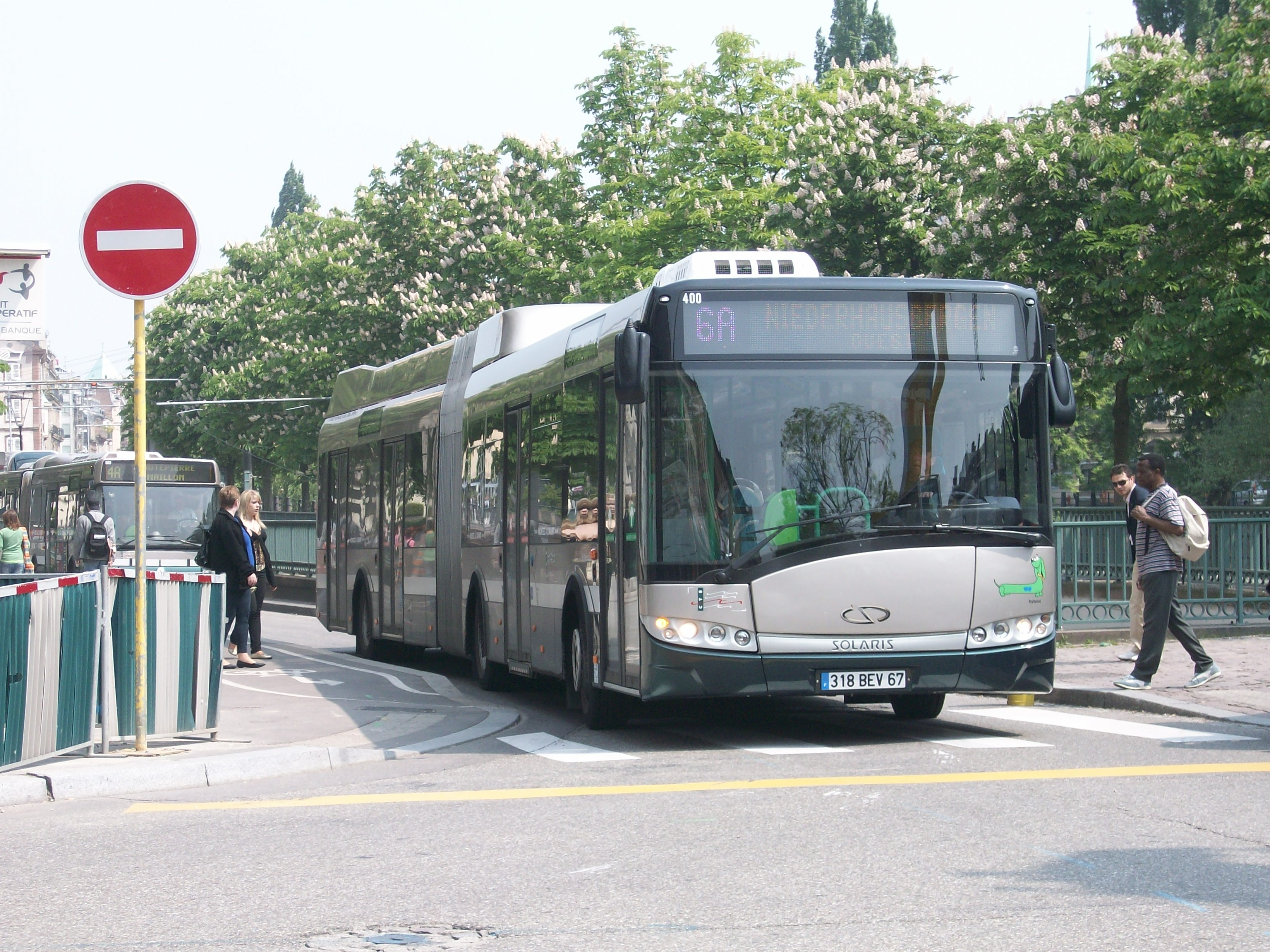
L'autobus hybride Solaris Urbino 18.

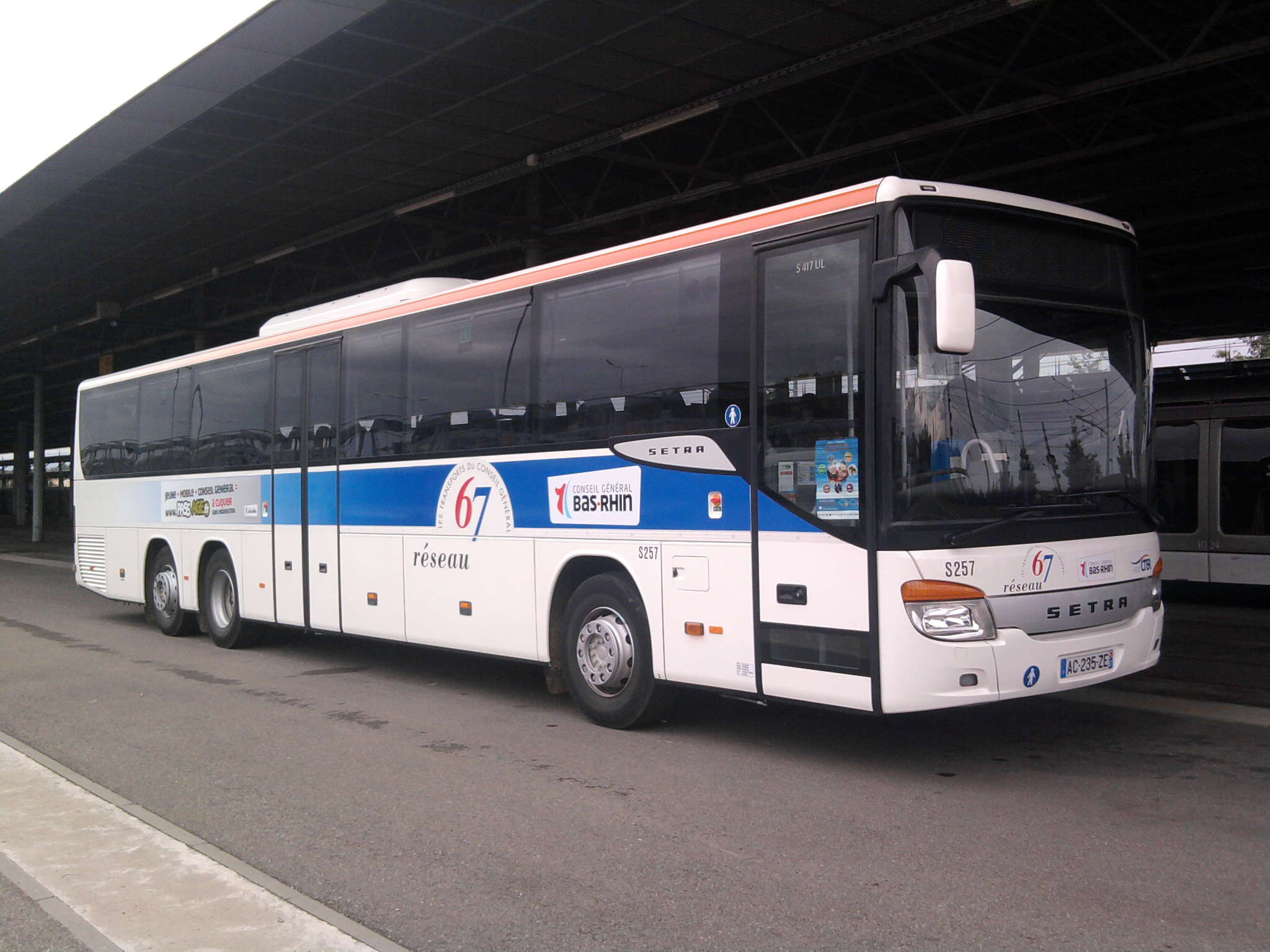
Un autobus de la CTBR avec la livrée du réseau 67.

À la suite des élections municipales de 2001, une nouvelle phase d'agrandissements du réseau est approuvée. La mise en service est prévue entre 2006 et 2008, mais plusieurs associations et trois particuliers (dont deux élus verts) ayant déposé des recours, les travaux se sont vu retardés et cette suite d'extensions ne sera inaugurée qu'à partir du 25 août 2007 et s'achève en mai 2008 et permet la création de 13,5 km de voies et de 18 km de lignes commerciales. En aout 2007 une nouvelle ligne de tram, la ligne E, est créée entre les stations Wacken et Baggersee, elle est prolongée jusqu'à l'entrée de la Robertsau en fin d'année.
En décembre 2008, avec la mise en service de la première phase du tram-train, la navette aéroport de la CTS cesse de circuler car remplacée par le nouveau service du TER Alsace.
Fin 2008, la CTS lance une expérimentation d'un bus hybride : un Solaris Urbino 18. Circulant sur la ligne 6 avec d'autres autobus diesel, il a permis de comparer les performances des deux motorisations. Après un an de circulation, l'entreprise n’a pas jugé les tests concluants et a annoncé ne pas acquérir d'autres véhicules hybrides.
La Compagnie des transports du Bas-Rhin (CTBR) est créée le 1er janvier 2009. Cette société par actions simplifiée est une filiale commune de la CTS, de Transdev et des transporteurs Mugler et Striebig. La CTBR exploite environ 80% des lignes interurbaines du Réseau 67.
Le 27 novembre 2010, le réseau de tramway est remanié et s'agrandit avec la création de la ligne F reliant l'Elsau à la Place d'Islande et préfigurant le tram-train, et la ligne C effectue le trajet de la station Gare centrale jusqu'à Neuhof Rodolphe Reuss. Fin 2010, la ville et la CTS déposent un projet de création d'un tramway sur pneus sur l'axe Wolfisheim – Vendenheim via Strasbourg dans le cadre du 2e appel à projet de TCSP du Grenelle II. Cette hypothèse est très critiquée par les associations locales, les riverains ainsi que l'opposition municipale. Finalement, Roland Ries annonce qu'il y aura un nouveau délai pour la ligne afin de définir quel mode de transport est le plus adapté. Cette hypothèse est finalement exclue en 2013 au profit d'un tramway classique, compatible avec le réseau existant.
En parallèle de l'annonce de l'abandon de l'énergie hybride, l'entreprise a décidé de poursuivre son achat de véhicules au gaz naturel. Ainsi, dès novembre 2011, le dépôt de Cronenbourg qui ne disposait pas d'équipements pour d'accueillir des autobus au gaz naturel, est équipé et met simultanément en service une trentaine de véhicules Irisbus Citelis au gaz.
En octobre 2012, la SNCF et Keolis remportent l'appel d'offres d'assistance technique et de conseil, au détriment de Veolia Transdev (devenu Transdev depuis). D'une valeur de 250 000 euros par an, ce contrat dure cinq ans avec une entrée en vigueur dès le 1er janvier 2013. Transdev avait attaqué le groupement en justice pour pratiques anti-concurrentielles.
En 2013, le projet de tram-train est abandonné de par les coûts importants du tunnel permettant l'interconnexion entre les réseaux CTS et SNCF.
En novembre 2013, un appel d'offres est passé pour la fourniture de 12 rames de tramway, avec une option pouvant porter la commande jusqu'à 38 rames. Les 12 premières rames sont attendues pour 2016. Le même mois, les extensions Nord des lignes de tramway A et D sont inaugurées, le même jour que la première ligne de BHNS de Strasbourg, indicée G.

### Le tramway transfrontalier et un réseau de bus réorganisé
Le 26 février 2014, le chantier de l’extension transfrontalière de la ligne D vers la ville de Kehl est lancé. 

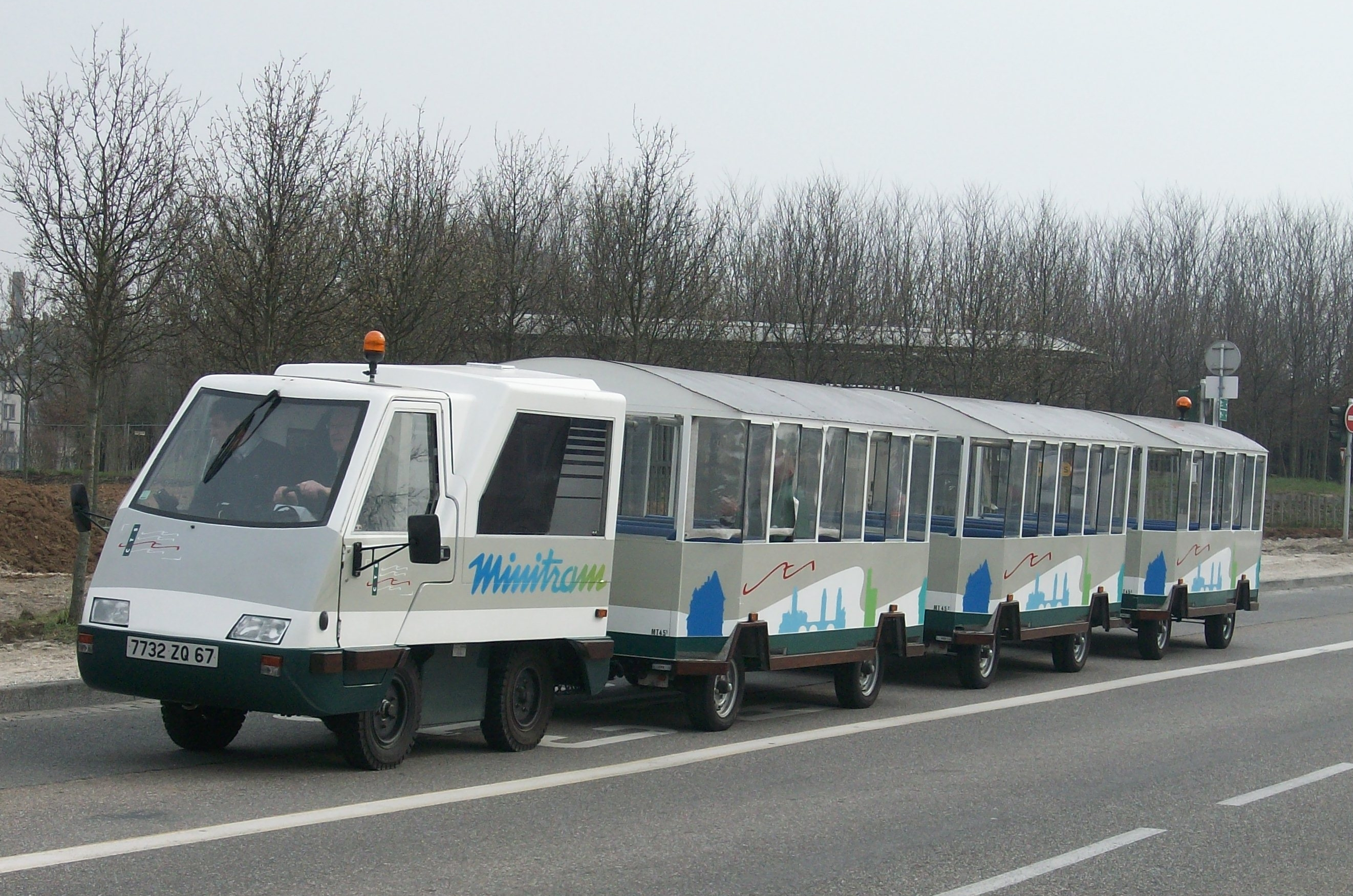
Un Minitram du temps de la CTS.

En 2015, la CTS abandonne l'exploitation du petit train touristique de Strasbourg. C'est la Société alsacienne d'animation touristique (SAAT) qui reprend le flambeau en utilisant son propre matériel.
Le 24 août 2015, la CTS ouvre au public sa nouvelle agence commerciale située place Saint-Pierre-le-Vieux (station tram Vieux Marché aux Vins). Celle-ci remplace l'ancienne agence de la rue du Jeu des Enfants qui ferme définitivement le 12 septembre.

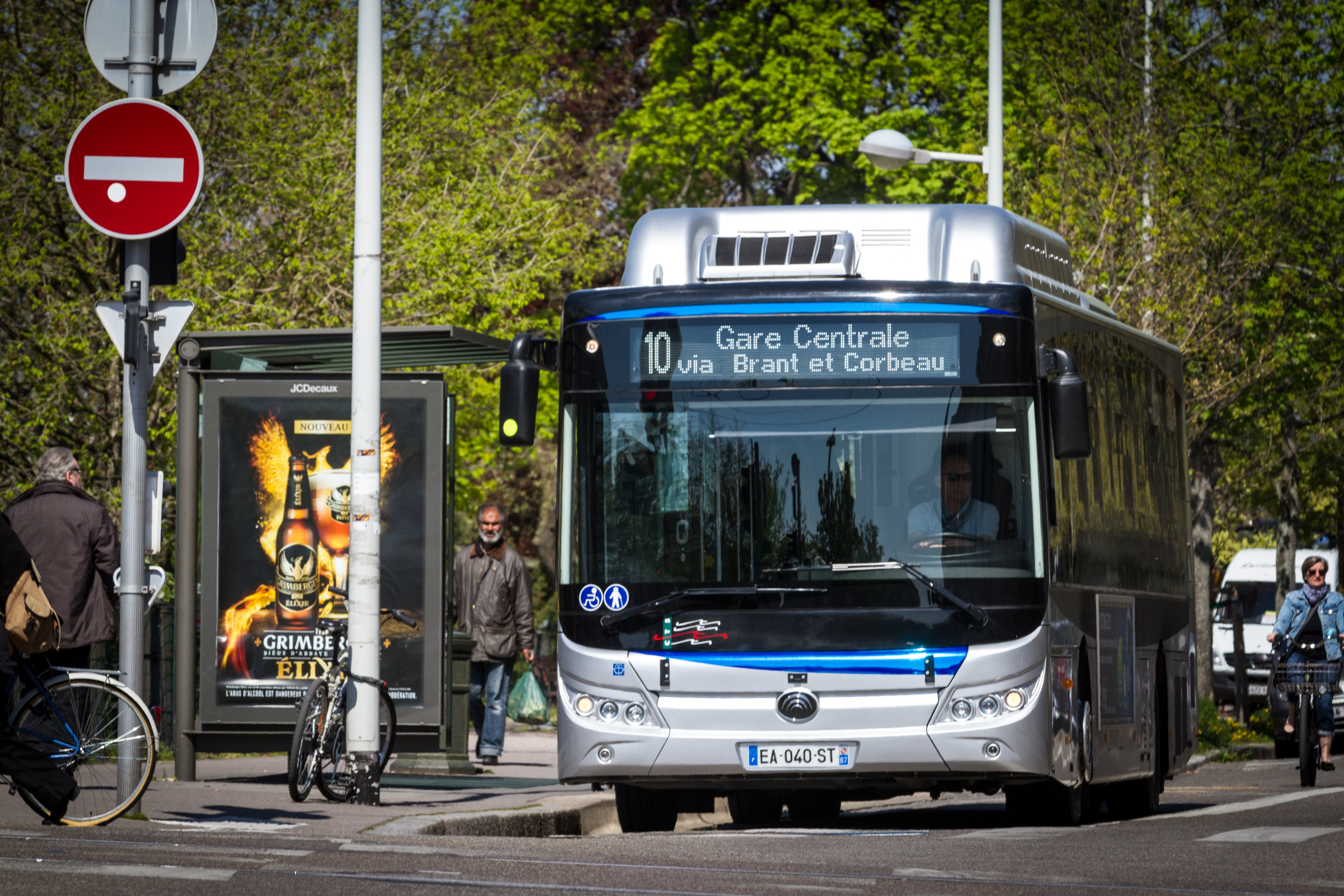
Autobus Yutong testé sur la ligne 10 en avril 2016.

Durant le mois d'avril 2016, la compagnie teste pendant 15 jours un autobus électrique du constructeur Yutong sur la ligne 10 du réseau, cela afin de comparer ses performances par rapport aux autobus au gaz.
Le 23 avril 2016, la ligne A est prolongée de 1,8 km vers le centre d'Illkirch-Graffenstaden tandis qu'une extension de service de la ligne E lui permet d'atteindre le Campus d'Illkirch.

Ancien logo de la CTS utilisé de 1994 à fin 2016.

Depuis plus de vingt ans l'Eurométropole de Strasbourg et son ancêtre la communauté urbaine de Strasbourg (CUS) ont développé le tramway et les pistes cyclables à Strasbourg, ces réseaux atteignant respectivement environ 60 et 600 km de long. Le réseau de tramway, devenu très étendu au fil des années, couvre désormais la majorité des axes où la pertinence de ce mode de transport est avéré. De ce fait, la CTS a commencé en 2013 à parier sur le bus à haut niveau de service mais ce mode reste lourd pour certains axes.
C'est ainsi que la CTS et l'Eurométropole ont décidé de s'inspirer des « lignes fortes » du réseau TCL de Lyon et d'investir huit millions d'euros entre 2016 et 2020 pour aménager les principales lignes du réseau de bus, à commencer par la ligne 15, transportant 18 000 voyageurs par jour et qui a connu la plus forte progression de sa fréquentation avec une hausse de 45 % entre 2009 et 2015,. Elle changera de nom pour devenir la ligne L1 et verra 25 de ses carrefours équipés de la priorité aux feux et 5 km, soit 20 % du trajet, sera équipé de couloirs bus afin de réduire le temps de parcours de quatre à cinq minutes et d'atteindre une régularité de 80 %. Certaines stations seront équipées de distributeurs de titres de transports et de bornes affichant le temps d'attente,.
Dans le même temps depuis le 11 décembre 2016, les abonnés CTS peuvent emprunter les trains TER Alsace entre les treize gares et haltes de l'Eurométropole (la gare de Kehl est exclue du système) avec leur carte Badgéo, moyennant l'édition d'une contremarque.
En décembre 2016, la CTS dévoile son nouveau logo. Créé par l'agence Welcome Byzance pour célébrer les 140 ans de l'entreprise, il comporte les lettres CTS en rouge et une virgule grise. Il est inspiré par un ancien logo de l'entreprise où le "T" surplombait les lettres "C" et "S". Cet ancien logo, datant des années 1930, est toujours visible sur le fronton du bâtiment historique du dépôt de Cronenbourg. La virgule est laissée à la libre interprétation, l'agence n'ayant pas donné de signification particulière.
À la suite de l'intégration au 1er janvier 2017 des communes d'Achenheim, de Breuschwickersheim, Hangenbieten, Kolbsheim et d'Osthoffen, toutes issues de l'ancienne communauté de communes les Châteaux, à  l'Eurométropole de Strasbourg, les habitants de ces communes peuvent désormais souscrire un abonnement CTS. Les lignes interurbaines du réseau 67 desservant ces communes sont également accessibles avec la tarification CTS. La création de navettes entre Hangenbieten, Kolbsheim et la gare d'Entzheim-Aéroport est envisagée pour la rentrée scolaire de septembre, en revanche aucune réorganisation globale du réseau de transport dans ce secteur n'est prévue à court terme.
Lors des essais des premiers nouveaux Citadis, une levée d'options de 10 rames supplémentaires est confirmée en février 2017.

### Changement de statut de l'entreprise

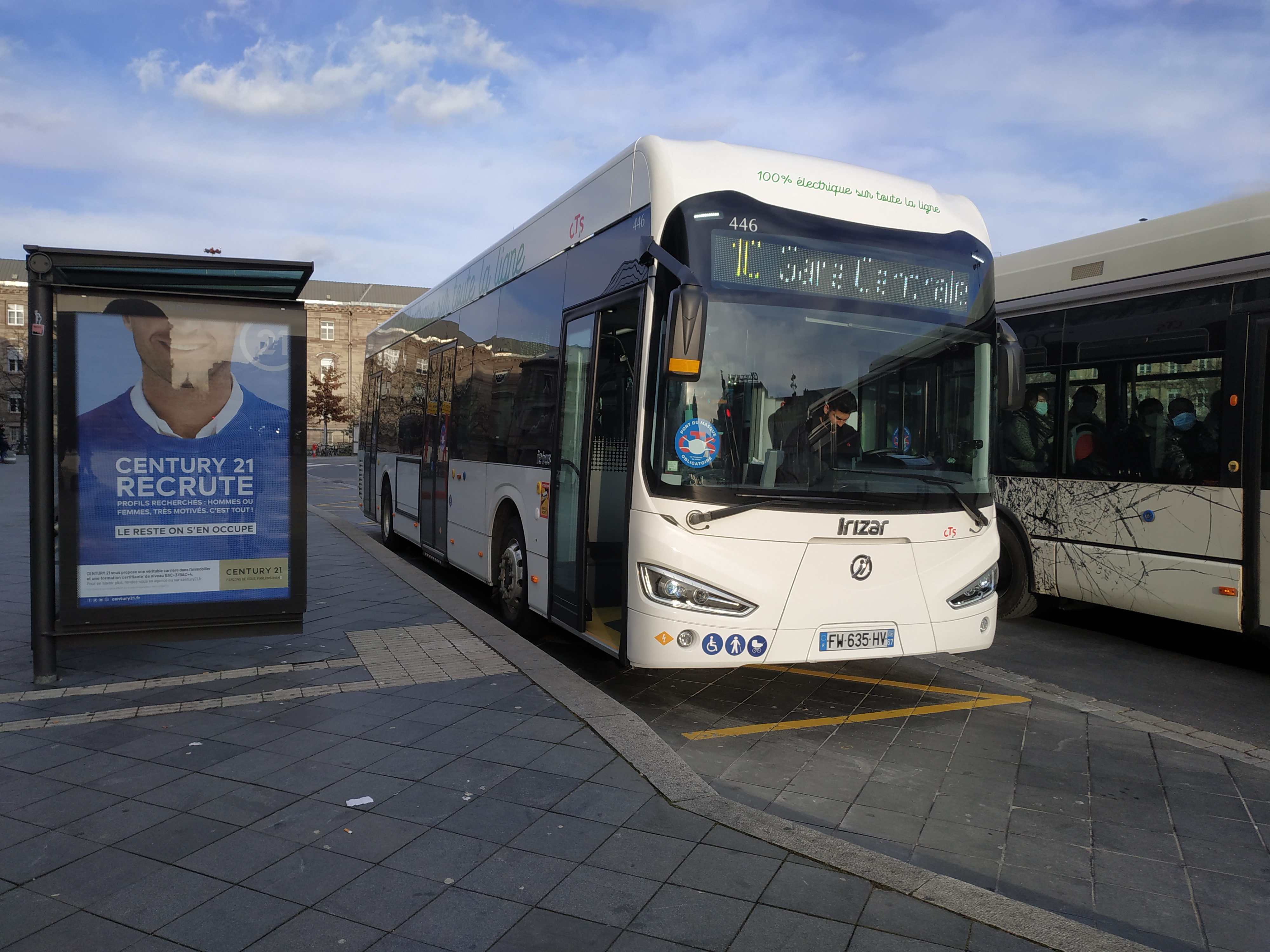
Nouveau véhicule électrique Irizar en circulation en 2021

La CTS change de statut le 6 juin 2019 passant de société d'économie mixte (SEM) à société publique locale (SPL). Elle est détenue à 80 % par l'Eurométropole de Strasbourg et à 20 % par la région Grand Est. Son contrat de délégataire de service public est renouvelé sans mise en concurrence le 1er janvier 2021. La compagnie transporte fin 2018 en moyenne 457 000 voyageurs par jour.
Le 1er septembre 2019, la Compagnie des transports du Bas-Rhin devient une société publique locale détenue à 80 % par la région Grand Est et à 20 % par l'Eurométropole de Strasbourg.
Une nouvelle ligne de BHNS est mise en service le 24 février 2020. Il s'agit de la première ligne du réseau utilisant des bus électriques. Fin 2020, une commande de 49 bus est faite auprès du constructeur Irizar pour remplacer une partie du parc le plus ancien au Gaz naturel ou au Diesel.

## Structure de l'entreprise

### Capital social
Depuis le 6 juin 2019, le capital de la SPL est désormais détenu exclusivement par des collectivités locales, elle se structure entre :
- 80% par l'Eurométropole de Strasbourg
- 20% par la Région Grand Est

Cependant la ville de Kehl détient 100 parts dans celle-ci
Majoritaire en sièges au conseil d'administration, l'Eurométropole choisit le président du conseil d'administration :
- Patrick Maciejewski (Conseiller de l’Eurométropole de Strasbourg et Premier adjoint au maire de Schiltigheim) est président de la CTS depuis 2020
- Alain Fontanel (premier adjoint au maire de Strasbourg et vice-président de l'Eurométropole) fut nommé président[50] à la suite des élections municipales de mars 2014
- Roland Ries (sénateur-maire de Strasbourg, vice-président de l'Eurométropole) occupait le poste depuis mai 2008.

Jusqu'au 6 juin 2019, le capital de la société (5 millions d'euros) était possédé à :
- 52,4 % par l'Eurométropole de Strasbourg (ancienne Communauté urbaine de Strasbourg) ;
- 23,3 % par le conseil départemental du Bas-Rhin ;
- 12,5 % par la société Transdev.

Les autres actionnaires minoritaires était composé notamment par la Caisse des dépôts et consignations (maison mère du groupe Transdev) ou la société Électricité de Strasbourg.

### Effectifs
Au niveau des moyens humains, l'entreprise compte au 31 décembre 2023, 1 758 salariés dont 1 108 conducteurs et au 31 décembre 2010, 1 457 salariés dont 971 conducteurs, contre un effectif de 1539 salariés (dont 935 conducteurs-receveurs urbains et 116 interurbains) au 31 décembre 2003

### Structure financière
Une nouvelle gamme de tarifs a été mise en place en juillet 2010. Appelée tarification solidaire, elle tient compte du quotient familial des usagers et s'applique uniquement aux abonnements et non aux tickets. Le versement transport (VT) dans la CUS est fixé à un taux de 2 % depuis le 1er janvier 2011 (contre 1,75 % auparavant). En 2014, la fraude passe sous la barre de 10 % atteignant 9,2 % pour un coût total de 4,5 millions d'euros. De par le contrôle systématique dans les autobus, ils ne représentent que 3 % du total de la fraude.
Les charges totales de l'entreprise se montent à 189 055 110 € en 2015, et le total des produits à 189 662 250 €, ce qui a permis de conclure l'exercice avec un bénéfice de 607 140 € (629 030 € en 2014). Sur le total des produits, le chiffre d'affaires ne représente que 74 607 650 €, soit 39,34 % ; à noter qu'il contient les recettes réalisées directement avec les collectivités. La contribution forfaitaire des collectivités (subventions directes) porte sur 48 065 260 €, soit 25,34 %, et le transfert de charges 37 737 890 €, soit 19,9 % des produits. Au total, les contributions de Strasbourg Eurométropole et du département du Bas-Rhin atteignent les 178 400 720 € environ, y inclus les produits du VT reversés à la CTS, sans que sa part soit précisée. Sur le réseau urbain, les recettes commerciales réalisées directement avec les voyageurs ne représentent que 0,8 € par voyage.

## Le réseau

### Les lignes de tramway
Le réseau de tramway de Strasbourg fonctionne depuis le 25 novembre 1994 et dessert l'Eurométropole de Strasbourg ainsi que la ville de Kehl en Allemagne. Il comporte six lignes d'une longueur totale d'environ 50 kilomètres de voies pour presque 70 kilomètres de lignes commerciales, ce qui en fait le deuxième réseau de tramway de France après celui de Lyon par la longueur du réseau.
En France, il s'agit du premier réseau à faire rouler des rames à plancher bas intégral : le matériel est constitué de 53 rames Eurotram, auxquelles se sont ajoutées depuis, 41 rames Citadis reprenant le design général des Eurotram. Le réseau de tramway strasbourgeois, contrairement à celui d'autres villes de France, est maillé. Ainsi, dans le centre-ville, tous les tronçons sont parcourus par deux lignes (et même trois lignes entre les stations Homme de Fer et Observatoire), ce qui permet d'éviter les correspondances et augmente les fréquences au cœur de l'agglomération.
| Ligne  |                                      | Parcours                                 |
| ------ | ------------------------------------ | ---------------------------------------- |
| tram A | Accessible aux personnes handicapées | Parc des Sports - Illkirch Graffenstaden |
| tram B | Accessible aux personnes handicapées | Lingolsheim Tiergaertel - Hœnheim Gare   |
| tram C | Accessible aux personnes handicapées | Gare Centrale - Neuhof Rodolphe Reuss    |
| tram D | Accessible aux personnes handicapées | Poteries - Port du Rhin - Kehl Rathaus   |
| tram E | Accessible aux personnes handicapées | Robertsau l'Escale - Campus d'Illkirch   |
| tram F | Accessible aux personnes handicapées | Comtes - Place d'Islande                 |

### Les lignes de bus à haut niveau de service
Le réseau de bus à haut niveau de service de Strasbourg fonctionne depuis le 30 novembre 2013. La première ligne, longue de 5,2 km, relie la gare centrale de Strasbourg à l'Espace Européen de l'Entreprise de Schiltigheim. Bien qu'étant une ligne de bus, elle porte une lettre à l'instar des lignes de tramway en raison de ses infrastructures comparables et de son mode de fonctionnement. Une seconde ligne est mise en place entre la gare centrale et le quartier du Wacken le 24 février 2020.
| Ligne |                                      | Parcours                                                    |
| ----- | ------------------------------------ | ----------------------------------------------------------- |
| bus G | Accessible aux personnes handicapées | Rotterdam / Gare Centrale - Espace Européen de l'Entreprise |
| bus H | Accessible aux personnes handicapées | Gare Centrale - Parlement européen                          |

### Lignes Chron'Hop
Les lignes Chron'hop remplacent les anciennes lignes structurantes L. La première partie du projet a été inaugurée le 28 août 2023, avec les lignes C7 et C8 et la suppression de la ligne 27, remplacée approximativement par la ligne 31.
Le 13 novembre 2023, le projet est achevé avec d'importants changements sur la ligne L6, qui est découpée pour la ligne C6 d'une part, et la ligne C9 de l'autre part. La ligne C3 reste cependant inchangée.
| Ligne  |                                      | Parcours                                                     |
| ------ | ------------------------------------ | ------------------------------------------------------------ |
| bus C1 | Accessible aux personnes handicapées | Lingolsheim - Alouettes ⥋ Robertsau - Lamproie               |
| bus C3 | Accessible aux personnes handicapées | Les Halles - Pont de Paris ⥋ Hœnheim Gare                    |
| bus C6 | Accessible aux personnes handicapées | - Pont Phario ⥋ Les Halles - Pont de Paris                   |
| bus C7 | Accessible aux personnes handicapées | Port Autonome Sud - Neuhof Lucie Aubrac ⥋ Baggersee          |
| bus C8 | Accessible aux personnes handicapées | Neuhof Stockfeld ⥋ Pont-Saint-Nicolas                        |
| bus C9 | Accessible aux personnes handicapées | Les Halles - Pont de Paris ⥋ Hœnheim Gare ou Vendenheim Gare |

### Inclusion des personnes à mobilité réduite dans le réseau CTS
Le réseau CTS a envisagé, depuis 1994, de pouvoir inclure les personnes à mobilité réduite dans l'ensemble de son réseau avec l'inauguration des nouveaux tramways, qui peuvent accueillir tous les passagers à mobilité réduite grâce à des trams qui possèdent des planchers bas intégraux.
Dès lors, la CTS et l'eurométropôle de Strasbourg ont investi dans la réalisation de nouveaux arrêts spécialement aménagés pour les personnes à mobilité réduite et, aujourd'hui, cette mission semble être complètement achevée : en effet, tous les arrêts de tramway et de bus ont été réaménagés pour les personnes à mobilité réduite, sauf quelques arrêts bus, où leur nature ou leur environnement rendent la construction et l'accès aux personnes à mobilité réduite impossibles.

### Les lignes de bus et navettes

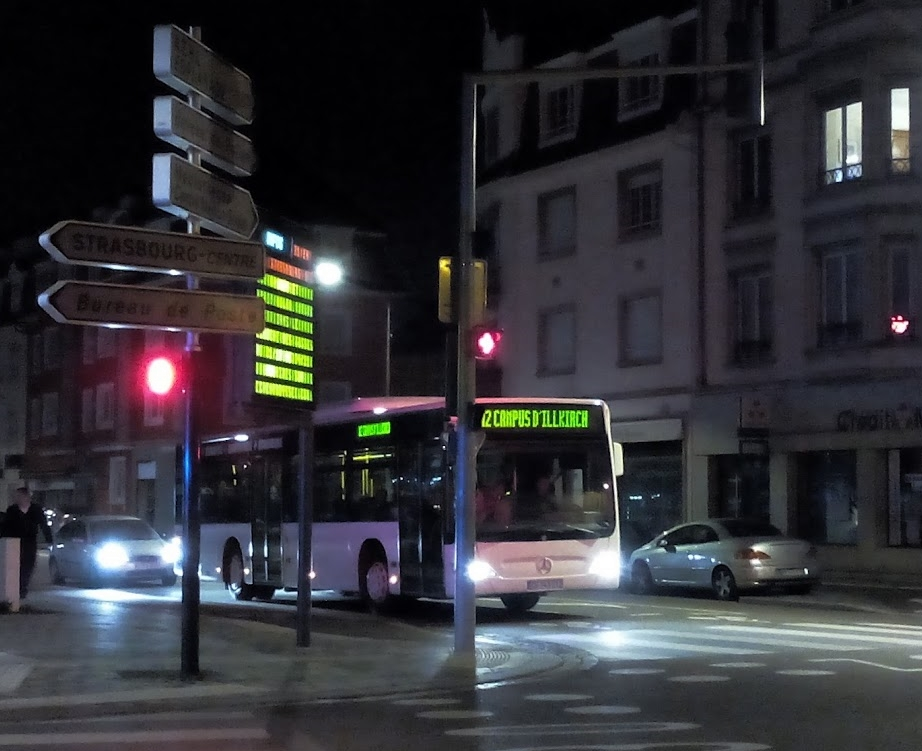
Un autobus Mercedes sur la ligne nocturne N2, à Strasbourg.

Le réseau de bus de l'Eurométropole de Strasbourg couvre l'ensemble du territoire de celle-ci. Il est composé de plus d'une trentaine de lignes de bus et de navettes. La majorité des lignes est exploitée par la Compagnie des transports strasbourgeois, mais certaines lignes sont sous-traitées à des entreprises locales. Le réseau s'articule autour des lignes de tramway et de bus à haut niveau de service et ne pénètre pas l'hypercentre strasbourgeois, réservé aux piétons, cyclistes et tramways.
La dernière restructuration du réseau date du 28 août 2023, avec l'apparition du label « Chron'hop », qui remplace alors celui de « Lignes structurantes ». Ce changement s'accompagne, pour les lignes concernées, d'une amélioration de la fréquence, et de l'ouverture de toutes les portes du bus à la montée des voyageurs,.
Les précédentes restructurations du réseau ont eu lieu :
Le 27 août 2018 avec la réorganisation du réseau dans les secteurs nord et ouest de l'Eurométropole, avec à la clé la simplification de plusieurs lignes,.
Le 23 avril 2016 avec la mise en service des extensions des lignes A et E à Illkirch-Graffenstaden ayant entrainé une refonte de la desserte du sud de l'Eurométropole. Excepté la création de la ligne 29 et une légère refonte des lignes 17 et 19 en novembre 2013, à l'occasion de l'inauguration de la ligne G du BHNS, aucune restructuration importante n’avait eu lieu sur le réseau depuis 2007.

### Vélhop
Depuis 2010, Vélhop est le service de location de vélos mis en place par l'Eurométropole. Il est exploité par la CTS, via sa filiale Strasbourg Mobilités dont elle est actionnaire à 37,5 %.
Fin 2014, plus de 4 800 Vélhops sont disponibles dans des stations automatiques, dans des boutiques ou encore dans un bus équipé.

## Exploitation

### Tramway
La CTS exploite en 2024 un ensemble de 107 rames de tramway (sur 133 livrées depuis 1994) de trois types différents, qui circulent sur toutes les lignes.
| Constructeur        | Modèle      | Nombre           | Numérotation    | Années delivraison | Longueur    |
| ------------------- | ----------- | ---------------- | --------------- | ------------------ | ----------- |
| Socimi/Bombardier   | Eurotram    | 26 (réformés)    | nos 1001 à 1026 | 1994 - 1995        | 33 mètres   |
| ABB rail/Bombardier | Eurotram    | 10               | nos 1031 à 1040 | 1998 - 2000        | 33 mètres   |
| ABB rail/Bombardier | Eurotram    | 17               | nos 1051 à 1067 | 1998 - 2000        | 43 mètres   |
| Alstom              | Citadis 403 | 41               | nos 2001 à 2041 | 2005 - 2007        | 45 mètres   |
| Alstom              | Citadis 403 | 22               | nos 3001 à 3022 | 2016 - 2018        | 45,5 mètres |
| Alstom              | Citadis 403 | 17               | nos 3031 à 3047 | 2021 - 2022        | 45,5 mètres |
| Alstom              | Citadi 405  | 0 (39 commandés) |                 | 2025               | 45 mètres   |

Les rames circulent de manière aléatoire sur le réseau. On notera toutefois que la ligne F est équipée principalement de rames 3 caisses du fait de l'affluence plus faible de cette ligne ; tandis que les lignes A, B, C et D, les plus chargées, sont principalement assurées en Citadis. La ligne E circule avec une moitié de parc en Citadis et l’autre en rames eurotram 4 caisses.
Dans le cadre du projet de tram-train Strasbourg - Bruche - Piémont des Vosges, des rames Citadis Dualis d'Alstom devaient se joindre au parc afin d'effectuer la liaison entre le réseau urbain et le réseau ferroviaire. Le projet est toutefois abandonné en 2013.
En novembre 2013, un appel d'offres est passé pour la fourniture de 12 rames, avec une option pouvant porter la commande jusqu'à 50 rames de tramway pour le réseau de Strasbourg. C'est Alstom qui remporte le marché en octobre 2014 pour cette nouvelle génération de tramway. Il s'agit d'une évolution de la précédente génération de Citadis circulant sur le réseau, les dimensions et la capacité restent similaires. Ces rames sont adaptés aux exigences de sécurité allemandes pour circuler jusqu'à Kehl sur la future extension de la ligne D. Les douze premières rames sont attendues pour fin 2016 et couteront 41 millions d'euros. Après avoir dévoilé le vainqueur, la CTS lance un vote en ligne pour permettre aux usagers de choisir entre deux propositions de design pour ces futures rames. La livraison des premières rames s'effectue fin 2016. Lors des essais des premiers nouveaux Citadis, une levée d'options de 10 rames supplémentaires est confirmée en février 2017. En février 2020, le conseil de l'Eurométropole autorise la CTS à commander 17 rames complémentaires afin de retirer du service les 14 rames Eurotram trois caisses de première génération (1994), la commande est effectuée en mars 2020. Les levées d'options ont pour but de remplacer les premières générations d'Eurotram, trop peu capacitaires pour le réseau actuel.
En parallèle, la compagnie lance la rénovation des 41 rames Citadis au printemps 2016. La rénovation porte sur l'intérieur et certaines parties mécaniques pour un coût de 220 000 euros par rame.
Le 11 janvier 2025, un accident frontal entre deux rames du tramway a lieu à la station souterraine desservant la gare de Strasbourg. Celui-ci fait 68 blessés.

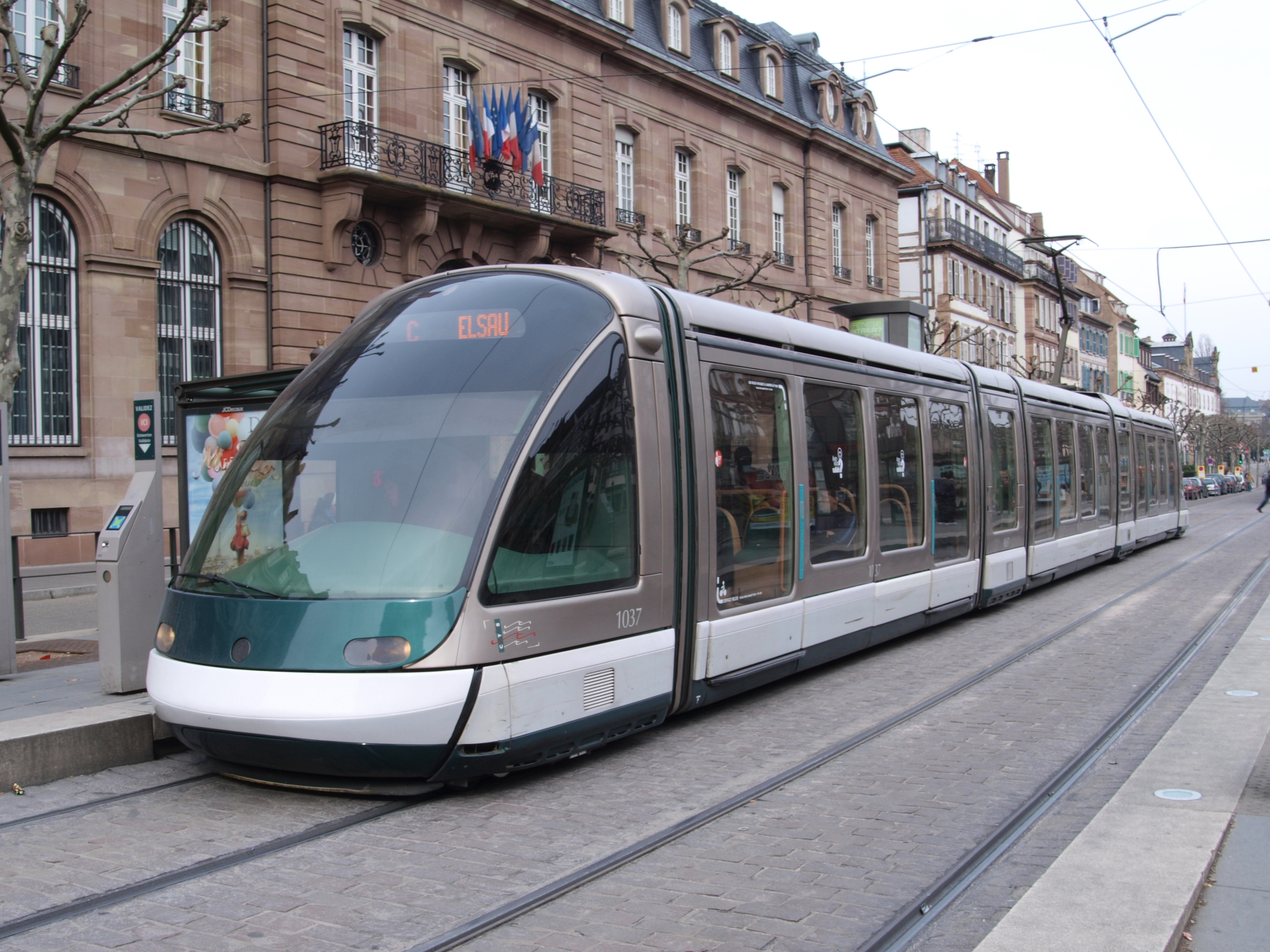
Un Eurotram en version 3 caisses à la station Broglie.
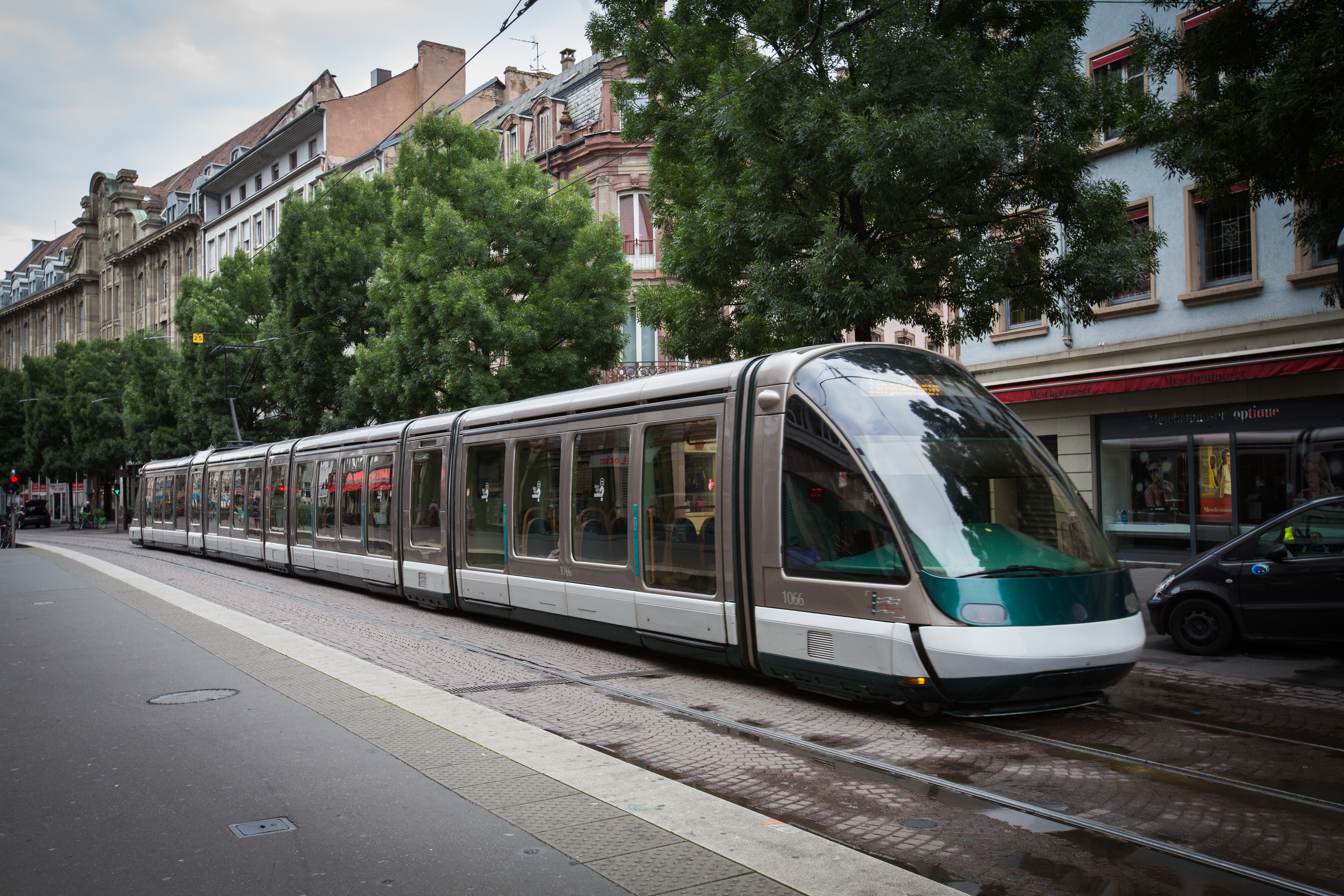
Un Eurotram en version 4 caisses, rue du Vieux-Marché-aux-Vins.
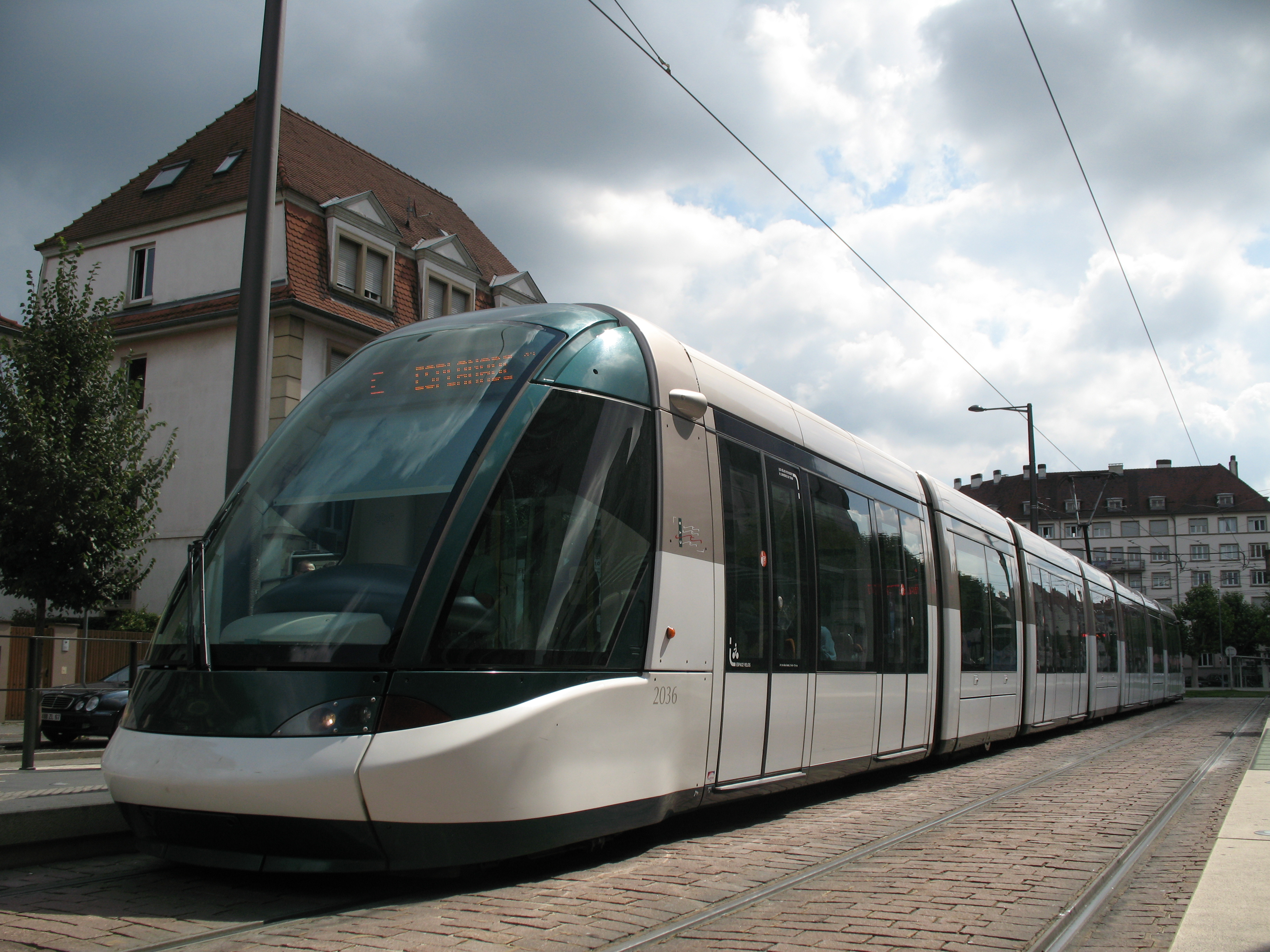
Un Citadis première génération à la station Jean Jaurès.
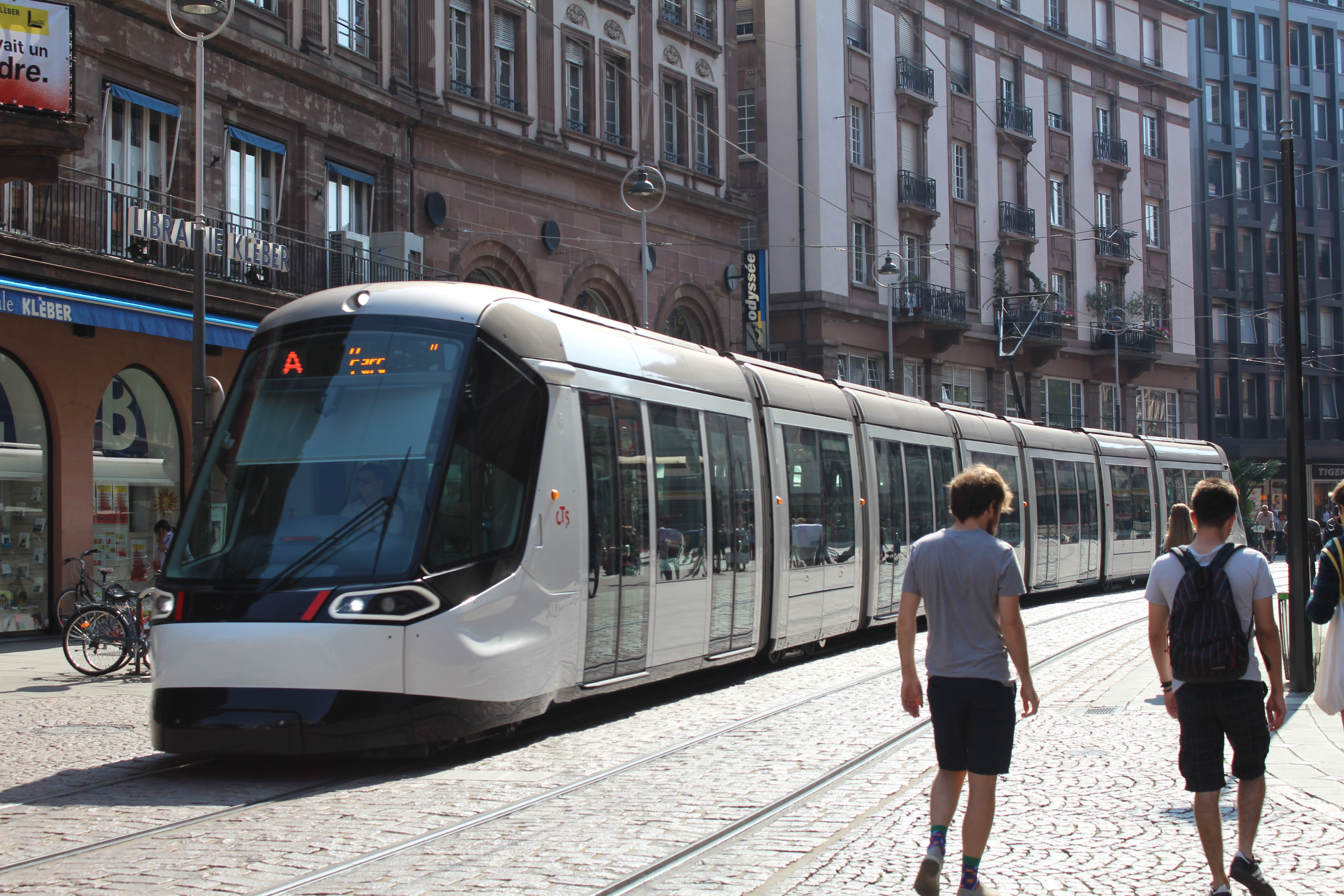
Un Citadis seconde génération, rue des Francs-Bourgeois.

### Autobus

#### Standards
| Constructeur | Modèle      | Carburant  | Nombre | Numérotation  | Années de livraison  |
| ------------ | ----------- | ---------- | ------ | ------------- | -------------------- |
| Heuliez Bus  | GX 327      | GNV        | 41     | nos 755 à 795 | 2005-2007            |
| Irisbus      | Citelis 12  | GNV        | 32,    | nos 401 à 432 | 2011-2012, 2013-2014 |
| Iveco Bus    | Urbanway 12 | GNV        | 8      | nos 433 à 440 | 2015                 |
| Irizar       | ie bus 12   | Électrique | 56     | nos 441 à 496 | 2021-2022            |
| Heuliez Bus  | GX 337      | Électrique | 20     | nos 497 à 517 | 2023                 |

En avril 2016 et pour une durée de 15 jours, la CTS a testé un bus électrique sur la ligne 10. Le bus, de marque Yutong, est mis à disposition de la CTS gratuitement par la société Dietrich Carebus. En 2020, la CTS reçoit ses premiers bus électriques destinés à être utilisés en service régulier. Le modèle retenu est l'Aptis d'Alstom pour la ligne H du BHNS, mais ils sont renvoyés au constructeur l'année suivante en raison de problèmes d'essieu arrière affectant la sécurité des véhicules, ils sont remplacés par des Irizar ie bus en 2022.
En 2023, la CTS noue un accord-cadre sur cinq ans pour la fourniture de bus à hydrogène au constructeur CaetanoBus, qui utilise une pile à combustible fabriquée par Toyota, qui appose aussi son logo sur la calandre, sur son H2.City Gold ; la CTS précise toutefois qu'aucune commande ferme n'a été passée.
Depuis le lundi 11 janvier 2021, le réseau de bus bénéficie de 49 Irizar ie bus. Ils permettent de retirer 42 véhicules diesel du parc. Utilisés sur la ligne 10 dans un premier temps, ils seront aussi dépoloyés sur les lignes 2, 13 et 50.
En juin 2023, la CTS communique (sur ses réseaux sociaux) la réception à partir de l'été de la même année de 20 Heuliez GX 337E (E pour Électrique), comme les précédentes commandes, décorés sur une base différente, par des élèves d'un lycée de la métropole cette fois-ci.
Le Renault Agora S no 663 a été transformé en Bus Vélhop. Un Mercedes-Benz Sprinter de 1999 figure aussi au parc mais est destiné aux services spéciaux ou internes à la CTS.

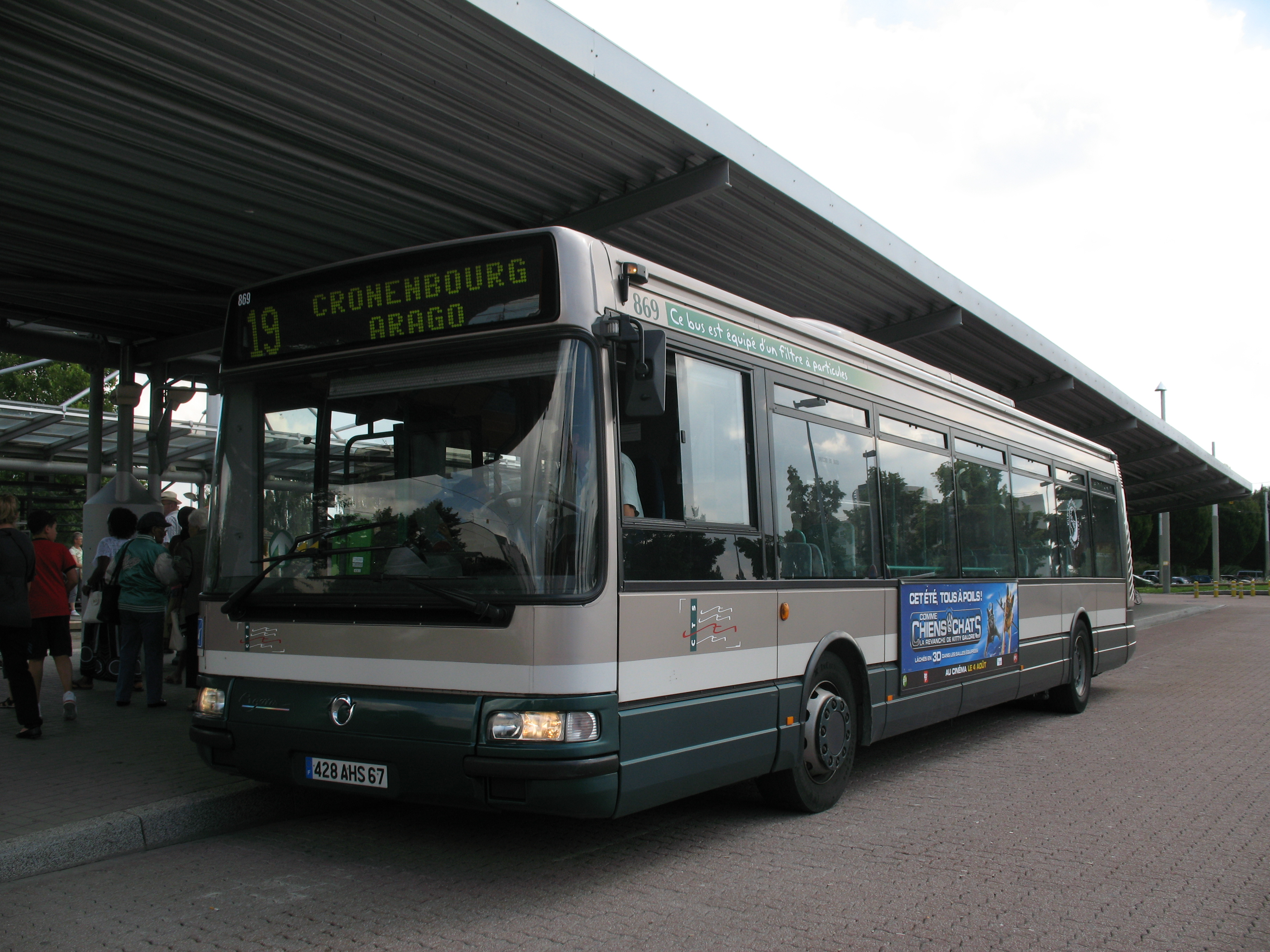
Un Irisbus Agora S à l'arrêt Rotonde.
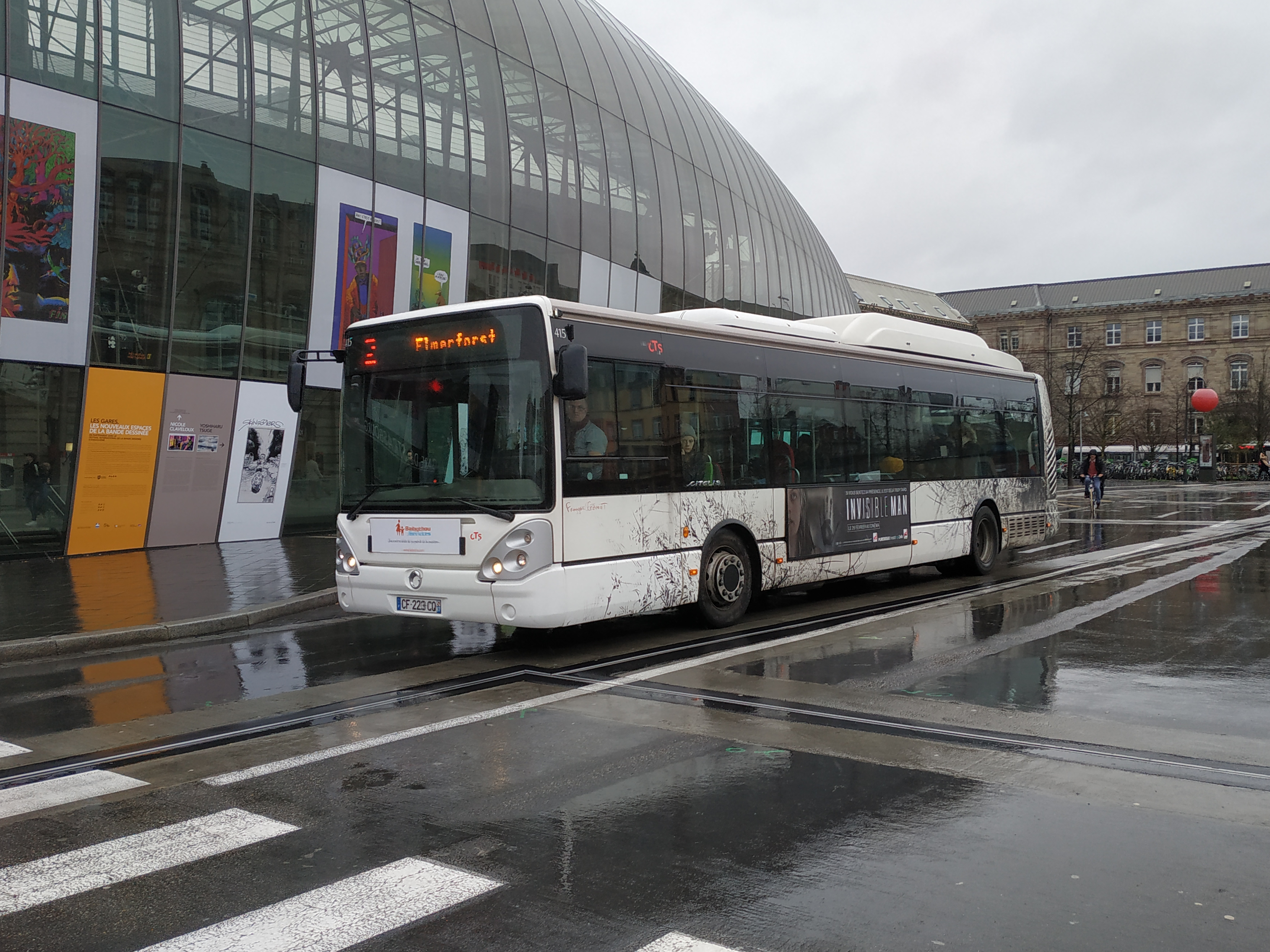
Un Irisbus Citelis 12 devant la gare centrale.
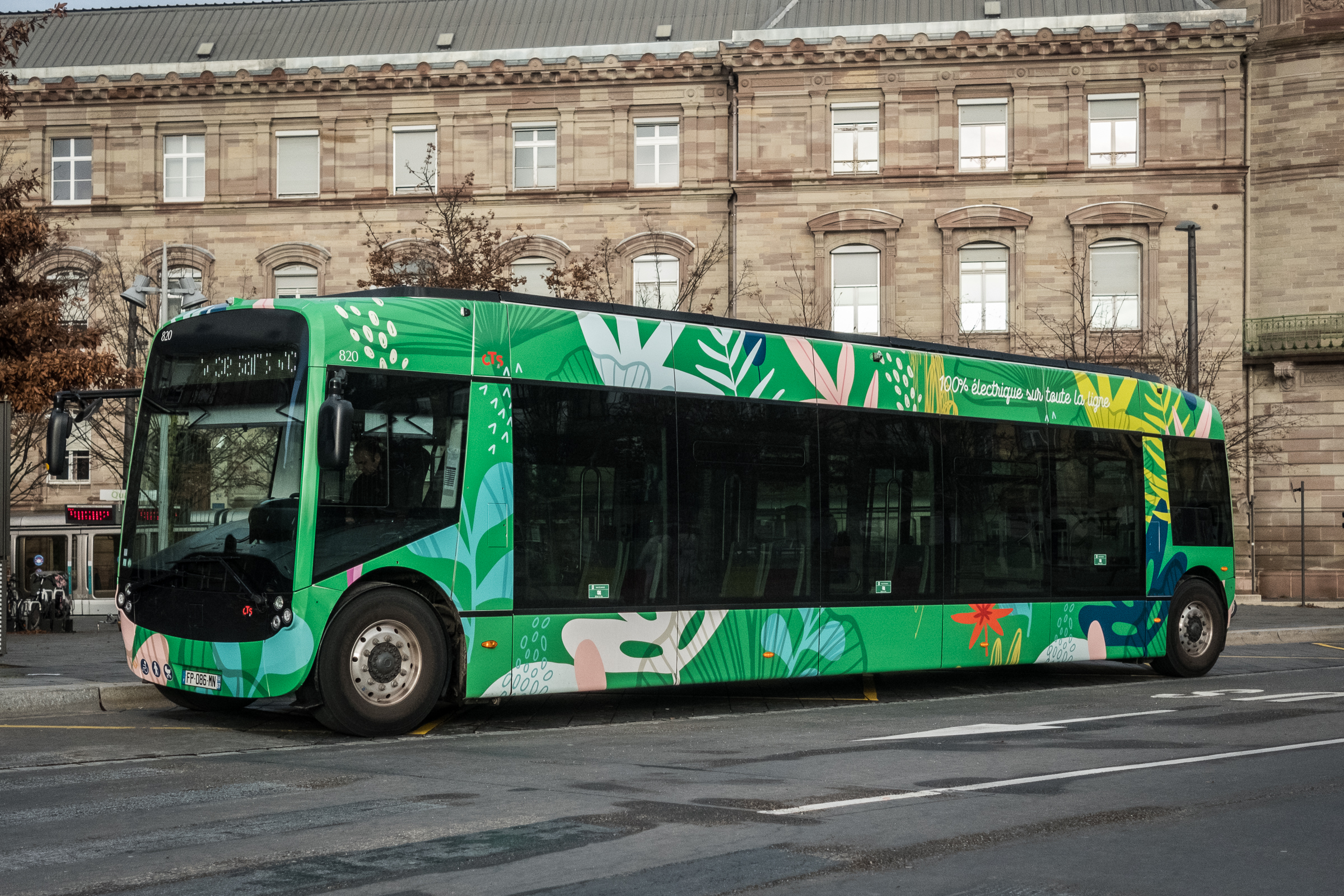
Un Aptis au terminus Gare centrale.
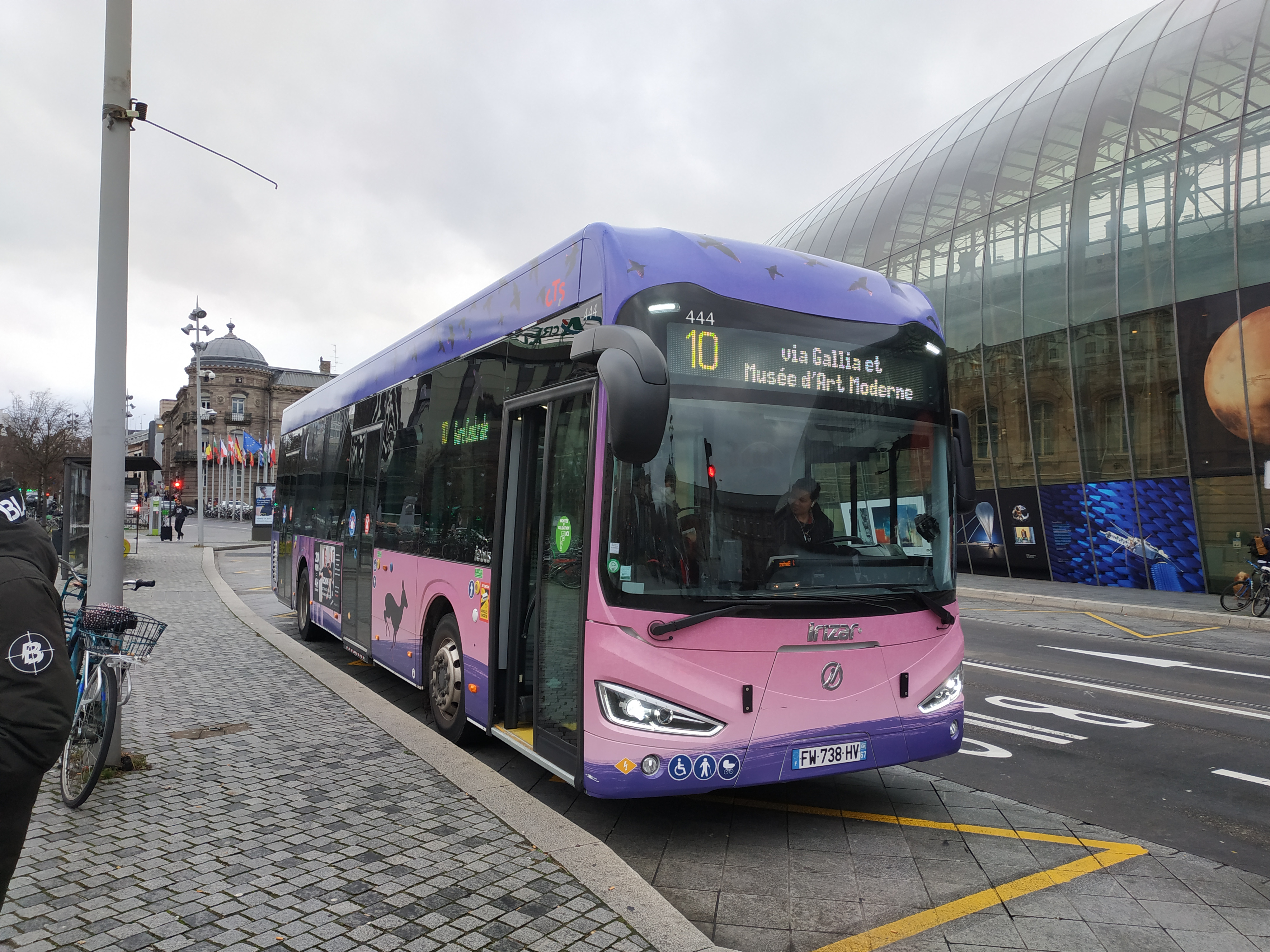
Un Irizar ie à la Gare en 2021.

#### Articulés
| Constructeur        | Modèle           | Carburant | Nombre                   | Numérotation                          | Années de livraison      |
| ------------------- | ---------------- | --------- | ------------------------ | ------------------------------------- | ------------------------ |
| Irisbus             | Citelis 18       | GNV       | 22 (en cours de retrait) | nos 301 à 313 & 339 à 353             | 2005-2007 et 2011        |
| Mercedes-Benz       | Citaro G BHNS    | GNV       | 10                       | nos 801 à 810                         | 2013                     |
| Mercedes-Benz       | Citaro G C2 BHNS | GNV       | 1                        | nos 811                               | 2016                     |
| Solaris Bus & Coach | Urbino 18        | GNV       | 27                       | nos 361 à 373, 388 à 394 & 701 à 707  | 2015-2016 & 2018         |
| Iveco Bus           | Urbanway 18      | GNV       | 58                       | nos 354 à 360, 708 à 731 et 812 à 838 | 2015, 2021, 2022 et 2023 |

Un Solaris Urbino 18 Hybride, livré en 2010, était un bus de test, qui s'il avait donné satisfaction, aurait laissé place à une commande de bus hybrides, finalement la commande n’a jamais eu lieu et ce bus a cessé de circuler au courant de l’année 2022. L'Urbino 18 GNV no 373 est utilisé en 2016 comme prototype du projet « Boreal » de Lohr Industrie, consistant à électrifier ou hybrider (selon le type de véhicules) n'importe quel bus par pose d'un essieu équipée de moteurs-roues et de la chaîne de traction dédié, ainsi que d'équipements annexes en toiture. Ce bus a vu son essieu porteur central remplacé par l'essieu « Boreal » et est devenu un hybride GNV-électrique, il est alors affecté sur l'ancienne ligne 15 (actuelle L1),.

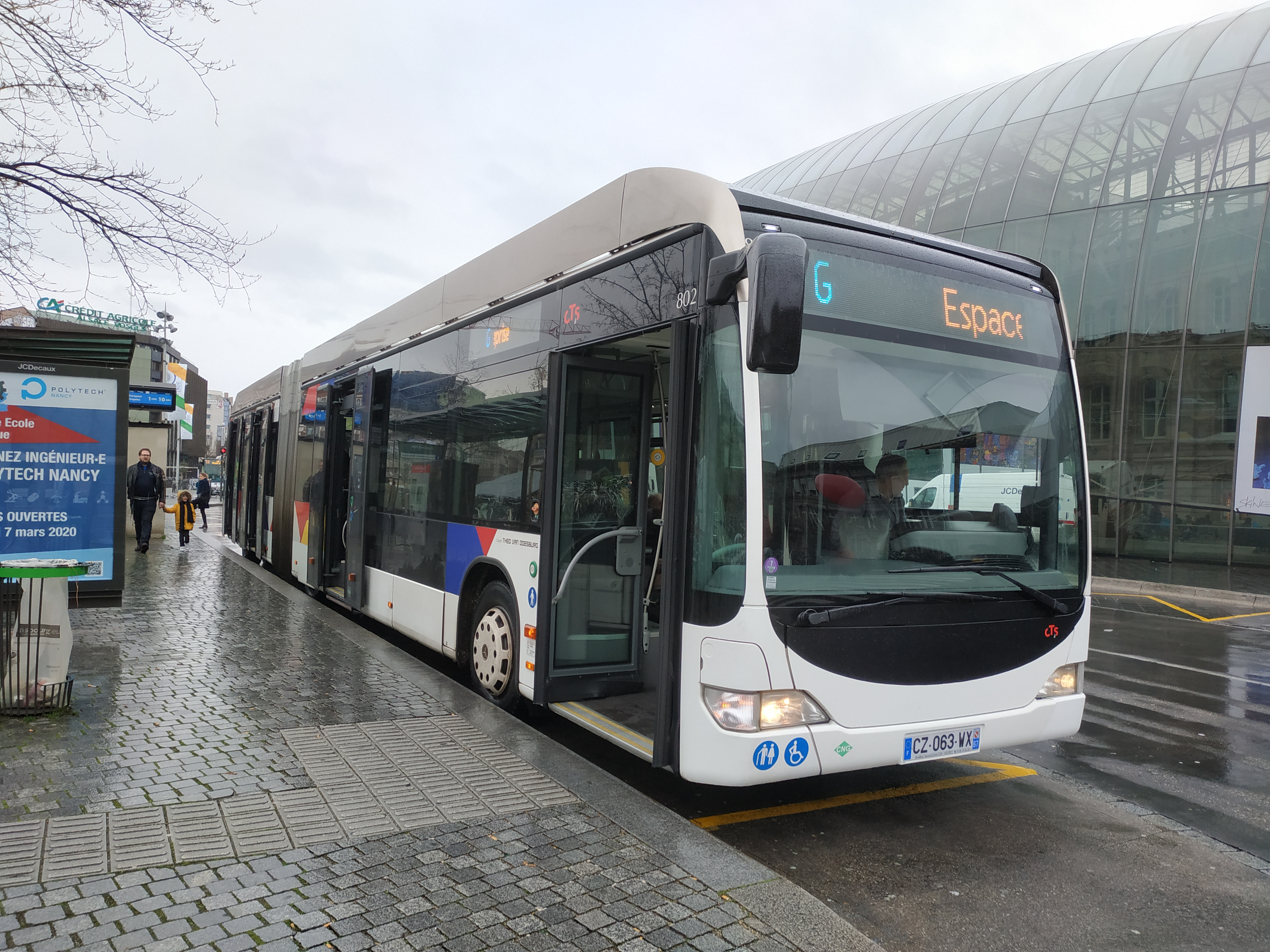
Un Mercedes-Benz Citaro G devant la gare centrale.
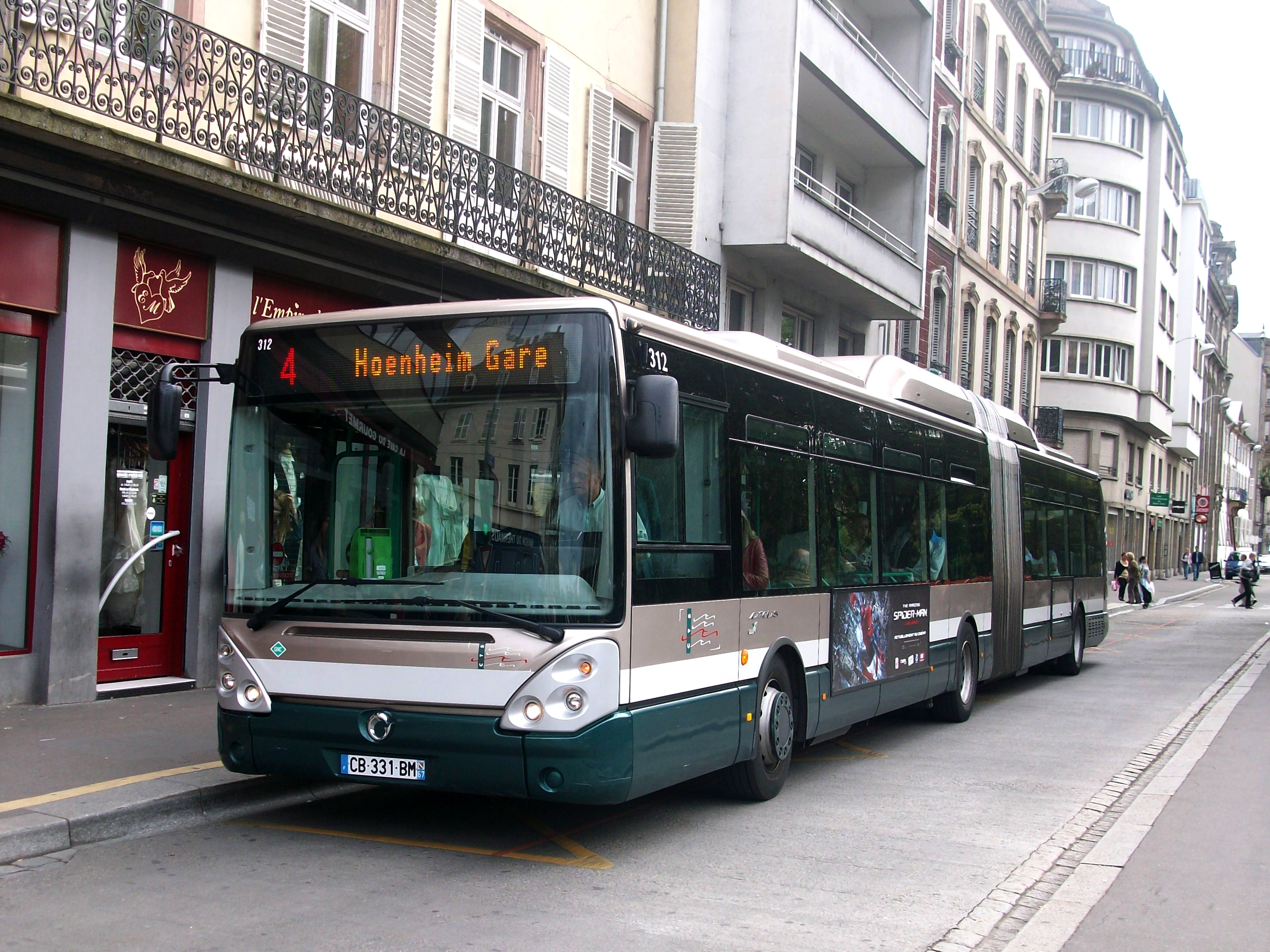
Un Irisbus Citelis 18 à l'arrêt Les Halles.
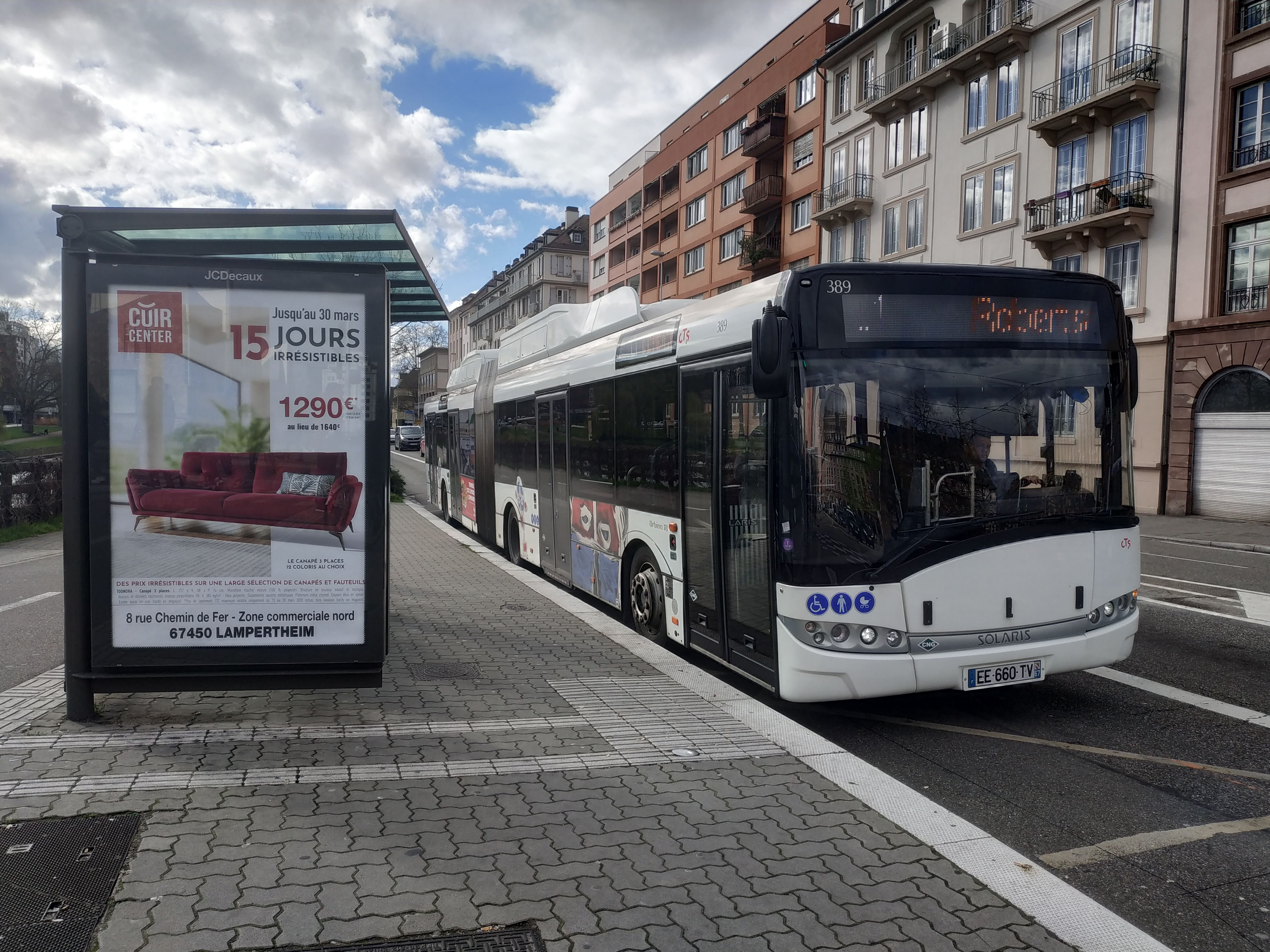
Un Solaris Urbino 18 à l'arrêt Étoile Bourse.
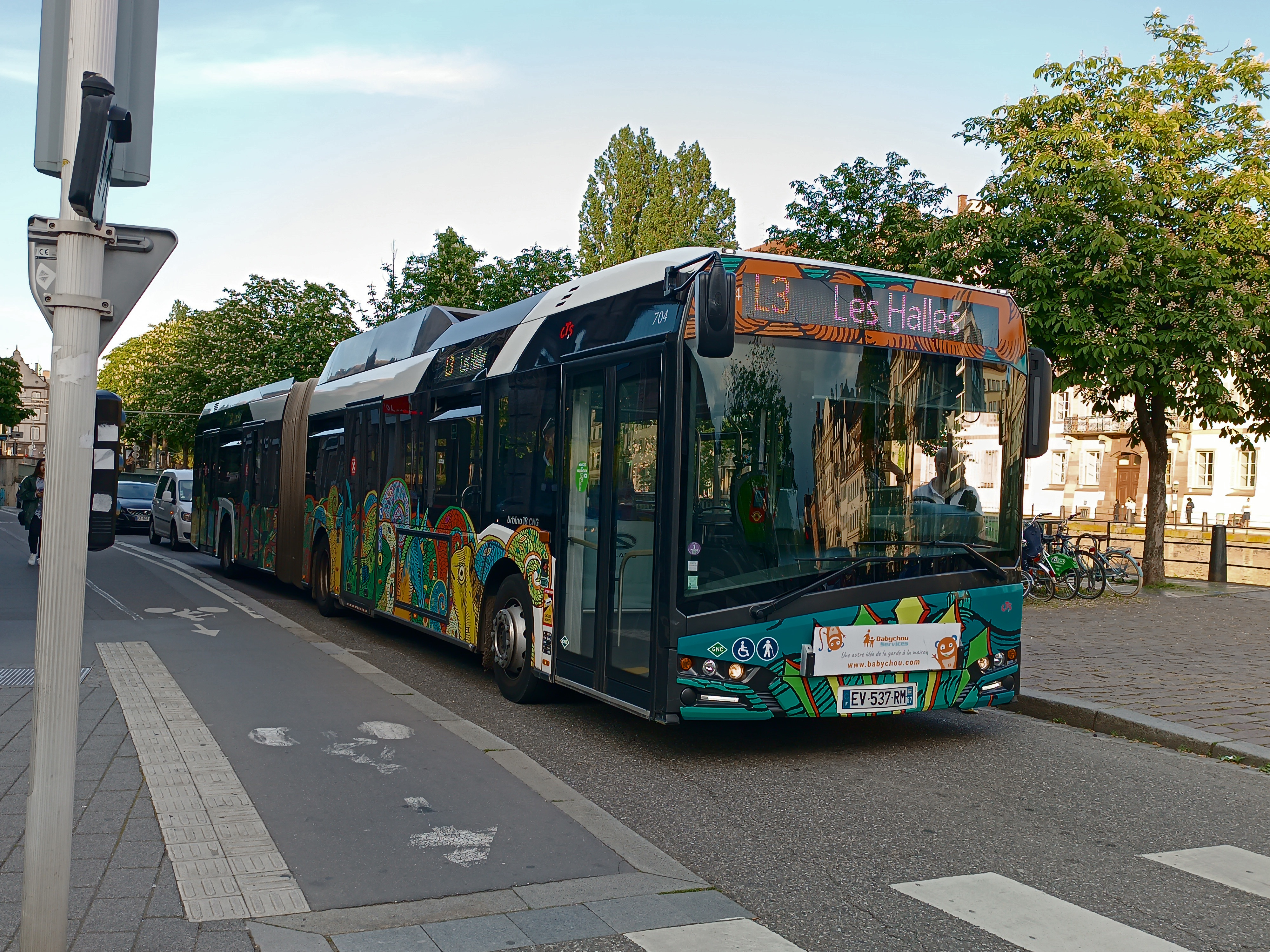
Un Solaris Urbino 18 CNG no 704 sur la L3.

### Bus affrétés
Sur certaines lignes, la CTS sous-traite l'exploitation de certaines lignes à plusieurs sous-traitants :
- aux Voyages Striebig via leurs filiales Groupement des transporteurs strasbourgeois (GTS) et Eschenlauer des lignes régulières ainsi que des lignes scolaires depuis le 26 février 2012[94],[95]. GTS a succédé à Transdev Alsace et Kunegel pour la sous-traitance du réseau[94],[96],[97] ;
- à Kunegel depuis fin 2017/début 2018[98],[99],[100],[101],[102],[103],[104] ;
- à Antoni Voyages à partir d'août 2018[105],[106].

| Voyages Striebig | bus 12 22 31 41 42 43 44 45 57 62 63 64 Taxibus Sud Taxibus Nord Taxibus Ouest Taxibus Sud-Ouest Flex'hop • dimanche et jours fériés uniquement bus 67 |
| Kunegel          | bus 71 72 73 74 75 N1 N2 N3 • Tous les jours sauf dimanche et jours fériés bus 67                                                                      |
| Antoni Voyages   | bus 18 60 76 |

Ces véhicules circulent donc sur le réseau de bus CTS sans pour autant appartenir à la compagnie et sont pour la plupart dépourvus d'une quelconque livrée CTS. Le recours à la sous-traitance a fortement augmenté depuis 2017, la CTS souhaitant faire des économies sur ses lignes les moins rentables, à la suite de la réduction de six millions d'euros de la subvention de l'Eurométropole de Strasbourg.
Depuis la suppression de l'ancienne ligne 21 qui reliait Strasbourg à Kehl jusqu'à l'extension du Tram D, il n'y a plus aucun bus articulé chez les affrétés.

#### Standards
| Constructeur  | Modèle              | Carburant | Transporteur       | Nombre | Numérotation                                                                         | Années de livraison |
| ------------- | ------------------- | --------- | ------------------ | ------ | ------------------------------------------------------------------------------------ | ------------------- |
| MAN SE        | Lion's City 12 G    | GNV       | Keolis Striebig    | 19     | nos 219096 à 219113 et 219177                                                        | 2021                |
| Mercedes-Benz | Citaro Facelift     | Gazole    | Keolis Striebig    | 1      | no inconnu                                                                           | 2009                |
| Mercedes-Benz | Citaro C2           | Gazole    | Keolis Striebig    | 2      | nos inconnus                                                                         | 2017-2019           |
| Mercedes-Benz | Citaro LE Ü         | Gazole    | Keolis Striebig    | 1      | no inconnu                                                                           | 2012                |
| Mercedes-Benz | Citaro LE Ü C2      | Gazole    | LK Kunegel         | 2      | nos inconnus                                                                         | 2021                |
| Iveco Bus     | Crossway LE Line NP | GNV       | LK Kunegel         | 4      | nos 94, 95, 201 et 925                                                               | 2021                |
| Iveco Bus     | Crossway LE Line NP | GNV       | Antoni Voyages     | 4      | nos inconnus                                                                         | 2021                |
| Iveco Bus     | Crossway Pop NP     | GNV       | Keolis Striebig    | 2      | nos 211096 et 211101                                                                 | 2021                |
| Setra         | S 415 LE Business   | Gazole    | LK Kunegel         | 17     | nos 903 à 904, 906 à 907, 909 à 911, 915 à 916, 918, 923, 959, 988, 993 + 3 inconnus | 2018                |
| Setra         | S 415 LE Business   | Gazole    | Antoni Voyages     | 5      | nos inconnus                                                                         | 2018                |
| Setra         | S 415 NF            | Gazole    | LK Kunegel         | 3      | nos 920, 922, 924                                                                    | 2018                |
| Setra         | S 415 NF            | Gazole    | Antoni Voyages     | 1      | no inconnu                                                                           | 2018                |
| Setra         | S 416 NF            | Gazole    | LK Kunegel         | 1      | no inconnu                                                                           | 2008                |
| Solaris       | Urbino 12           | Gazole    | Keolis Eschenlauer | 1      | no 619 (Ex-CTS)                                                                      | 2011                |

#### Gabarits réduits et minibus
La CTS ne possède aucun midibus ou autobus à capacité réduite, seuls les affrétés en possèdent.
| Constructeur  | Modèle               | Carburant  | Transporteur    | Nombre      | Numérotation  | Années de livraison |
| ------------- | -------------------- | ---------- | --------------- | ----------- | ------------- | ------------------- |
| Karsan        | e-Jest               | Électrique | Antoni Voyages  | 2           | nos inconnus  | 2020                |
| Mercedes-Benz | eVito Tourer         | Électrique | Keolis Striebig | au moins 10 | nos 151 à 170 | 2021                |
| Nissan        | e-NV200              | Électrique | Keolis Striebig | 1           | no inconnu    | 2021                |
| MMI           | Urby (châssis Iveco) | GNV        | Antoni Voyages  | 2           | nos inconnus  | 2021                |

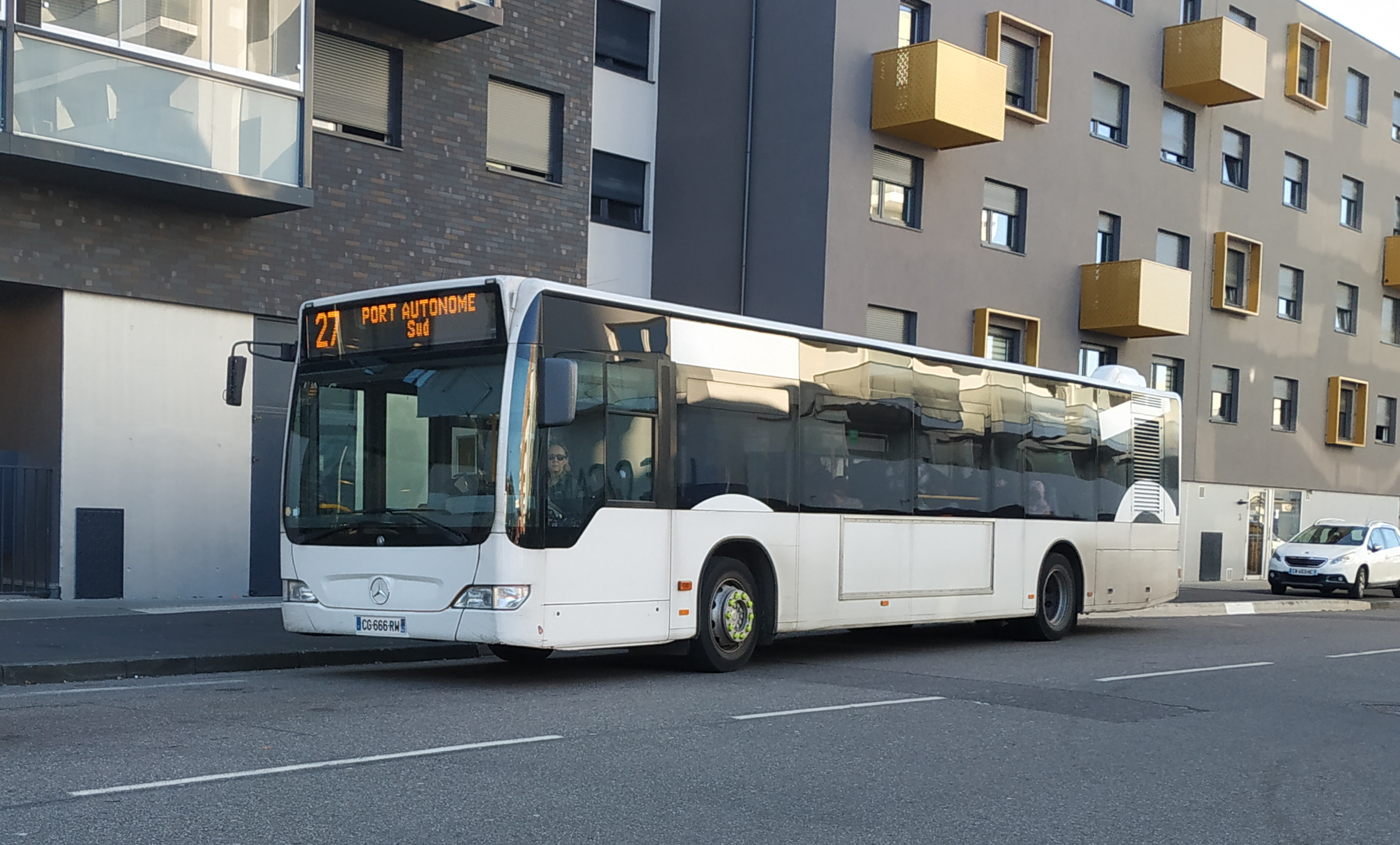
Un Mercedes-Benz Citaro sur la ligne 27.
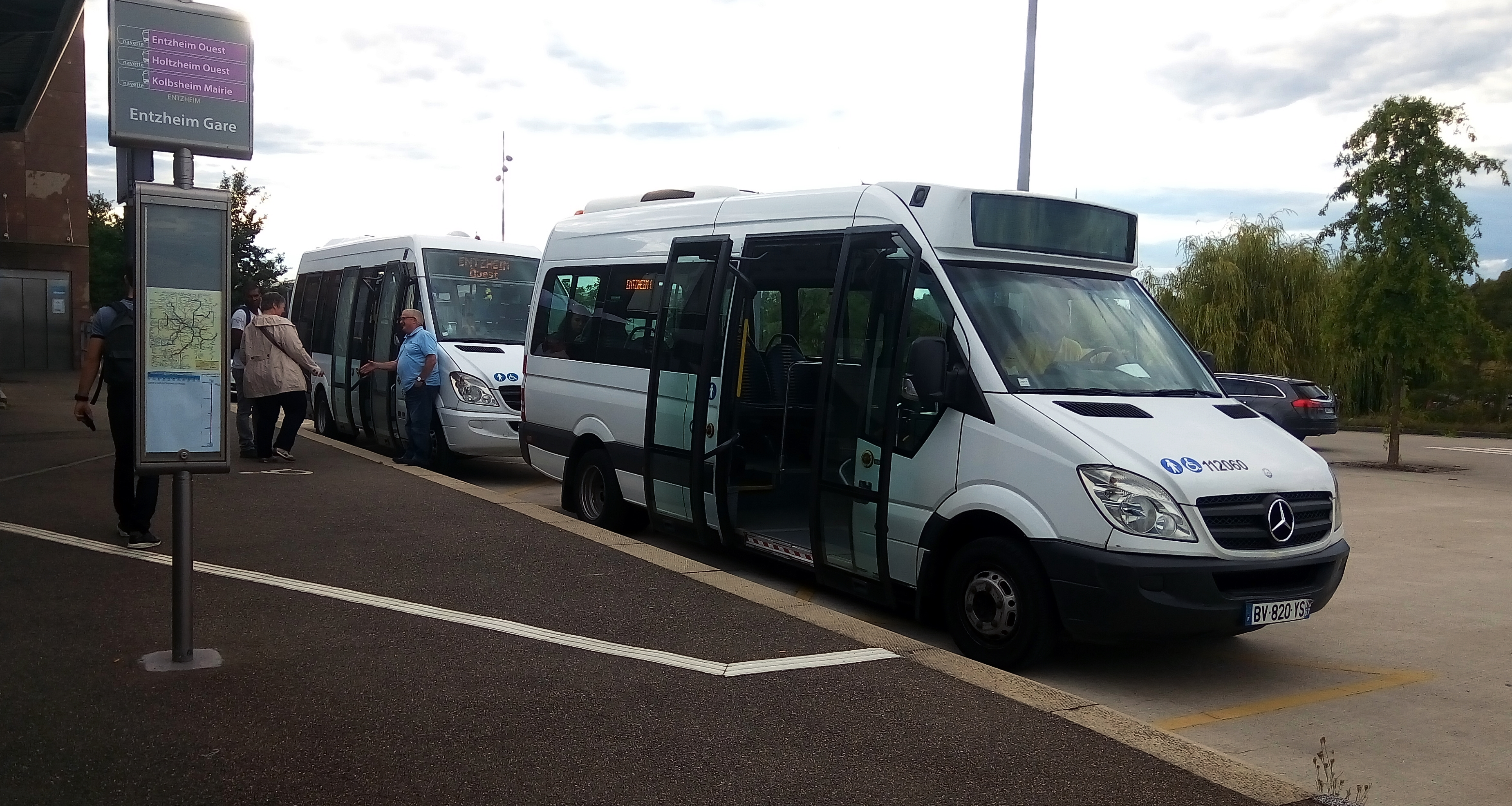
Des Mercedes-Benz Sprinter City assurant les navettes desservant la gare d'Entzheim-Aéroport.
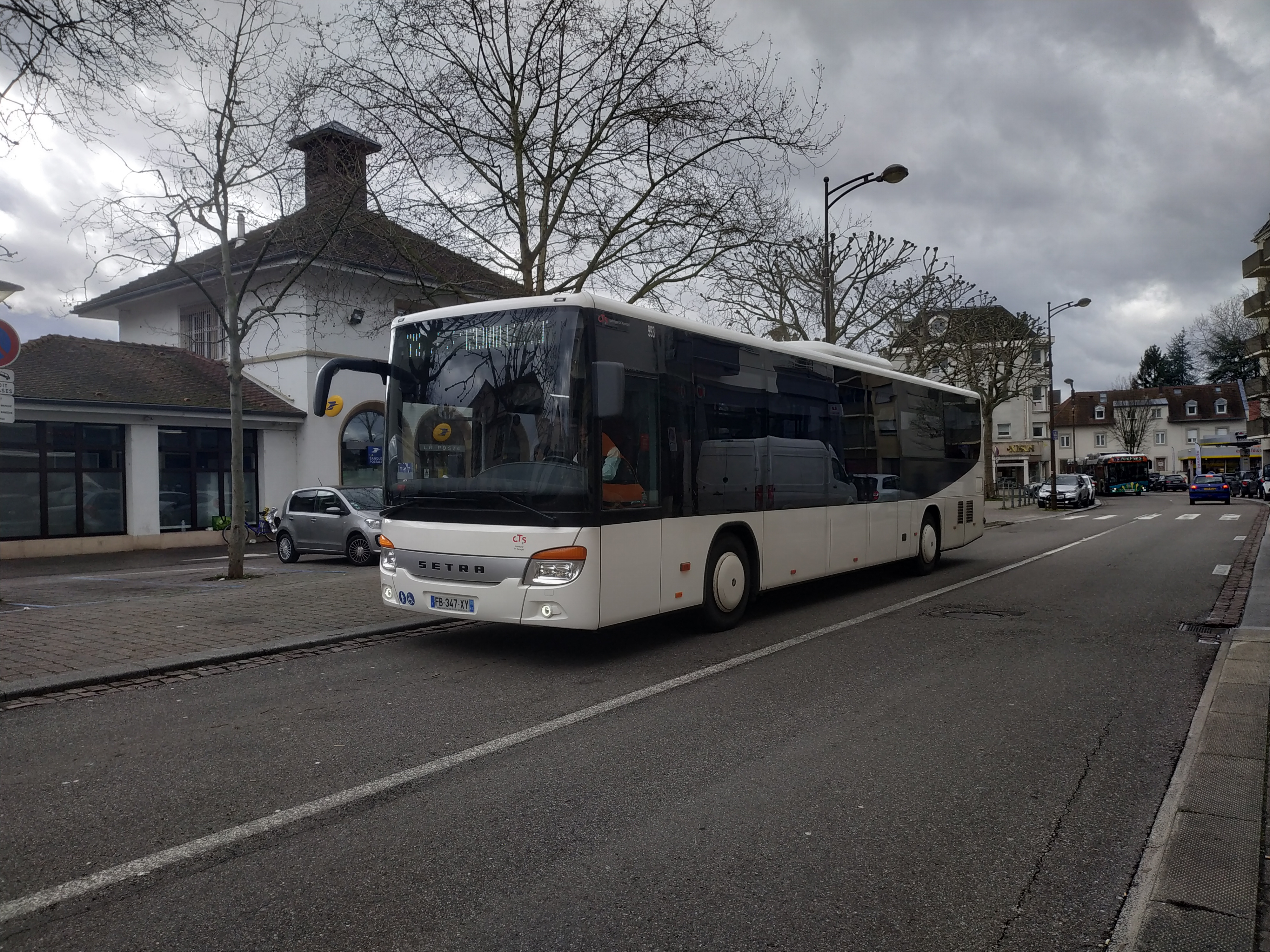
S 415 LE sur les lignes exploitées par Kunegel.
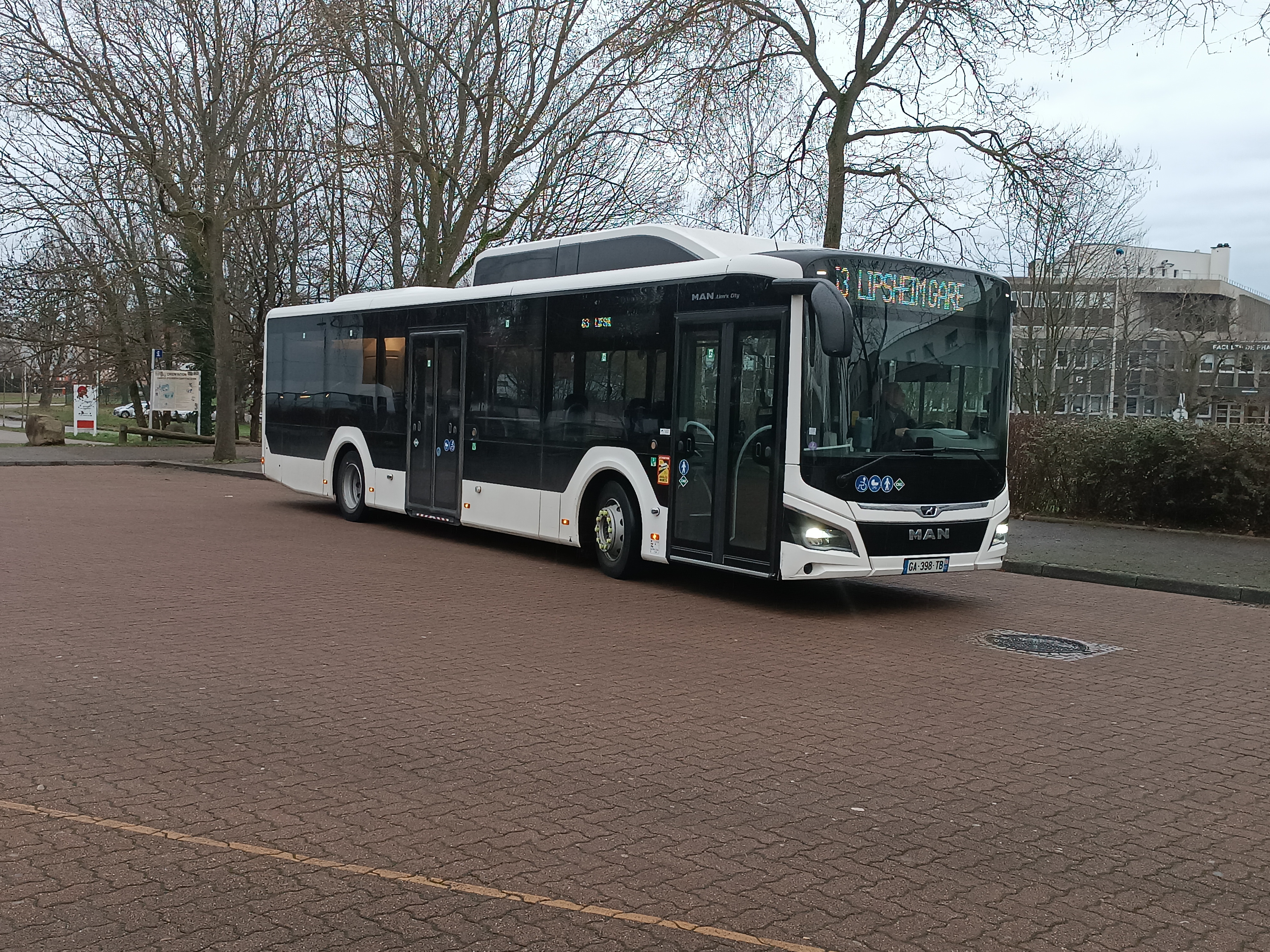
MAN Lion's City de la ligne 63 chez Striebig.
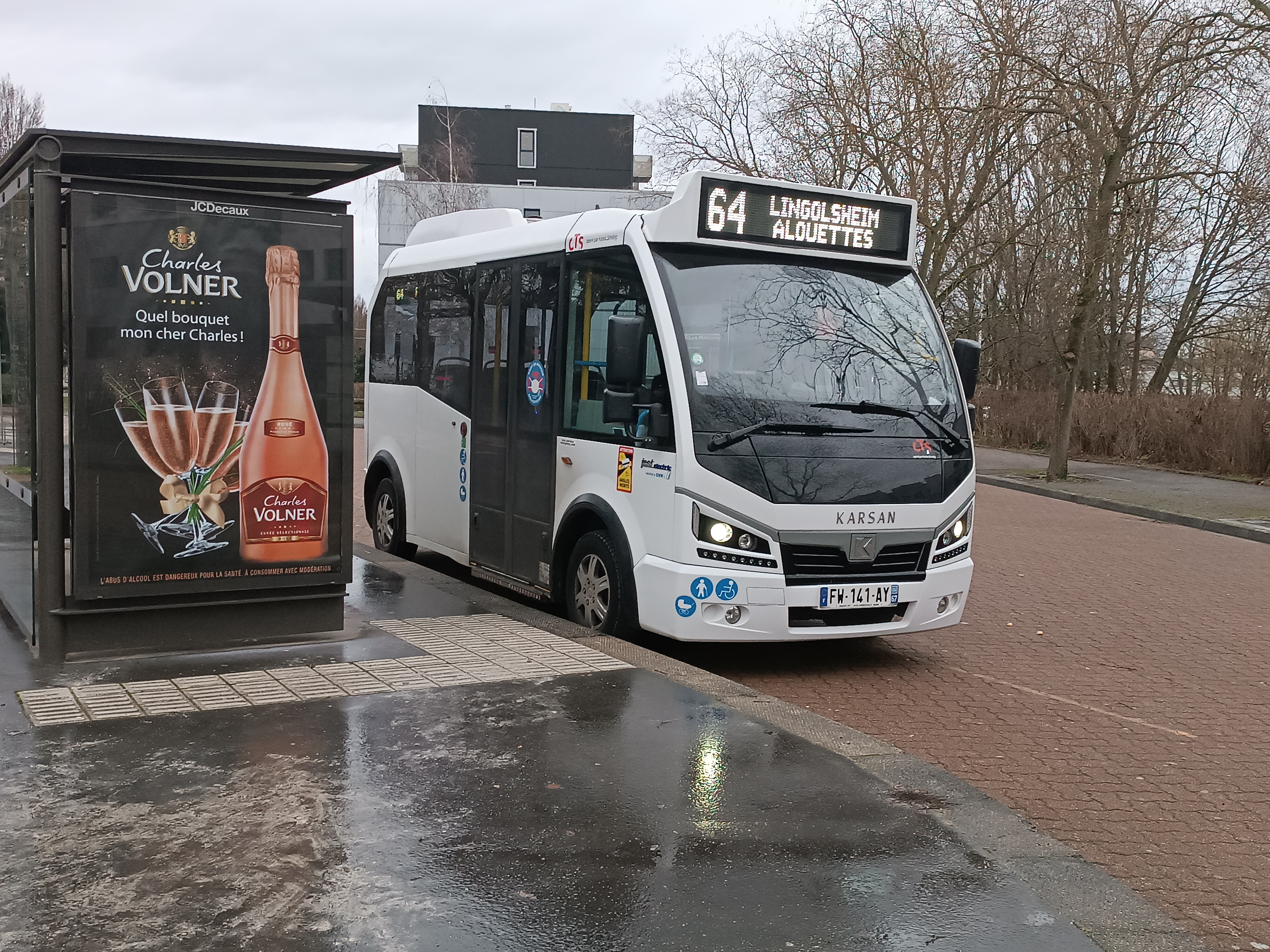
Navette Karsan de la ligne 64.

### Tarification

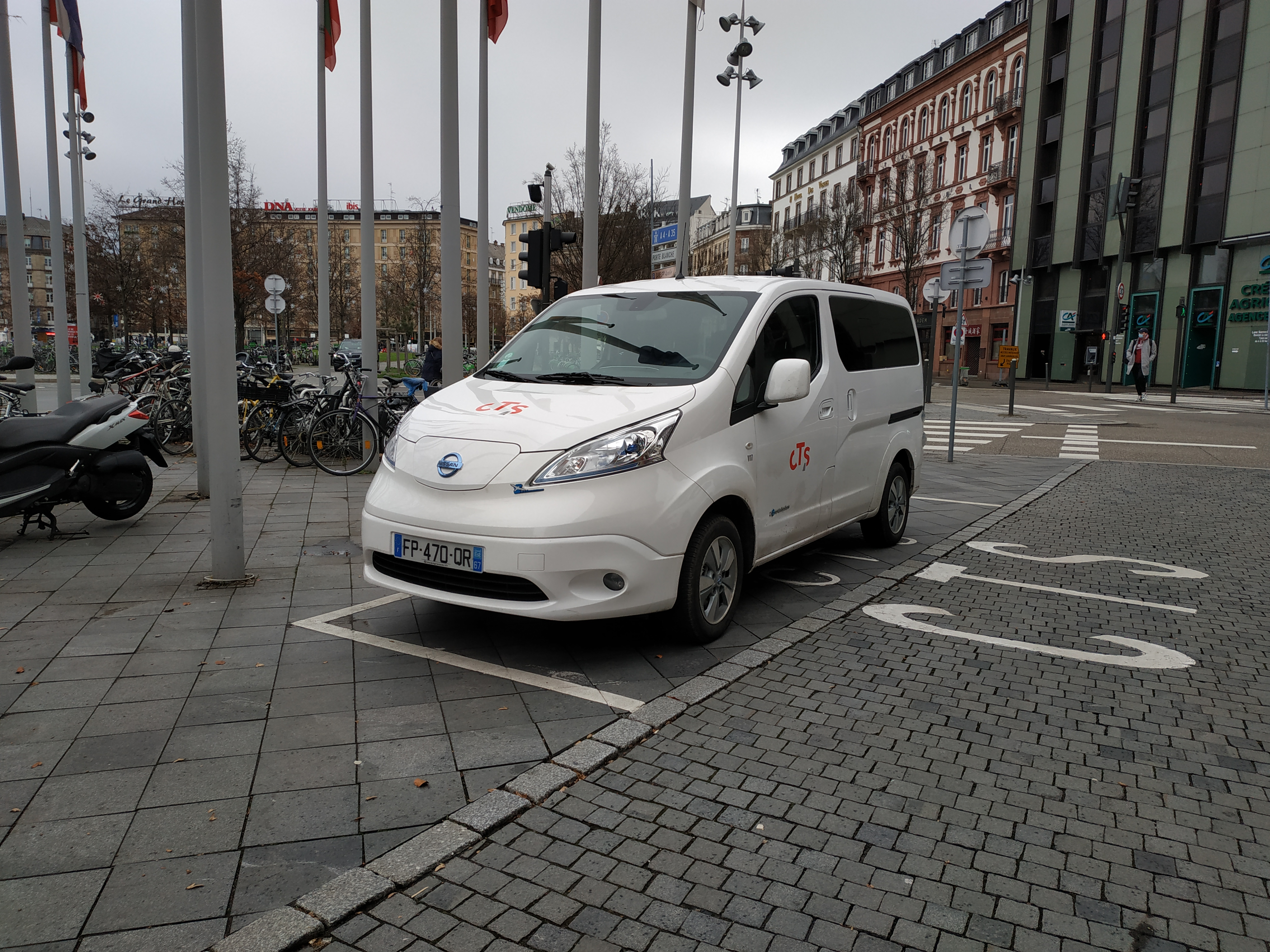
Véhicule des agents de prévention et d'intervention de la CTS

La CTS propose une gamme tarifaire variée pour répondre à tous les besoins, mais les conditions d’utilisation générales sont simples. Il n'y a pas de subdivision de l'aire de desserte en zones tarifaires : le prix des titres de transport est forfaitaire et indépendant de la distance parcourue. Les tickets pour un voyage doivent être validés et permettent de prendre une correspondance. Ils sont vendus à l'unité et par carnets de dix (15 % de réduction) ou trente tickets (19 % de réduction). Existent également des tickets aller-retour (10 % de réduction). Pour voyager pendant 24 heures, des forfaits pour une personne « 24 hindividuel Alsa » et pour trois personnes « 24 h Trio » sont proposés ; ils sont également valables sur les TER Alsace au sein de l'Eurométropole et incluent la ville voisine de Kehl.
Les seuls abonnements existants sont mensuels et annuels. Les abonnements annuels coûtent l'équivalent de dix abonnements mensuels. Pour un prix majoré de 23 %, des abonnements non nominatifs sont disponibles. Les abonnements sont chargés sur une carte à puce gratuite (uniquement si la carte a été produite en ligne) dénommée Badgéo. Cette carte, valable pendant cinq ans, peut également servir de support aux autres titres de transport. Les tickets et abonnements peuvent être achetés soit dans des distributeurs automatiques présents dans les stations, soit en agence. Les carnets de dix tickets sont en outre disponibles dans des points de vente tels que les bureaux de tabac, les bureaux de poste, etc., et certains points de vente permettent également de recharger les cartes Badgéo.

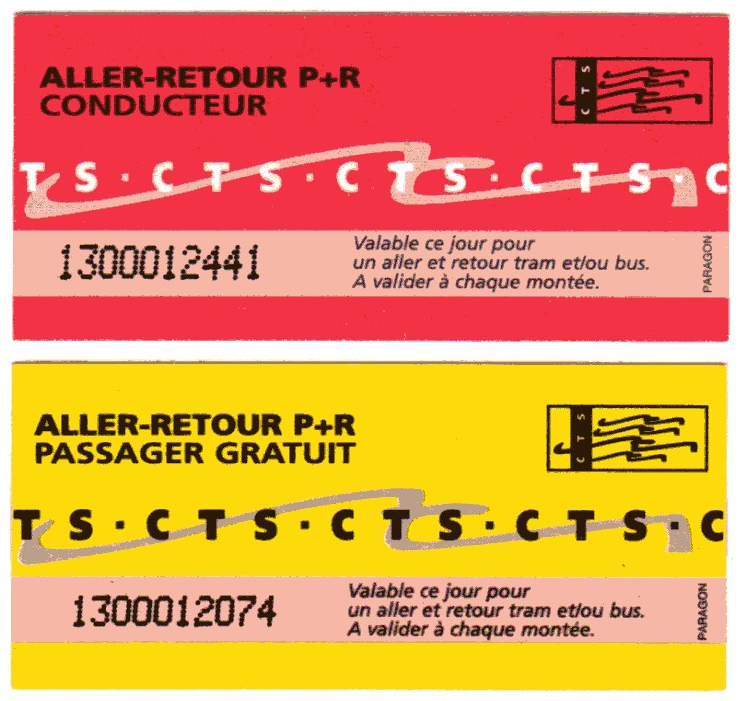
Tickets parc relais conducteur et passager (2013).

La validation des titres s'effectue dans les tramways et BHNS sur les quais avant l'accès aux véhicules alors que sur les lignes de bus classiques elle s'effectue à l'intérieur des véhicules conformément à l'usage général. Pour lutter contre la fraude, des équipes de contrôleurs (appelés ACV pour « agent de contrôle voyageurs ») parcourent le réseau. Ils peuvent être assistés des forces de l'ordre ou d'agents de sécurité de la CTS. En 2013, la fraude dans le tramway est estimé à environ 10 % du nombre d'usagers.
Les prix du ticket à l'unité et du ticket acheté par carnet de dix se situent au-dessus de la moyenne des neuf agglomérations françaises de plus de 450 000 habitants (hors Paris), tout en restant en dessous du maximum constaté. Le prix de l'abonnement mensuel tout public correspond en revanche à la moyenne de ces agglomérations.
Depuis le 11 décembre 2016, les abonnés peuvent emprunter les trains TER Alsace entre les treize gares et haltes de l'Eurométropole (la gare de Kehl sera exclue du système) avec leur carte Badgéo sans surcoût, moyennant l'édition d'une contremarque en agence sur présentation d'un justificatif de domicile. Le système sera étendu ensuite aux tickets, une fois que les machines éditant les titres CTS et SNCF seront rendues compatibles. Chaque année, l'Eurométropole dédommagera la région Grand Est à hauteur de 1,215 million d'euros.
Depuis le 1er février 2017, les tickets vendus à bord des bus sont appelés « tickets secours » et vendus plus cher qu'aux distributeurs (2 € contre 1,70 €) — à l'instar des villes de Lyon, Marseille et Paris qui appliquent un système similaire —, afin d'inciter les utilisateurs à se procurer à l'avance leur titre de transport et de réduire le temps passé à l'arrêt, le conducteur ne pouvant vendre de ticket en roulant, et d'augmenter la vitesse commerciale.
Le 19 mars 2018, la CTS met en place un ticket sans contact rechargeable et réutilisable. La période de transition entre les anciens tickets à usage unique et les nouveaux tickets rechargeables s'étend jusqu'en juillet 2018.

## La livrée des véhicules

### Évolution

#### Premiers véhicules (1877-1994)
Lors de l'apparition des premiers tramways en 1877, d'abord hippomobiles puis électriques à partir de 1894, ceux-ci arboraient une livrée entièrement verte. Mais en 1907, il fut décidé de repeindre tout le matériel en ivoire. La livrée ivoire perdura jusqu'à la suppression des tramways en 1960.
Dans les années 1960, la livrée était à dominante bleue, excepté la calandre et les pare-chocs qui étaient rouges. Mais la compagnie commence alors à apposer de nouvelles couleurs sur ses véhicules : blanc pour le haut du véhicule et rouge orangée pour le bas, évoquant les couleurs de la ville et de l'Alsace.
Dans les années 1980, le réseau était constitué d'un seul modèle de bus : le SC10 et la livrée était ainsi identique sur chacun des véhicules : crème pour le haut du véhicule et rouge le bas. Le réseau suburbain était exploité par des Saviem S53 qui disposait d'une livrée grise et une bande bleu-vert clair. Avec l'apparition de nouveaux modèles de bus (dont le Renault R312), au début des années 1990, la compagnie a légèrement revu sa livrée ; le fond blanc persiste mais plusieurs bandes horizontales rouge-orange sont réparties horizontalement sur les véhicules.

#### Uniformisation Bus-Tram (1994-2011)

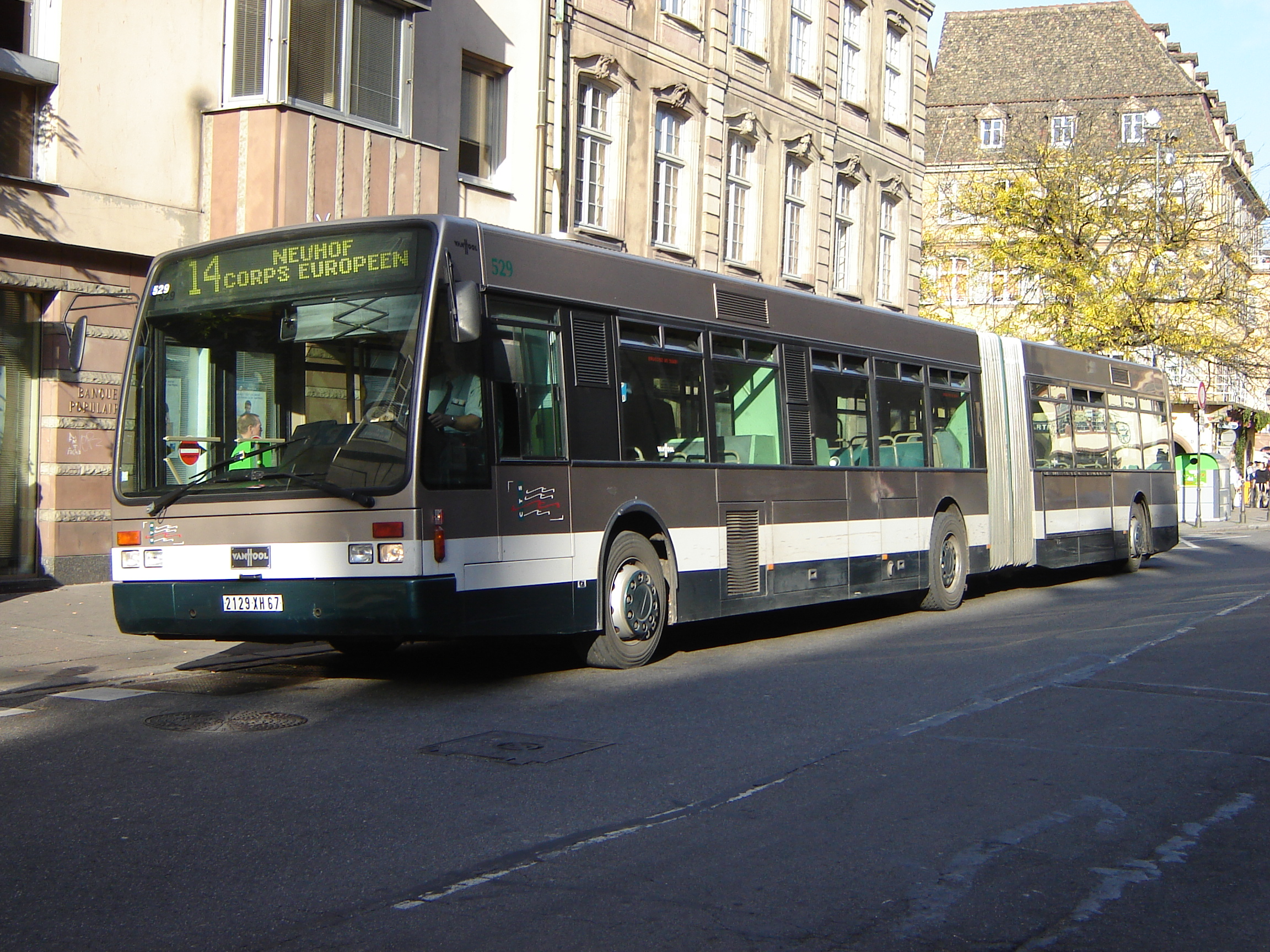
Le Van Hool AG300 (ici avec la livrée adoptée en 1994) était l'autobus articulé le plus fréquent sur le réseau dans les années 2000.

Lors du retour du tramway, l'entreprise revoit entièrement son identité visuelle. L'ensemble du réseau urbain (bus et tramways) est depuis pourvu de la même livrée. Ainsi, sur les autobus, les bas de caisse sont vert émeraude et le reste du véhicule est gris cendré, séparés par une bande blanche d'environ 30 centimètres. Sur les tramways, le thème reste le même à quelques différences près : le vert émeraude reste en bas de caisse mais de manière moindre, il est surtout présent sur la cabine. En 2005 arrivent des nouvelles rames Citadis 403 de première génération, sur lesquels le blanc occupe à présent plus de la moitié du véhicule.

#### Démarche artistique (2011- )
En 2011, lors de la réception de nouveaux véhicules, l'entreprise a présenté une nouvelle livrée. Entièrement blanche, elle sera décorée par un artiste différent à chaque appel d'offres.
En 2011, les 29 nouveaux véhicules au gaz naturel (14 articulés et 15 standards Irisbus Citelis) sont décorés par l'artiste alsacien Tomi Ungerer.
En 2012, à l'issue d'un vote sur internet, avec quatre possibilités, François Genot est choisi pour décorer 12 nouveaux Irisbus Citelis avec sa décoration Broussaille.
En 2013, la nouvelle ligne G (BHNS de Strasbourg) met à l'honneur les artistes de l'Aubette: Theo van Doesburg, Jean Arp et Sophie Taeuber-Arp .
Fin 2014, le concours organisé par la CTS a désigné l'artiste Vincent Godeau pour décorer sept bus articulés et huit bus standards. Cette livré présente des personnages dans un style naïf et enfantin, dans un bicolore bleu et rouge.
En 2015, treize bus sont ornés de personnages dessinés par l'illustrateur strasbourgeois Gustave Doré.
En 2017, des bus sont décorés par l'ARAHM (Association Régionale L'Aide aux Handicapés Moteurs) sur un motif de visages dans des ton bleu, rouge, noir et blanc.
En 2018, trois artistes, retenu par l'association Accélérateur De Particule, ont chacun dessinés une livrée qui est soumise aux votes du public sur le site internet de la CTS. La première proposée par Mathieu Wernert présente des formes rondes cyan, jaune et magenta, qui se mêlent pour « glisser de la gaieté colorée » (selon l'artiste). Le second artiste, Jeanne Bischoff, a souhaité « insuffler un brin de folie à travers des personnes étranges, des êtres irréels et surnaturels » (selon l'artiste). Enfin Olivia Benveniste a cherché à « faire un clin d’œil au grès des Vosges » (selon l'artiste), très présent dans la ville.

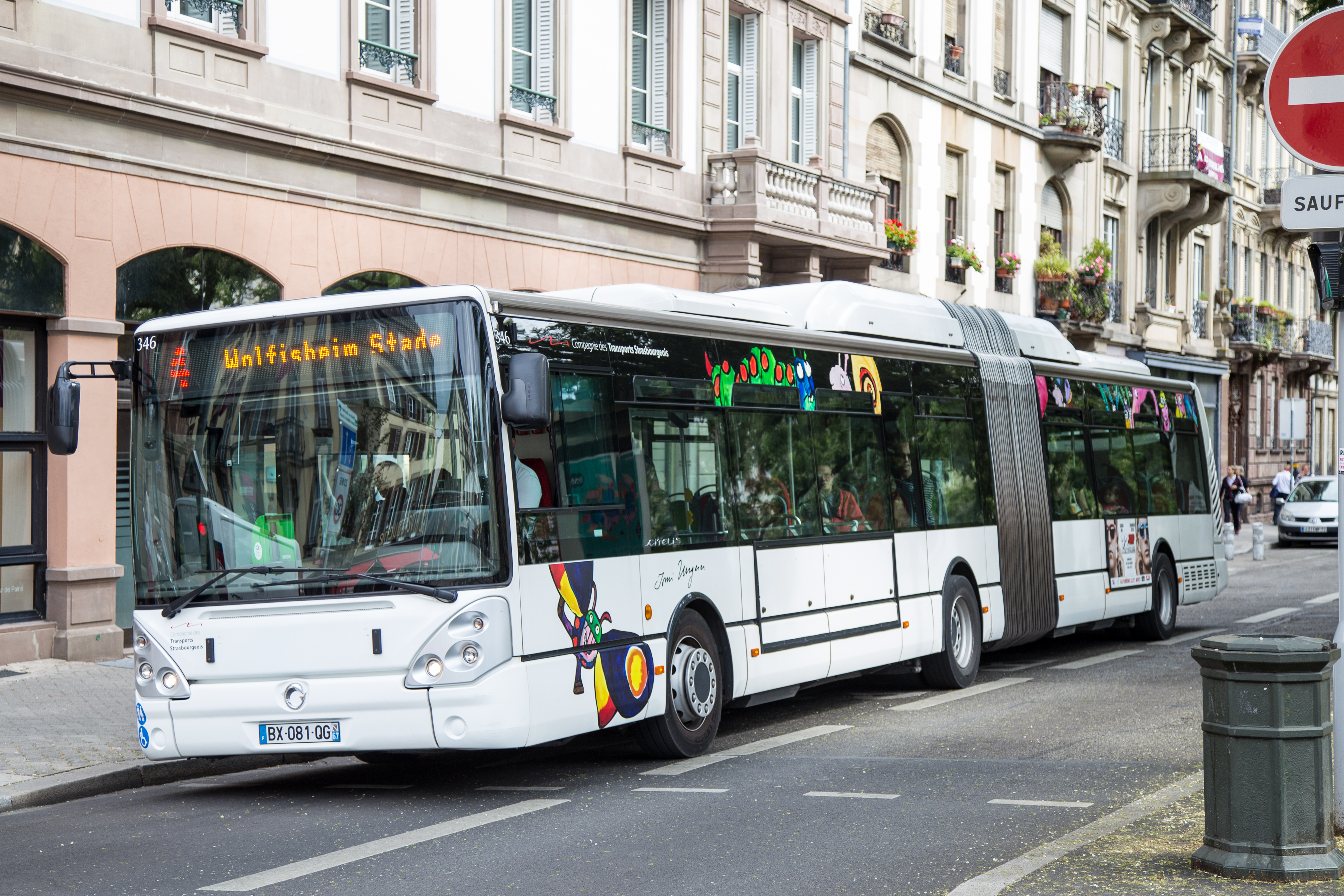
Livrée « Tomi Ungerer ».
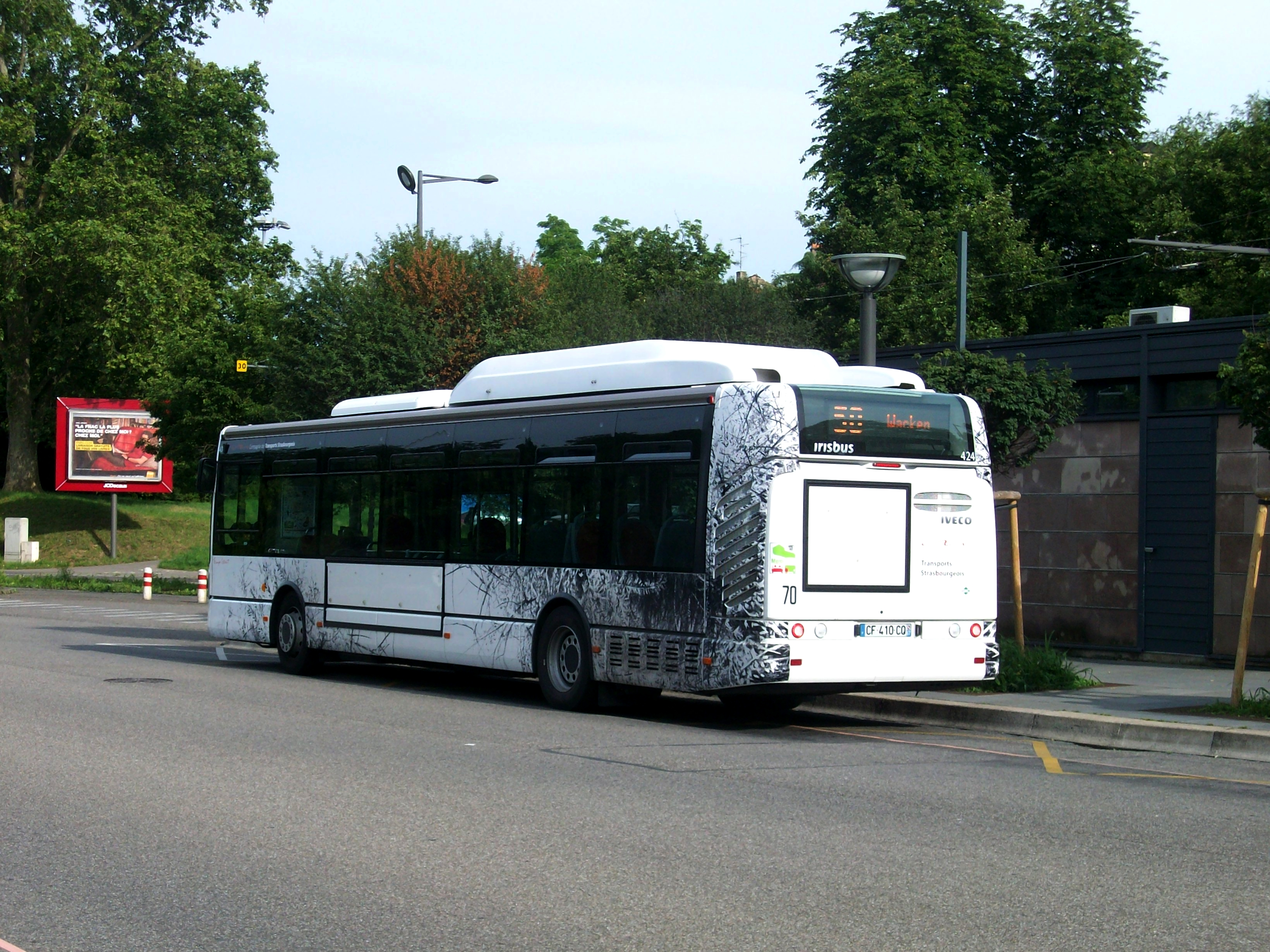
Livrée « Broussailles ».
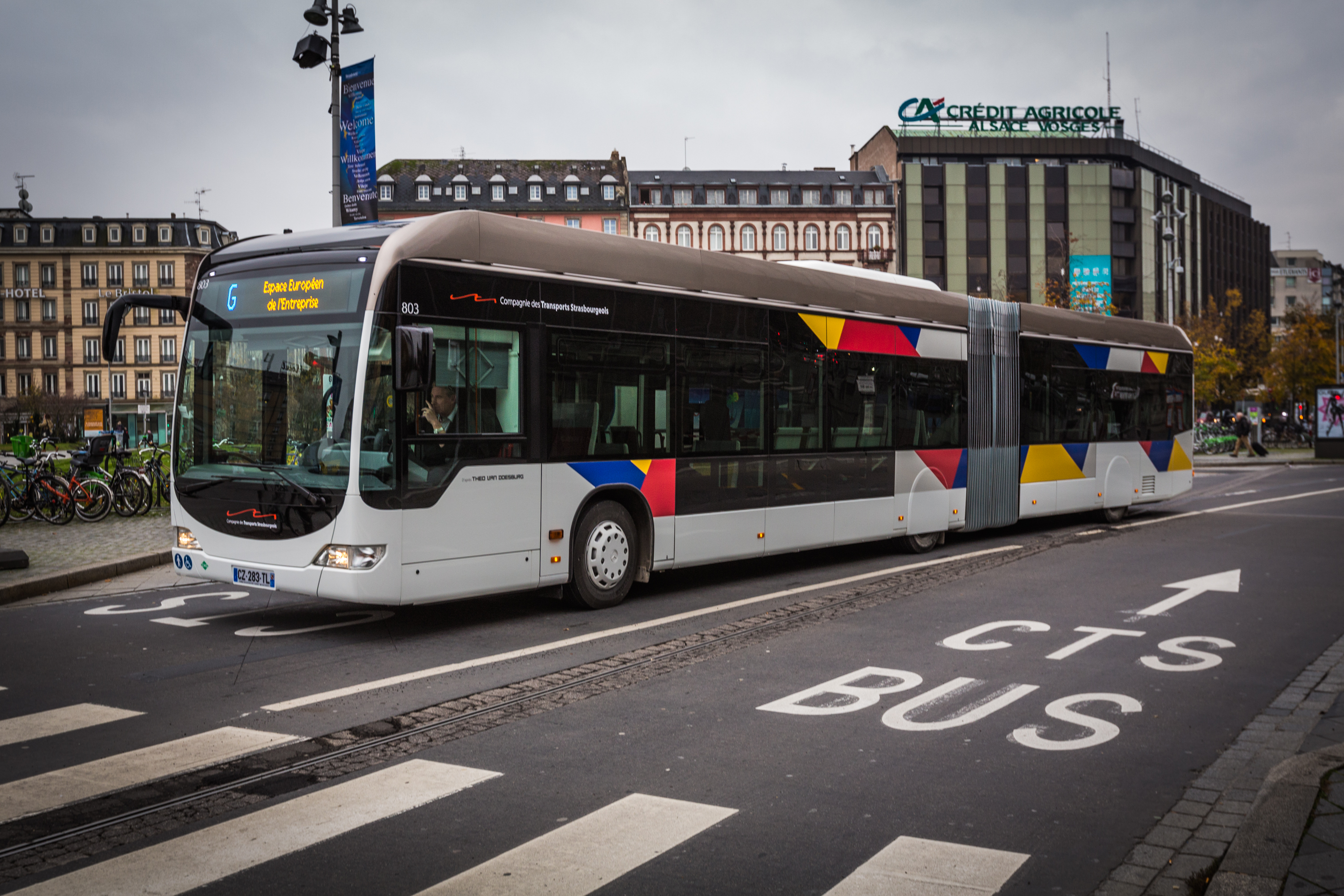
Livrée « l'Aubette », sur le BHNS.
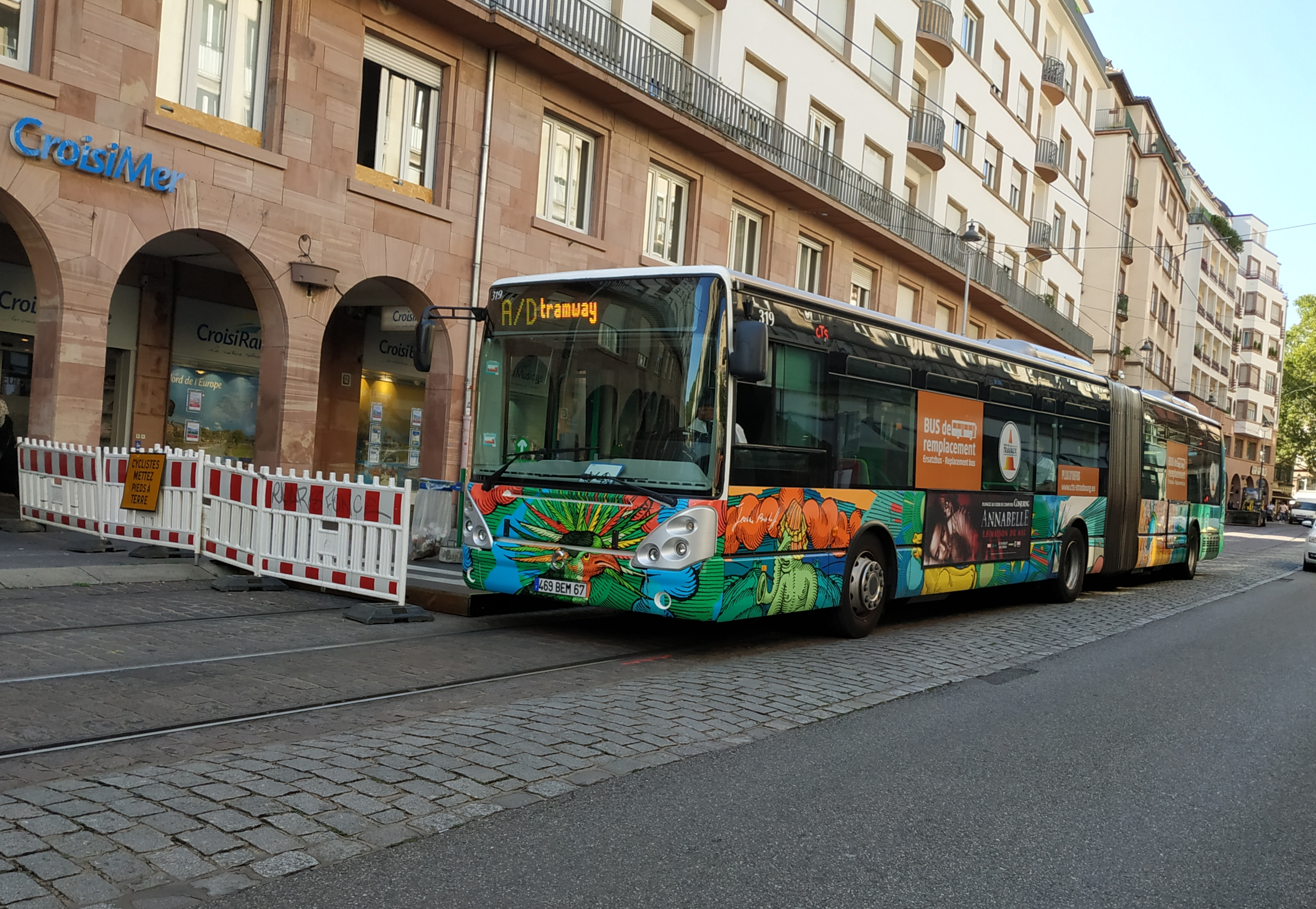
Habillage par Jeanne Bischoff, effectué en 2018
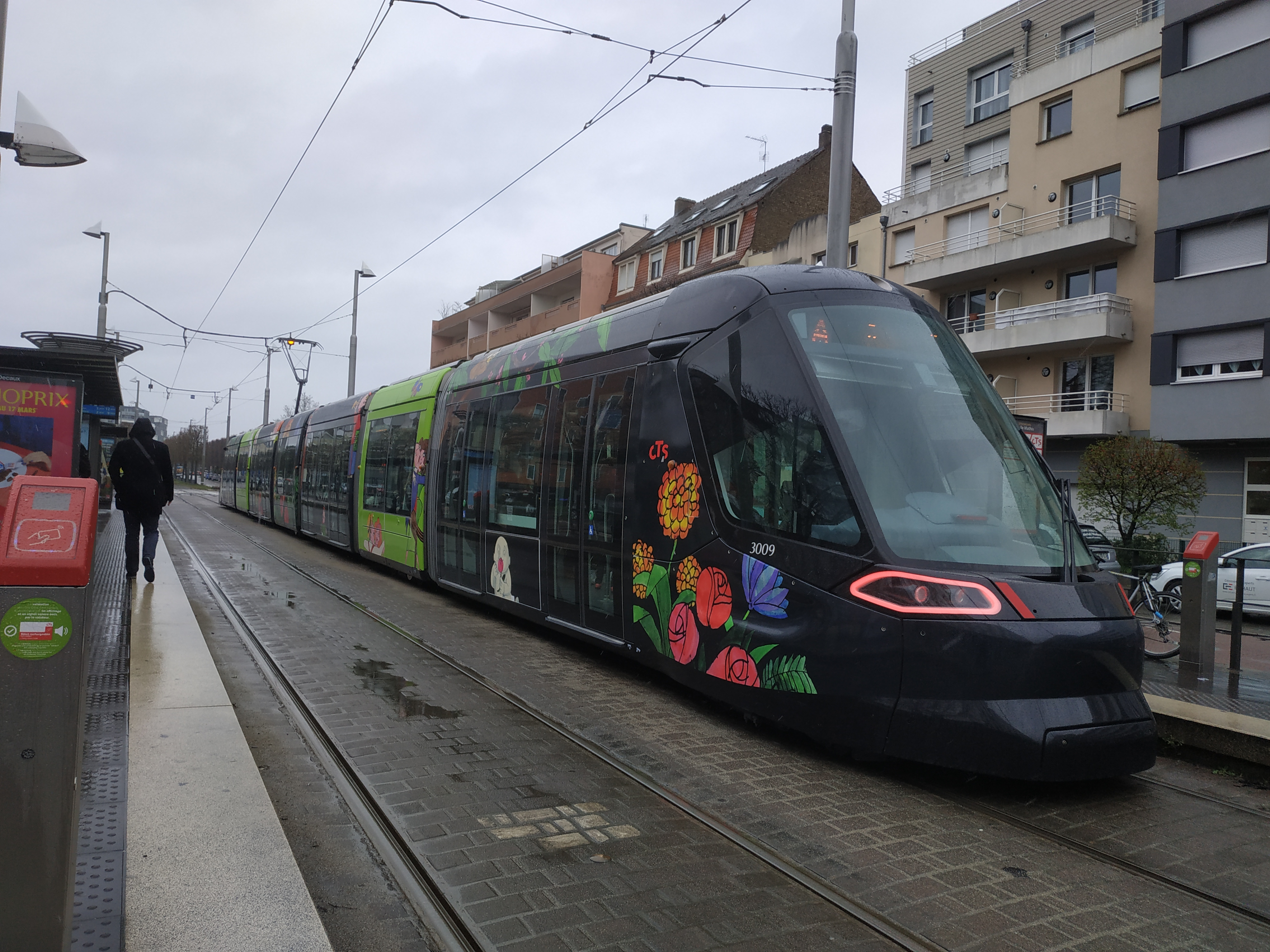
Première livrée en hommage à Tomi Ungerer sur un tramway
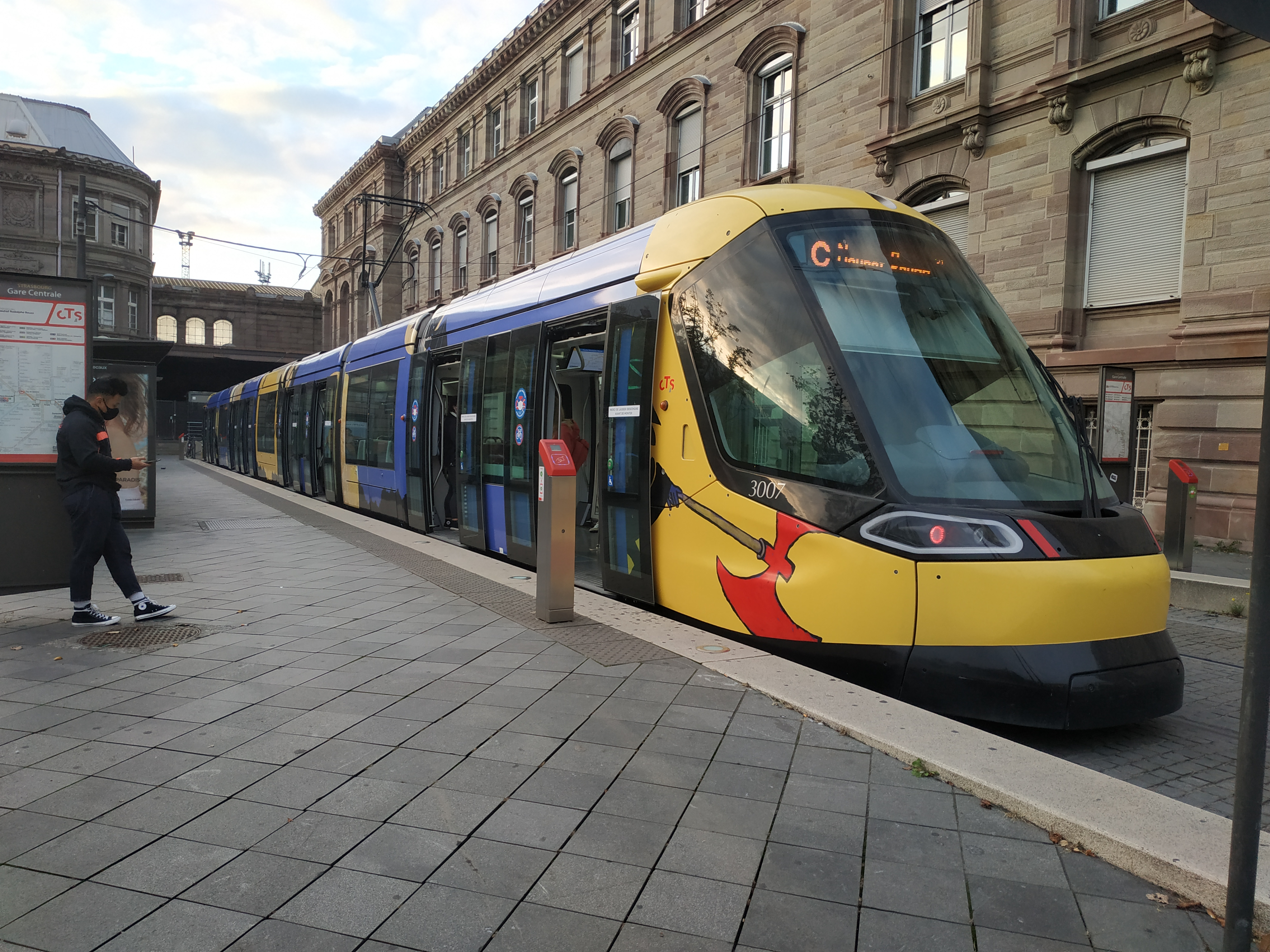
Seconde rame recouverte en hommage à Tomi Ungerer
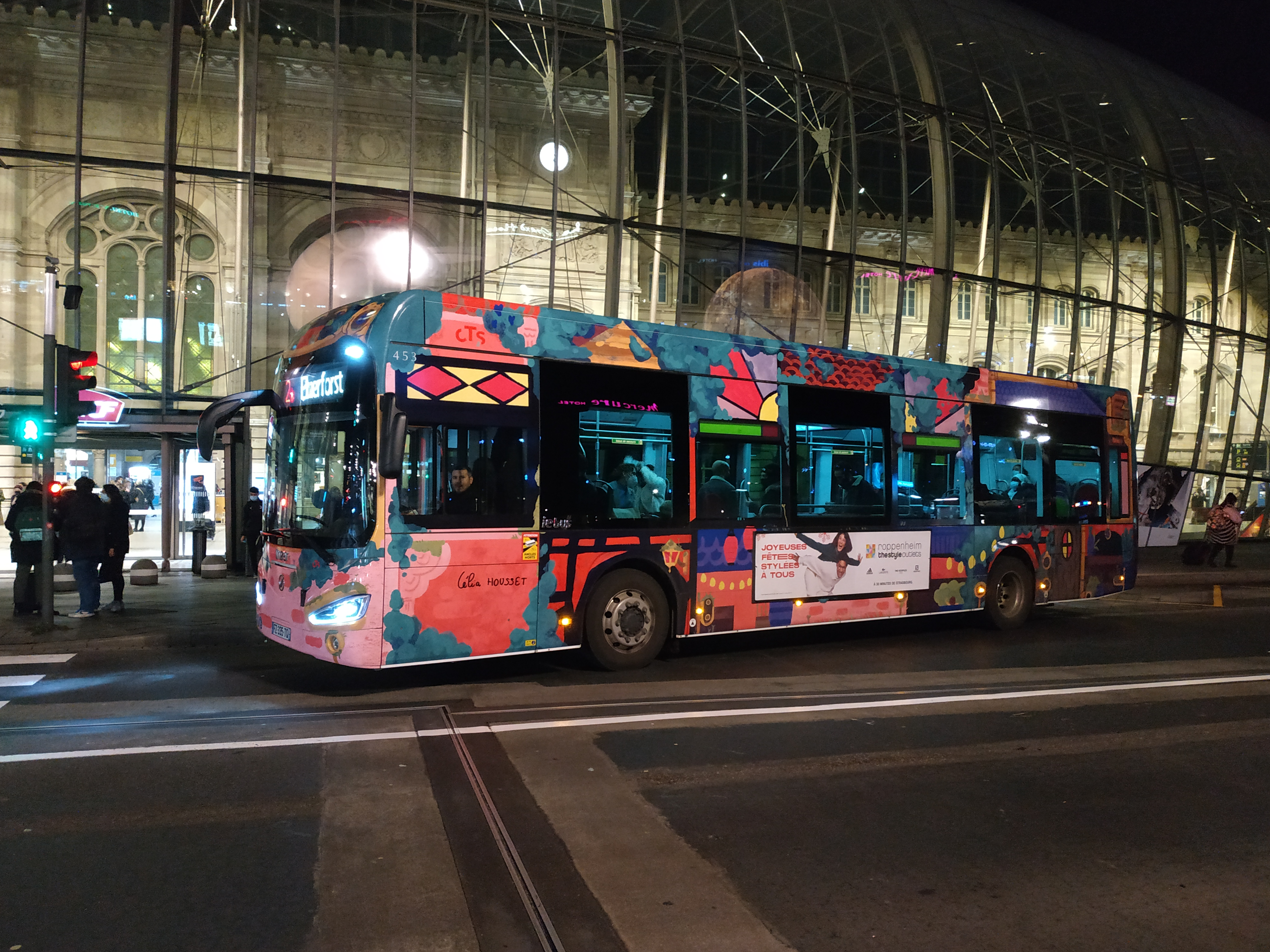
Bus Irizar décoré par Célia Housset
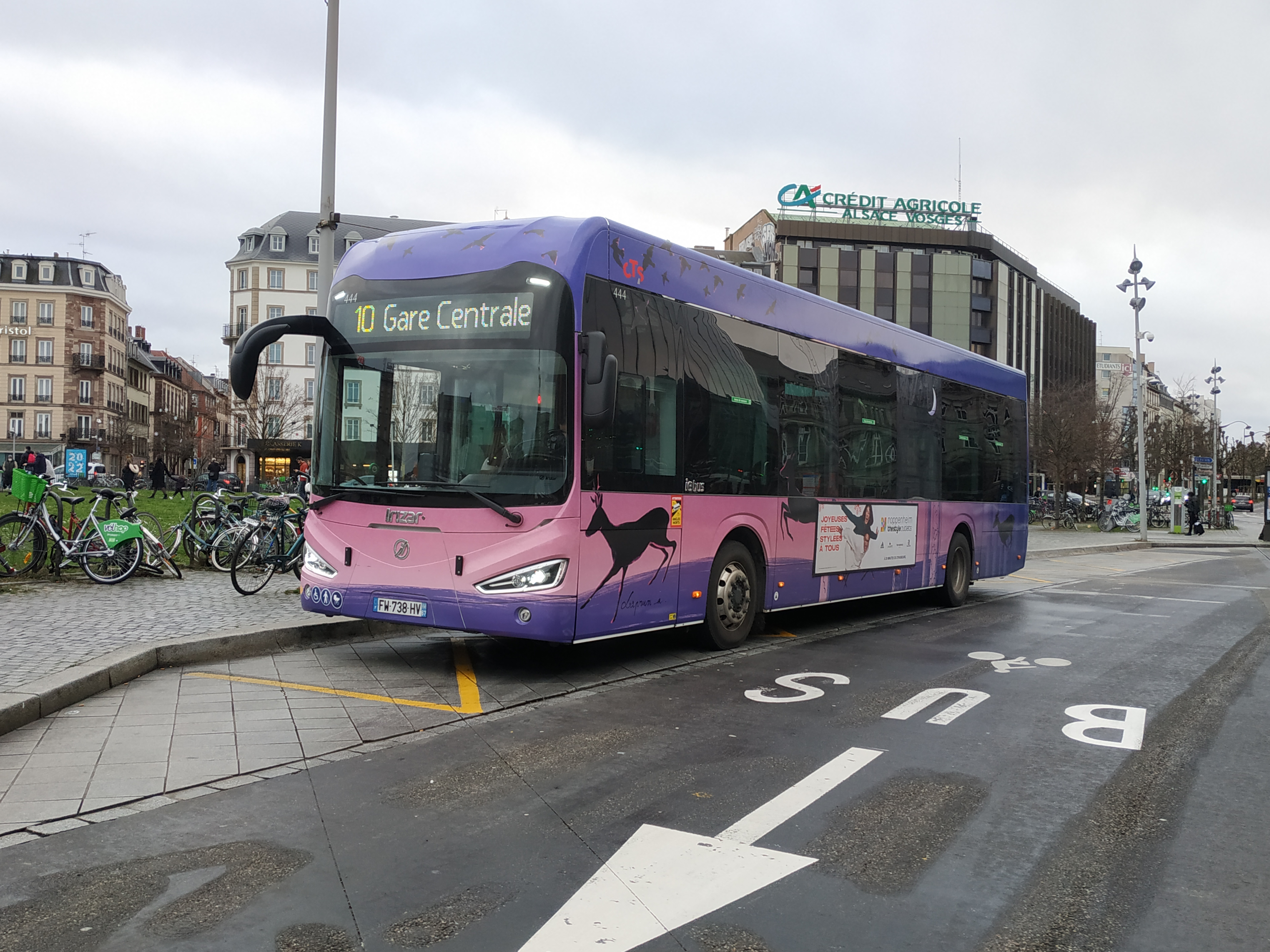
Bus Irizar décoré par Amandine Laprun

Cette livrée annuelle est utilisée par la CTS comme charte graphique pour les cartes Badgeo éditées pendant l'année. Elle a aussi servi certaines années comme carte de vœux.

### Livrées particulières
Certaines rames de tramways arborent des livrées particulières.
En 2012, trois rames Citadis ont été pelliculées entièrement aux couleurs du drapeau européen, pour une durée d'au moins trois ans.

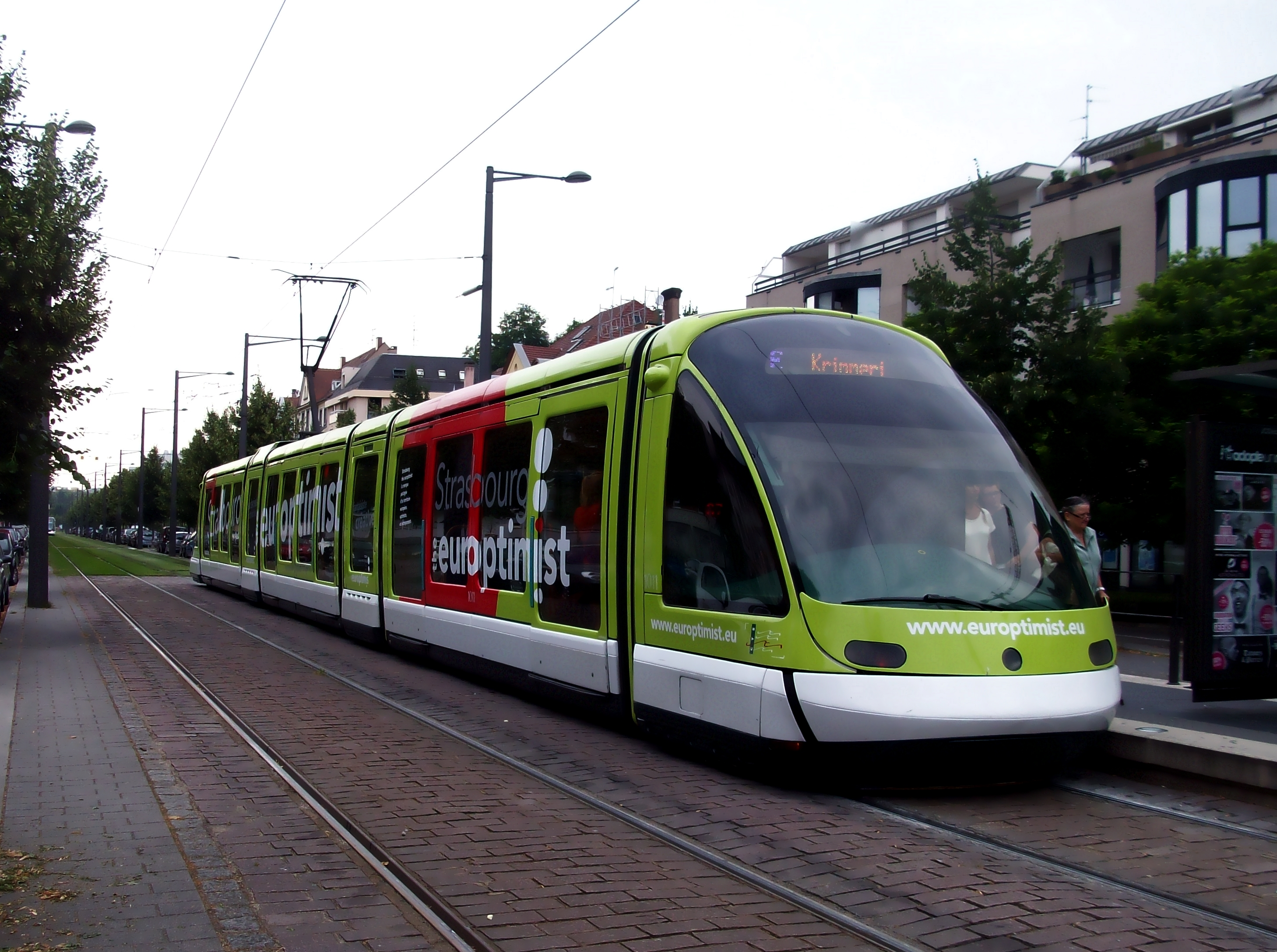
Eurotram en livrée « Europtimist ».

Début 2013, c'est au tour de trois rames Eurotram de revêtir une livrée verte et rouge arborant le slogan de la ville « Strasbourg the Europtimist ». Elles conserveront cette livrée pendant cinq ans.
En outre, en 2012, à l'occasion de ses 40 ans, des rames Citadis ont été pelliculés quelques semaines pour promouvoir l'opéra de Strasbourg. L'opération de communication a été renouvelée en 2013. Depuis 2015, des trams sont utilisés pour la promotion de la programmation de l'Opéra National du Rhin. Une livrée reprend le hashtag de la saison (#ONR1718 par exemple pour l'année 2017/2018) et les différents types de spectacle (récitals, opéra, ballet…) proposés.
Fin 2014, deux rames Eurotram ont été pelliculées à l'occasion du millénaire de la cathédrale de Strasbourg, elles circuleront durant toute l'année 2015.
En juillet 2015, une rame Citadis revêt une livrée spéciale, créée par Luc Schuiten, pour célébrer l'inauguration du Shadock.
Pour le passage du Rhin par le tram, la CTS en partenariat avec l'Eurodistrict Strasbourg-Ortenau, commande des livrées pour le Citadis 403, sur le thème de l'Eurodistrict. Celles-ci sont bleues avec des photos des différentes villes de l'Eurodistrict apposées dans des étoiles rappelant la place européenne de Strasbourg.
Chaque année, une livrée spéciale est posée pour promouvoir « Strasbourg Capitale de Noël » pendant la période du marché de Noël. Elles reprennent l'illustration officielle de l'édition.

## Les dépôts
La CTS compte trois dépôts, tous situés à Strasbourg. Chacun des dépôts est désigné comme une « unité de production » (UP), s'ensuit la première lettre du nom du dépôt, soit : UPC (Cronenbourg), UPE (Elsau), et UPK (Kibitzenau). Ils sont tous mixtes et accueillent ainsi des équipements pour les bus ainsi que les trams (remisages, ateliers et stations de lavage). GTS/Striebig, sous-traitant de la CTS, dispose quant à lui de son propre dépôt à Brumath, commune située au nord de l'Eurométropole et en dehors de celle-ci, au 198 avenue de Strasbourg (48° 42′ 25″ N, 7° 42′ 30″ E). LK Kunegel dispose d'un dépôt rue de l'Industrie à Hoerdt.

### Cronenbourg - Siège social, UPC et PCC

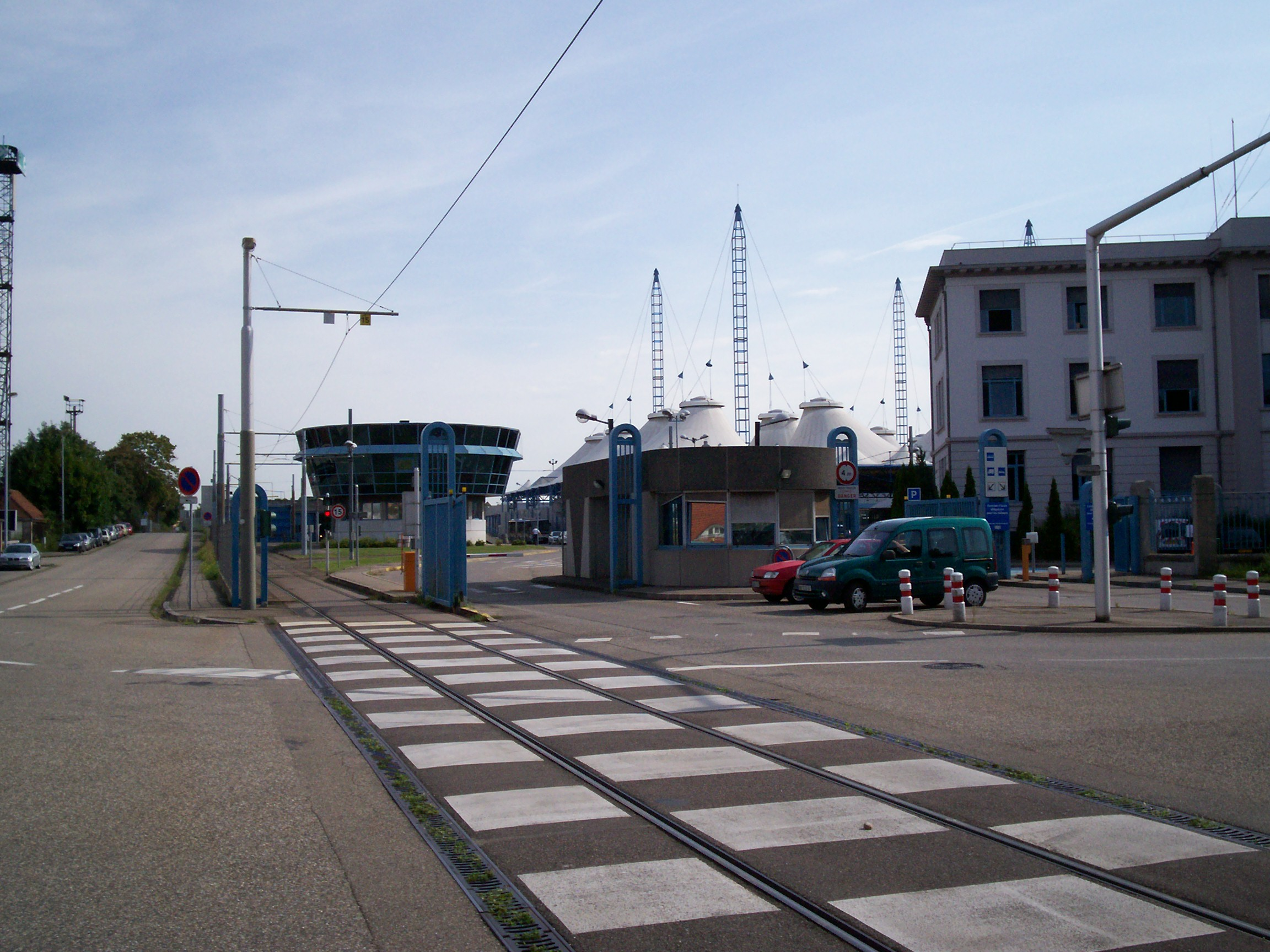
Entrée du dépôt de Cronenbourg.

Le siège social est situé au no 14 rue de la Gare-aux-Marchandises, dans le quartier de Cronenbourg (48° 35′ 38″ N, 7° 44′ 06″ E). Le bâtiment a été bâti en 1931, par l'architecte Gustave Oberthur, avant de subir une rénovation et un agrandissement de 1992 à 1994, conjointement à la rénovation du dépôt (officiellement UPC pour « unité de production Cronenbourg ») et à la construction de la ligne A du tramway. En 2011, il est équipé pour recevoir des bus au gaz naturel.
Le site comporte les services administratifs ainsi que le poste de commandes centralisées (PCC) qui gère l'ensemble des mouvements du réseau bus et tramway. Une voie unique effectue la liaison entre la station Rotonde et le dépôt, et permet de relier celui-ci au réseau de tramway.
Fin 2017, il est envisagé de rénover le dépôt de bus et de remplacer son toit par des panneaux photovoltaïques. La production serait revendue à Électricité de Strasbourg et correspondait à la consommation annuelle de 1300 personnes. La mise en service était prévue pour 2019 mais aucune confirmation n'a eu lieu depuis.
| Lignes Tramway | tram A D                  |
| Lignes Bus     | bus G C3 C6 C9 4 17 19 70 |

### Dépôt de l'Elsau
Ce dépôt, dont la dénomination officielle est UPE pour « unité de production Elsau », située au no 10 rue du Tramway dans le quartier de l'Elsau (48° 34′ 08″ N, 7° 43′ 28″ E), a ouvert ses portes en septembre 1999. Il a été construit pour les extensions du réseau tram inaugurées en 2000, à savoir les lignes B et C. Avec la restructuration du réseau en 2010, le dépôt hérite de la nouvelle ligne F et perd la ligne C qui est désormais hébergée à Kibitzenau. Il s'agit d'un dépôt mixte qui peut accueillir des tramways et jusqu'à 90 bus. Il est équipé d'une station de compression du gaz naturel de ville (GNV). En outre, le dépôt dispose de bornes de recharge rapides GNV afin d'approvisionner le parc de véhicules roulant au gaz naturel de la Ville de Strasbourg.
| Lignes Tramway | tram B F                  |
| Lignes Bus     | bus H 2 10 13 15 29 40 50 |

### Dépôt de la Kibitzenau
Le dépôt de la Kibitzenau (officiellement UPK pour « unité de production Kibitzenau »,), situé au no 23 avenue du Neuhof (48° 33′ 21″ N, 7° 46′ 03″ E), est le plus récent des dépôts. Inauguré en janvier 2006 dans le cadre des extensions du réseau tram de 2007/2008, il remplace l'ancien dépôt de bus du Neudorf (ex-UPN, situé entre l'avenue Aristide Briand et la route du Rhin (48° 34′ 08″ N, 7° 46′ 38″ E), rasé en 2005/2006 et remplacé par l'éco-quartier du Bruckhof). Ce dépôt est mixte et peut accueillir des rames de tramway et jusqu'à 90 bus et 34 bus articulés. Il comprend également une station de compression au gaz naturel de ville et dispose de bornes de recharge rapides GNV pour les véhicules de la Ville de Strasbourg.
| Lignes Tramway | tram C E F        |
| Lignes Bus     | bus G C1 C7 C8 30 |

## Le matériel de maintenance

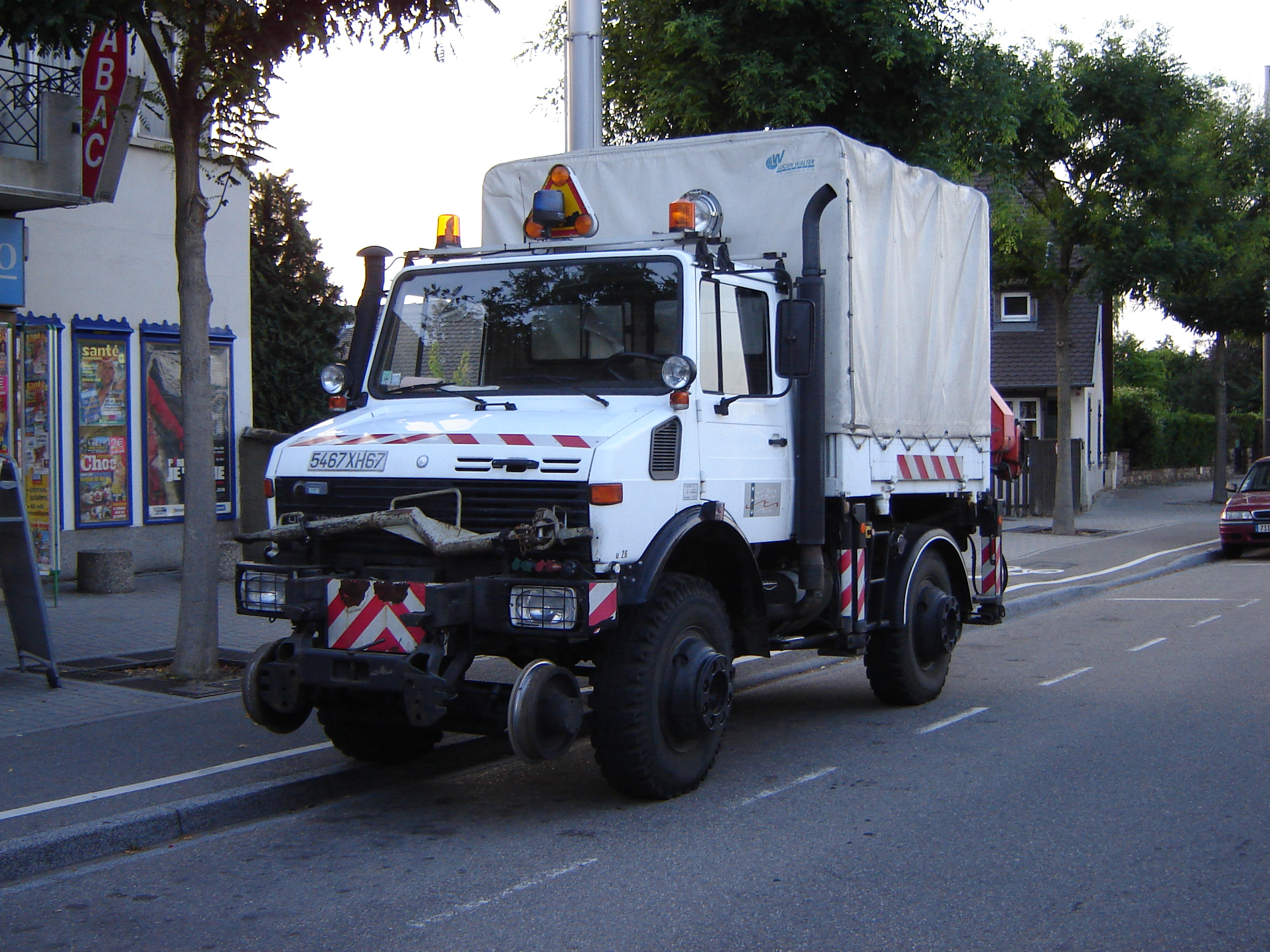
L'unimog de la CTS.

Étant donné l'étendue et la fréquentation du réseau, celui-ci a besoin d'une maintenance quasi-continue. La CTS dispose pour cela d'un parc de véhicules destiné à la maintenance du réseau bus et tram.
Deux camions dits Aspirails tournent quotidiennement sur le réseau tramway, dans le but d'éliminer les déchets présents dans la gorge du rail. En cas d'incident sur les rames ou sur les installations techniques, la CTS dispose d'une flotte d'engins rails-route ; à savoir des tracteurs, un Unimog ainsi que des camions-nacelles.
Pour le réseau bus, l'entreprise utilise des dépanneuses ainsi que les tracteurs. En parallèle, une flotte de camionnettes (Renault Master, Renault Kangoo, etc.) servent à transporter les mécaniciens et agents d'entretien sur tout le réseau.
Le matériel technique n’arbore pas la livrée CTS. Les véhicules sont blancs et se voient apposer le logo de l'entreprise. Tous les véhicules sont hébergés au sein des différents dépôts.